# Liste der Straßennamen von Wien/Simmering
Liste der Straßen, Gassen und Plätze des 11. Wiener Gemeindebezirks Simmering
| Historische Straßennamen – Literatur – Weblinks |

## (nummeriert)

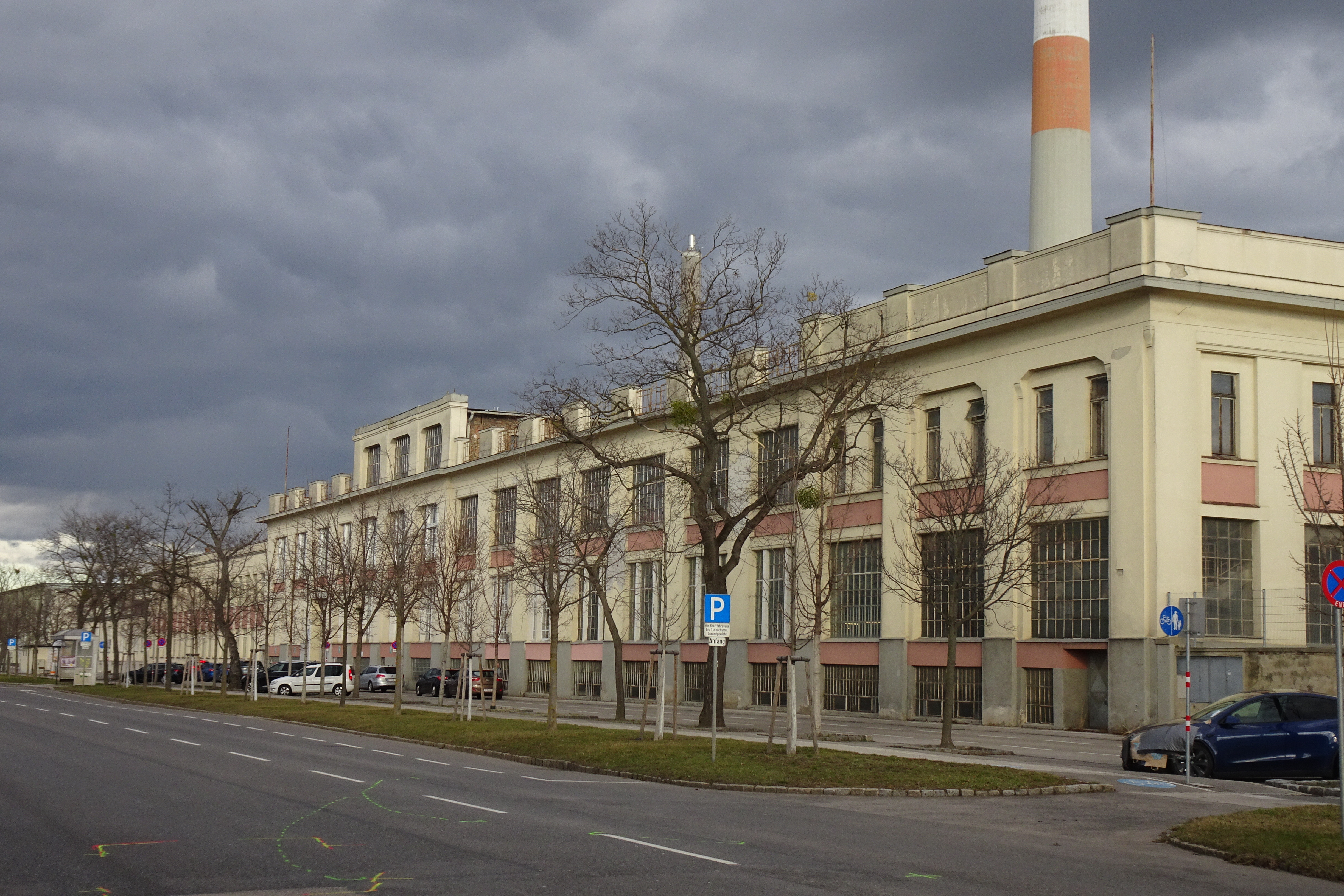
Industriegebäude in der 1. Haidequerstraße

- 1. Haidequerstraße (Simmering), 1884 benannt; die Straße quert die Simmeringer Haide. Der Versuch, Straßen nach US-amerikanischem Vorbild zu nummerieren,  bewährte sich nicht und wurde nicht fortgesetzt. Einige der Haidequerstraßen wurden mittlerweile aufgelassen. Siehe auch Haidestraße.
- 1. Molostraße (Albern), Benennungsdatum unbekannt, nach dem Molo im Alberner Hafen, auf dessen Gelände sich die Straße befindet.
- 2. Haidequerstraße (Simmering), siehe 1. Haidequerstraße.
- 2. Molostraße (Albern), siehe 1. Molostraße
- 7. Haidequerstraße (Simmering), siehe 1. Haidequerstraße.
- 8. Haidequerstraße (Simmering), siehe 1. Haidequerstraße.
- 9. Haidequerstraße (Simmering), siehe 1. Haidequerstraße.
- 11. Haidequerstraße (Kaiserebersdorf), siehe 1. Haidequerstraße.

## A
- Ailecgasse (Kaiserebersdorf), 1975 benannt nach dem Bildhauer Jožef Ajlec (1874–1944); der aus Slowenien stammende Künstler lebte ab 1908 in Simmering. Er schuf hier die Bronzereliefs der Kreuzwegstationen sowie das Taufbecken für die Pfarrkirche Neusimmering am Enkplatz.
- Alberner Hafenzufahrtsstraße (Albern, Kaiserebersdorf), 1960 benannt nach ihrer Funktion als Zufahrt zum Alberner Hafen. Der Hafen an der Donau war 1939–1941 errichtet worden; er hieß ursprünglich Handelshafen nächst Albern und volkstümlich Getreidehafen.
- Alberner Straße (Albern, Kaiserebersdorf), 1958 benannt nach der ehemals selbstständigen Gemeinde Albern. Der Ort wurde 1162 erstmals urkundlich als Albrah erwähnt. Der Name leitet sich von der auch Albe-Pappel genannten Silber-Pappel ab, die in dieser Gegend wuchs. Der Ort wurde 1938 in den damaligen 23. Bezirk Schwechat eingemeindet und kam 1956 zu Simmering; siehe auch Neu Albern.
- Albin-Hirsch-Platz (Simmering), 1949 benannt nach dem Tischlermeister Albin Hirsch (1847–1918), erster christlichsozialer Bezirksvorsteher von Simmering (1896–1918) und Landtagsabgeordneter. Der Platz hieß ursprünglich bis 1938 Friedplatz und 1938–1949 Egerländerplatz.
- Alois-Höfler-Gasse (Simmering), 1940 benannt nach dem Philosophen und Pädagogen Alois Höfler (1853–1922); sein weit gefächertes wissenschaftliches Lebenswerk umfasst Handbücher der Physik, der Logik, der Psychologie und der Kunst. Er verfasste Lehrbücher für den Unterricht an Mittelschulen und beschäftigte sich mit einer Neugestaltung des österreichischen Schulwesens.[1]
- Am Hofgartel (Kaiserebersdorf), 1996 benannt nach einem historischen Flurnamen.
- Am Kanal (Simmering), 1925 benannt nach dem Schiffskanal Wiener Neustädter Kanal; er wurde 1797–1803 erbaut und verband auf einer Länge von 63 km Wien mit Wiener Neustadt. Bauleiter war der Hofbaudirektor Josef Schemerl; siehe die Schemmerlstraße. 1879 ging die Kanalschifffahrt stark zurück und 1928–1935 wurde der Kanal im Wiener Stadtgebiet zugeschüttet. Die Straße hieß davor Am Wiener Neustädter Kanal.
- Am Schulweg (Kaiserebersdorf), benannt (Datum unbekannt) nach der Hauptschule von Kaiserebersdorf, zu der der Weg führt.
- Angela-Stadtherr-Gasse (Simmering), 1997 benannt nach der Spenglermeisterin und Metallbildhauerin Angela Stadtherr (1899–1983); die akademische Bildhauerin schuf unter anderem den Wetterhahn auf dem Dach des Stephansdoms und zwei Reliefs am Strindberghof. Darüber hinaus engagierte sie sich in der Simmeringer SPÖ.
- Annaweg (Simmering, Kleingartenanlage „Simmeringer Haide“), nicht amtliche Bezeichnung.
- Anton-Mayer-Gasse (Kaiserebersdorf), 2012 benannt nach dem Höhlenforscher Anton Mayer (1936–2009); der Postbedienstete arbeitete ab 1961 in der Höhlenkunde und wurde Vizepräsident des Verbandes österreichischer Höhlenforscher. Er spezialisierte sich auf die Erforschung der Fledermäuse und galt als ausgewiesener Experte. Ab 1979 arbeitete er als Präparator im Naturhistorischen Museum. Daneben war Mayer in der Volksbildung tätig.[2]
- Anton-Steinböck-Gasse (Simmering), 1987 benannt nach dem Geistlichen Anton Steinböck (1903–1970), Kaplan (1932–1956) und Pfarrer (1956–1970) von Neu-Simmering.
- Anton-Stilling-Platz (Simmering), 2002 benannt nach dem Geistlichen Anton Stilling (1931–2000), Kaplan (1960–1963) und Pfarrer (ab 1963) der Pfarre Hasenleiten.
- Apfelweg (Simmering, Kleingartenanlage „Simmeringer Haide“), nicht amtlich benannt nach der Pflanzengattung Apfel.
- Artillerieplatz (Kaiserebersdorf), 1957 benannt nach der einstigen Landwehr-Artilleriekaserne in Kaiserebersdorf. Die 1915 fertiggestellte Kaserne der k.k. Landwehr war der letzte große Kasernenbau während der Monarchie in Wien. Nach dem Ersten Weltkrieg wurde das Gebäude vom Bundesheer als Kaserne und Depot benutzt. Als weitere Nutzer folgten die deutsche Wehrmacht und die Rote Armee. 1955 wurde die Kaserne aufgegeben. Siehe auch Landwehrstraße. Der Platz hieß vorher 5. Landwehrstraße.
- Artmanngasse (Simmering), 1973 benannt nach dem Offizier, Techniker und Erfinder Ferdinand Artmann (1830–1883), Professor für Physik und Chemie am Polytechnischen Institut. Er projektierte die Aspangbahn und die Schneebergbahn, deren Vizepräsident er wurde. Artmann errichtete die erste Konservenfabrik in Wien sowie ein Militär-Verpflegungsmagazin; außerdem konstruierte er einen Feldbackofen und eine Straßenlokomotive.[3]
- Asternweg (Simmering, Kleingartenanlage „Simmeringer Haide“), nicht amtlich benannt nach der Pflanzengattung Astern aus der Familie der Korbblütler (Asteraceae). Die lateinische Ableitung des Gattungsnamens ist astrum, was Stern, Gestirn bedeutet, und bezieht sich auf die strahlenförmige Anordnung der Strahlen- beziehungsweise Zungenblüten.
- Awarenstraße (Kaiserebersdorf), 1983 benannt nach dem zentralasiatischen Reitervolk der Awaren; sie beherrschten im Frühmittelalter über 200 Jahre lang Osteuropa von ihren Siedlungsgebieten in der Pannonischen Tiefebene und siedelten auch in Ostösterreich. Anlass für die Benennung war die Entdeckung (1971) von Gräbern der Awaren im Bereich der Csokorgasse, die 1976–1977 freigelegt wurden.

## B

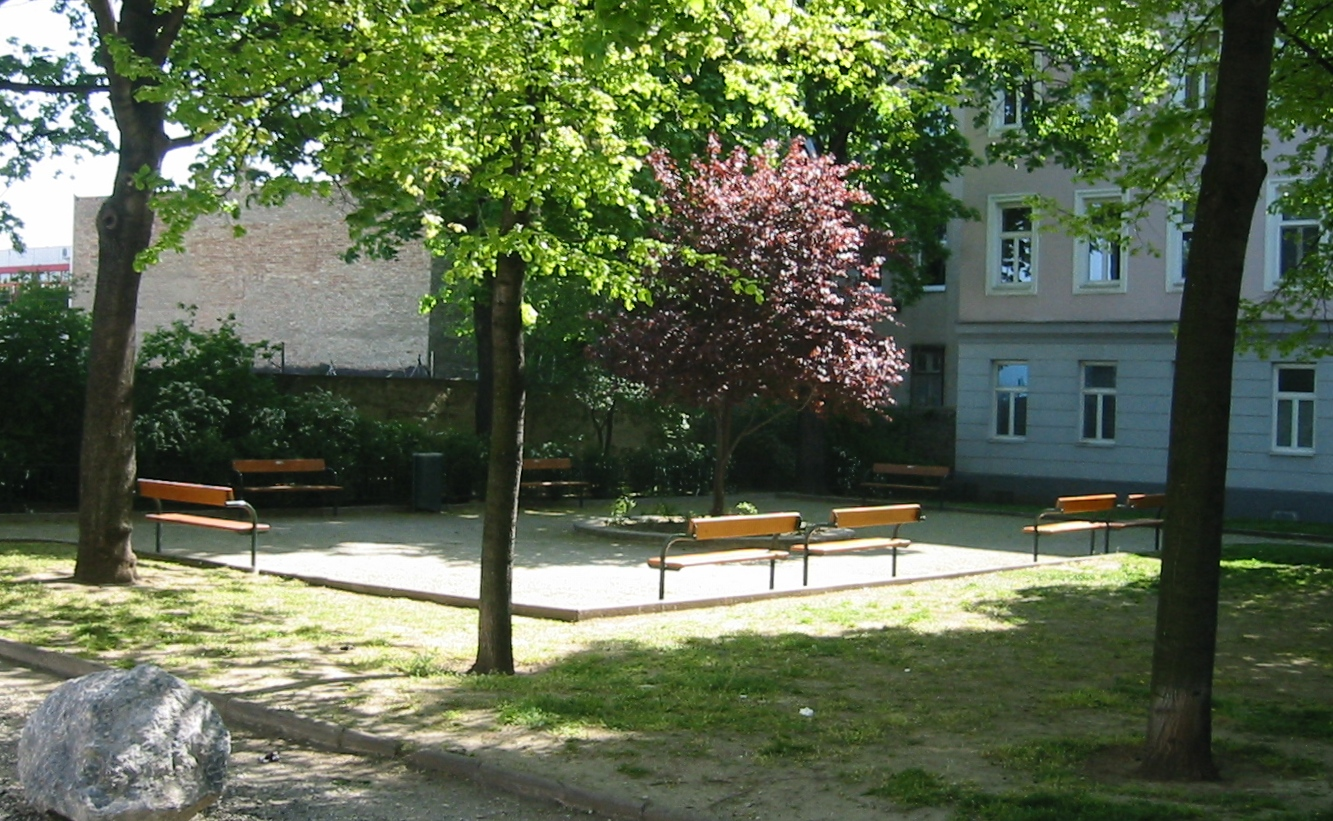
Der Brehmpark in der Brehmstraße

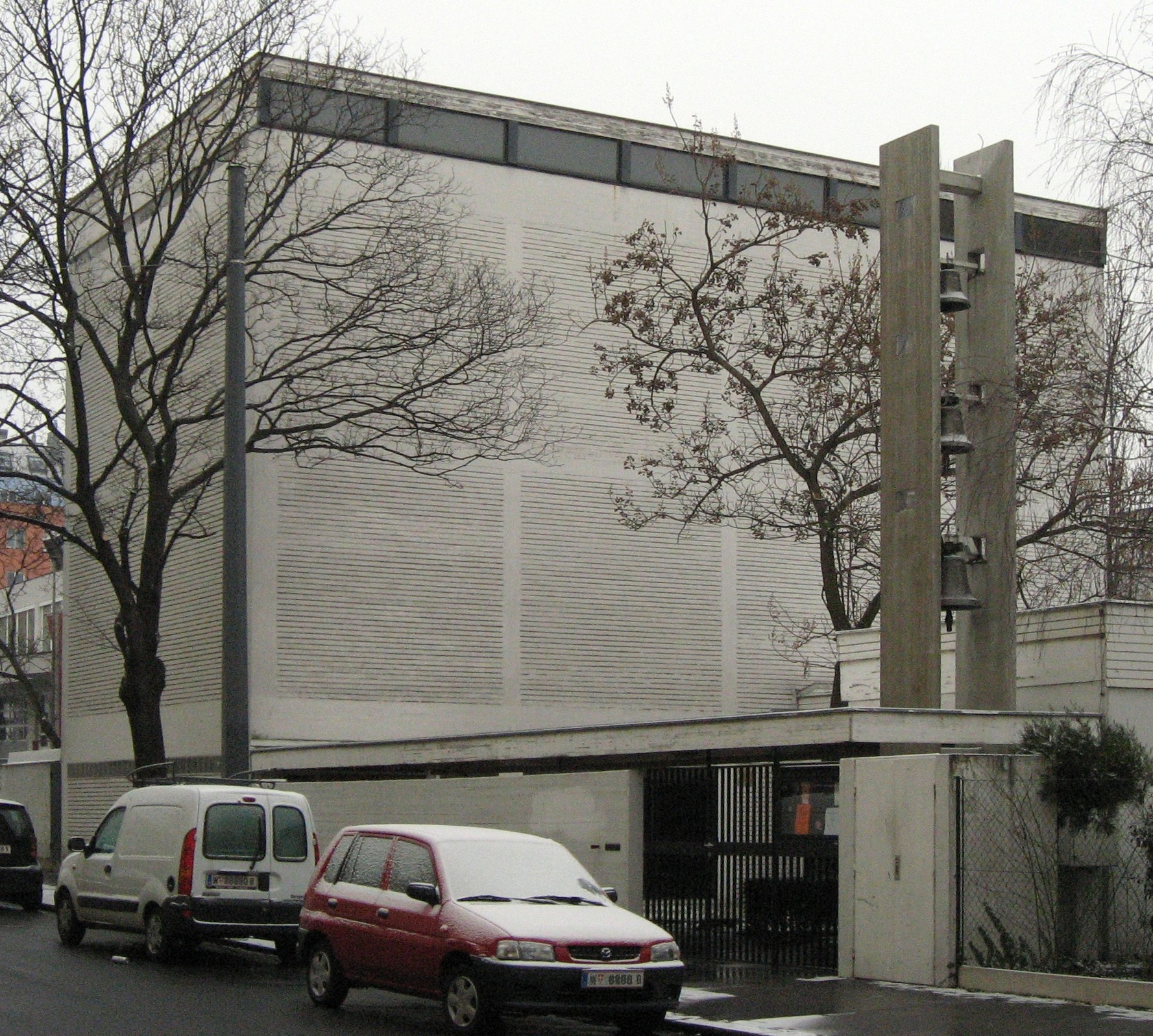
Die Glaubenskirche in der Braunhubergasse

- Baudißgasse (Kaiserebersdorf), 1974 benannt nach dem Maschinenbauingenieur Leo Baudiß (1861–1914); er arbeitete zunächst bei Maschinenfirmen in Prag und Berlin und erfand die Baudißsche Lenksteuerung für Dampfmaschinen. Ab 1904 war er Professor für Maschinenbau an der Technischen Hochschule Wien, 1906–1909 Dekan und 1909–1910 Rektor. Er leistete die Vorarbeiten für die Errichtung des Maschinenbau-Laboratoriums der Hochschule.[4]
- Bertl-Hayde-Gasse (Kaiserebersdorf), 2012 benannt nach der Kinderbuchautorin Berta Hetmanek (Pseudonym Bertl Hayde, 1899–1969). Um ihre drei Töchter wirtschaftlich zu versorgen, begann sie in den 1940er Jahren, Märchen und Geschichten zu schreiben. Sie verfasste Drehbücher für Puppenfilme, Märchenspiele sowie 287 Hörspiele für die Kinder- und Schulfunksendungen des Rundfunks.[5][6] Ihre von Janusz Grabiański illustrierte Anthologie Das große Buch für unsere Kleinen (1959) wurde mit dem Staatspreis „Schönstes Buch Österreichs“ ausgezeichnet.[7]
- Bienenweg (Simmering, Kleingartenanlage „Simmeringer Haide“), nicht amtlich benannt nach der Tiergattung der Bienen, wobei wohl die Westliche Honigbiene gemeint ist, die wegen ihrer Bedeutung als Honigproduzent große Bedeutung hat.
- Birkenstockgasse (Simmering), 1894 benannt nach dem Politiker und Schulreformer Johann Melchior Birkenstock (1738–1809), Beamter in der Staatskanzlei, später Regierungsrat und Hofrat sowie Zensor für politischen Schriften. Im Auftrag von Kaiserin Maria Theresia erstellte er einen Plan zur Verbesserung des Erziehungs- und Schulwesens; 1792–1803 war er Direktor des Schul- und Erziehungsdepartements. Siehe auch die Hägelingasse und die Felbigergasse im 14. Bezirk Penzing. Die Gasse hieß vorher Untere Wintergasse. Im Historikerbericht Straßennamen Wiens seit 1860 als „Politische Erinnerungsorte“ aus dem Jahr 2013 ist die Straße den Sonderfällen zugeordnet; Grund dafür ist Birkenstocks Engagement gegen den durch die Französische Revolution angefachten revolutionären Zeitgeist.[8]
- Birnenweg (Simmering, Kleingartenanlage „Simmeringer Haide“), nicht amtlich benannt nach der Pflanzengattung Birne. Das deutsche Wort „Birne“ (ahd. bira, mhd. bir, auch bire) ist ein sehr altes Lehnwort aus dem Lateinischen. Lateinisch pirum und die wohl verwandte griechische Bezeichnung ἃπιον (ápion) sind wiederum wohl aus einer vorindogermanischen Mittelmeersprache entlehnt.
- Bleibtreustraße (Simmering), 1981 benannt nach der Theater- und Filmschauspielerin Hedwig Bleibtreu (1868–1958); sie spielte 1891–1893 am Carltheater und 1893–1958 am Burgtheater. Sie galt als große Tragödin in der Tradition der legendären Charlotte Wolter; siehe die Woltergasse im 13. Bezirk Hietzing. Bleibtreu spielte auch in Filmen; ihre bekanntesten Auftritte hatte sie in Dreizehn Stühle mit Heinz Rühmann und in Der dritte Mann mit Orson Welles.
- Bleriotgasse (Simmering), 1969 benannt nach dem französischen Flugpionier Louis Blériot (1872–1936); er überquerte mit dem Flugzeug Blériot XI 1909 als erster Mensch in einem Flugzeug den Ärmelkanal. Kurz nach dem Flug, im Oktober 1909, kam er nach Wien und führte über der Simmeringer Haide einen Schauflug vor angeblich 300.000 Zuschauern durch. Zu diesem Zweck war zwischen der Wachthausgasse und der Haidestraße ein provisorischer Flugplatz errichtet worden. 1976 wurde ein Teil des Mitterwegs in die Bleriotgasse einbezogen.
- Blumenweg (Simmering, Kleingartenanlage „Simmeringer Haide“), nicht amtlich benannt nach der Blume. Eine Blume bezeichnet umgangssprachlich entweder eine dekorative Blüte, einen Blütenstand inkl. eines Teils der Sprossachse meistens krautiger Pflanzen oder eine dekorativ blühende Topf- oder Gartenpflanze. Das Wort kommt von althochdeutsch bluama und mittelhochdeutsch bluome.
- Bockbergergasse (Kaiserebersdorf), 1971 benannt nach dem Gewerkschafter Ignaz Bockberger (1897–1957); er war bis 1934 Betriebsratsobmann des Simmeringer E-Werks. Während des Zweiten Weltkriegs organisierte er eine antifaschistische Widerstandsgruppe im Betrieb. 1945 wurde Bockberger wieder Betriebsratsobmann und Mitglied des Vorstands der Gewerkschaft der Gemeindebediensteten.[9]
- Brambillagasse (Simmering), 1894 benannt nach dem Chirurgen Giovanni Alessandro Brambilla (1728–1800); er kam 1752 von Padua nach Österreich und wurde zunächst Militärarzt, ab 1764 war er der Leibchirurg des Thronfolgers und späteren Kaisers Joseph II. 1781 gründete er die Militärische Sanitätsschule und 1785 eröffnete er sein Lebenswerk, die medizinisch-chirurgische Akademie „Josephinum“. Brambilla erfand und verbesserte medizinische Instrumente und sorgte durch einen Katalog von 600 Instrumenten für ihre Verbreitung. Die Gasse hieß davor Bachergasse.
- Braunhubergasse (Simmering), 1875 benannt nach dem Landwirt Josef Braunhuber (1811–1862), Bürgermeister von Simmering (1856–1862). Der Braunhuberpark ist ebenfalls nach ihm benannt.
- Brehmstraße (Simmering), 1895 benannt nach dem deutschen Zoologen und Schriftsteller Alfred Brehm (1829–1884); sein Name wurde durch den Buchtitel Brehms Tierleben zu einem Synonym für populärwissenschaftliche zoologische Literatur. Das ursprünglich sechsbändige (später 13-bändige) Werk erschien erstmals 1863–1869 und fand in weiten Kreisen, vor allem im Bildungsbürgertum, großen Anklang.[10] Der Brehmpark ist ebenfalls nach ihm benannt.
- Brühlgasse (Kaiserebersdorf), 1895 benannt nach einem historischen Flurnamen. In der Nähe befand sich einst eine sumpfige, mit Gras und Buschwerk bewachsene Gegend; Brühl bezeichnete eine sumpfige Feuchtwiese. Die Gasse hieß zuvor Brühlwiese.
- Bürgerspitalwiese (Simmering), benannt (Datum unbekannt) zur Erinnerung daran, dass sich die Gegend einst im Besitz des Bürgerspitals befunden hatte. Das Spital in der Inneren Stadt besaß ein einträgliches Zinshaus, dessen reiche Erträge im Bürgerspitalfonds verwaltet wurden und Grundbesitz ermöglichten.

## C
- Carl-von-Linde-Straße (Simmering), 1991 benannt nach dem deutschen Ingenieur und Unternehmer Carl von Linde (1842–1934); er schuf wesentliche Grundlagen der modernen Kältetechnik und entwickelte ab 1871 Kältemaschinen, die erstmals die künstliche Erzeugung von Kälte praxistauglich ermöglichten. Er entwickelte das Linde-Verfahren zur Verflüssigung von Luft und gründete 1879 die Gesellschaft für Lindes Eismaschinen (heute Linde AG).
- Citronenweg (Simmering, Kleingartenanlage „Simmeringer Haide“), nicht amtlich benannt nach der Pflanzengattung Zitrone; das Wort stammt von lateinisch citrus (Zitrone).
- Csokorgasse (Kaiserebersdorf), 1975 benannt nach dem Schriftsteller Franz Theodor Csokor (1885–1969); er gilt als einer der bedeutendsten Dramatiker des Expressionismus in Österreich. Sein erfolgreichstes und auch bekanntestes Stück ist 3. November 1918, das den Untergang der k.u.k. Monarchie thematisiert. In vielen Werken spiegelt sich die Beschäftigung des Autors mit der Antike und dem Christentum. Die Gasse hieß ursprünglich Fischergasse bzw. Gemeindegasse und dann 1894–1975 Mühlsangergasse. 1971 wurden in der Csokorgasse Awarengräber entdeckt; siehe Awarenstraße.
- Czibulkagasse (Kaiserebersdorf), 1938 benannt nach dem Komponisten und Kapellmeister Alfons Czibulka (1842–1894); er wirkte die meiste Zeit seines Lebens als Militärkapellmeister bei diversen Infanterieregimentern. Daneben schrieb er ca. 400 Werke, vor allem Märsche, Wiener Tanzmusik und sechs Operetten. Er ist weder mit dem Schriftsteller Alfons von Czibulka noch mit dem Komponisten Adolphi Czibulka verwandt.

## D
- Dampfmühlgasse (Simmering), 1894 benannt nach der ersten Simmeringer Dampfmühle. Eine Dampfmühle ist eine Mühle, die mittels Dampfkraft von einer Dampfmaschine angetrieben wird. Ab 1808 befand sich hier eine mit Wasserkraft betriebene Mühle am Wiener Neustädter Kanal; sie wurde 1869 auf Dampfbetrieb umgestellt und existierte bis 1918.[11] Die Gasse hieß davor Mühlgasse.
- Delsenbachgasse (Simmering), 1932 benannt nach dem deutschen Maler und Kupferstecher Johann Adam Delsenbach (1687–1765); er lebte in Nürnberg und besuchte 1710–1713 Wien. Seine zahlreichen, in mehreren Sammelwerken herausgegebenen Stadtansichten, darunter eine der seltenen Totalansichten von Wien, stellen wertvolle Quellen für die Architektur- und Stadtgeschichtsforschung dar.
- Dittmanngasse (Simmering), 1894 benannt nach dem Braumeister Johann Georg Dittmann (1767–1829); er erwarb 1802 das Simmeringer Brauhaus samt dem Stiftshof des ehemaligen Himmelpfortklosters in der heutigen Mautner-Markhof-Gasse 40. Im Jahr 1822 verkaufte er die Brauerei an Georg Meichl; siehe Meichlstraße. Das Brauhaus wurde 1913 von Mautner Markhof übernommen und 1930 stillgelegt.[12] Die Gasse hieß zuvor Bräuhausgasse.
- Döblerhofstraße (Simmering), 1872 benannt nach einem Gutshof namens Döblerhof. Der Besitzer des Hofes war einst ein Herr Döbler, weshalb die Straße im Volksmund bereits seit 1840 so genannt wurde. Ein Teil der Straße hieß vorher Auf der Haide.
- Dommesgasse (Simmering), 1894 benannt nach dem Seilermeister Josef Dommes (1805–1878); er betätigte sich als Wohltäter und gründete 1859 den ersten Simmeringer „Kranken-Unterstützungs- und Leichenverein“. Die Gasse hieß davor Mühlgasse.
- Dopplergasse (Simmering), 1895 benannt nach der alteingesessenen Simmeringer Familie Doppler.
- Dreherstraße (Kaiserebersdorf), 1894 benannt nach dem Brauherrn Anton Dreher (1810–1863); er übernahm 1837 die Brauerei Schwechat. Bis 1841 braute er obergäriges Kaiserbier, bis er  1840 / 1841 das helle, untergärige Lagerbier, das Klein-Schwechater Lagerbier, entwickelte. In der Folge wurde die Brauerei Schwechat mit ihrem Dreher-Bier (die Marke besteht in Triest und Budapest bis heute) zur größten des europäischen Festlandes. Anton Dreher war 1861–1863 auch Landtags- und Reichsratsabgeordneter. Siehe auch Meichlstraße und Mautner-Markhof-Gasse. Die Straße, deren südlicher Teil sich in Schwechat  befindet,  hieß vorher Schwechater Straße.
- Drischützgasse (Simmering), 1894 benannt nach dem Regierungsrat Johann Nepomuk Drischütz (um 1766–1835); er errichtete Anfang des 19. Jahrhunderts eine Stiftung für arme Simmeringer Schulkinder, die er mit 600 Gulden dotierte. Die Gasse hieß davor Schulgasse.
- Dürrnbacherstraße (Simmering), 1903 benannt nach Andreas Ritter von Dürrnbacher († 1596), kaiserlicher Schiffsoberleutnant, Besitzer der Grundherrschaft Simmering. 1573 verkaufte er die Herrschaft an Michael Eyzing Freiherr von Schrattenthal; siehe Eyzinggasse.

## E

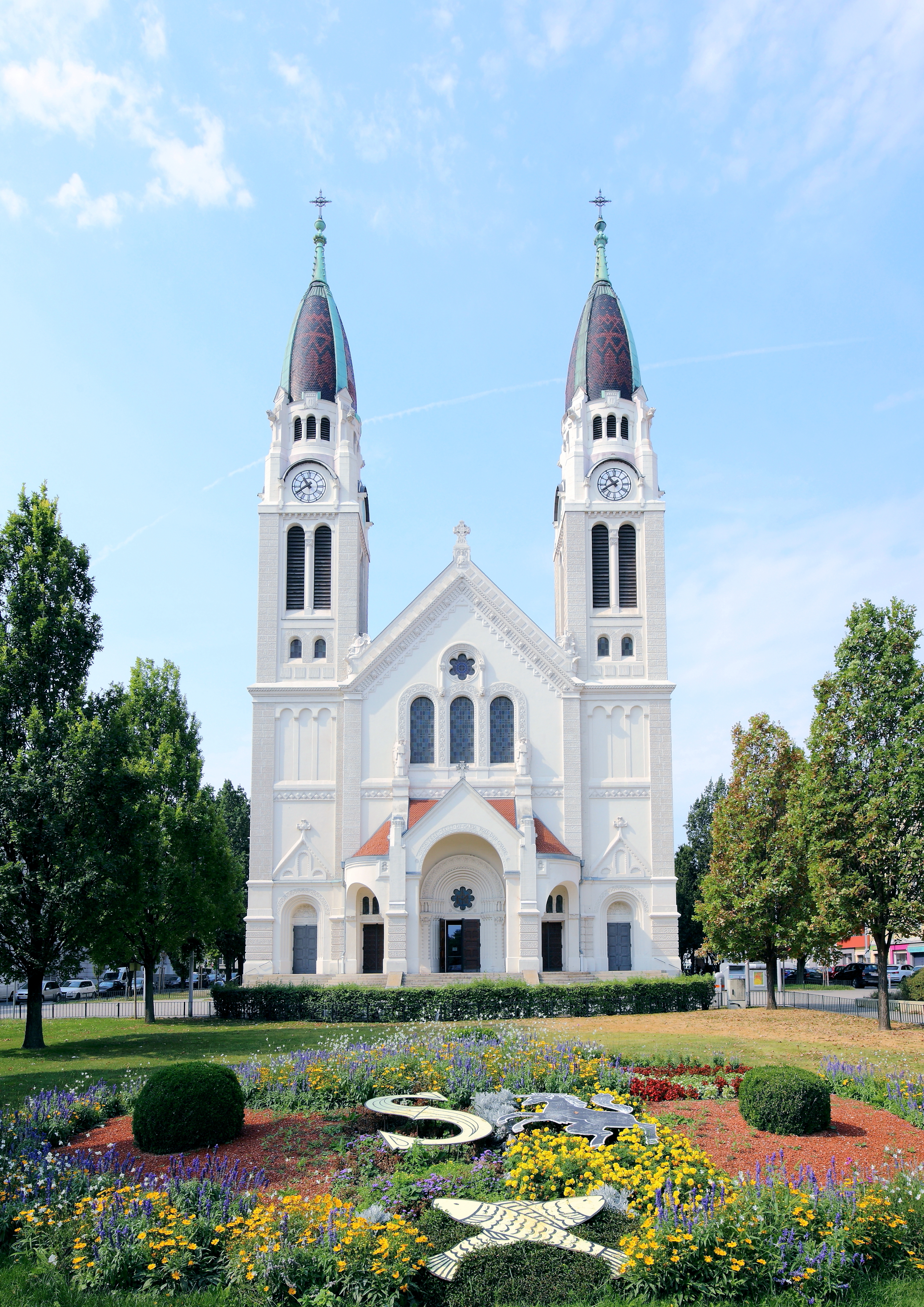
Pfarrkirche Neusimmering am Enkplatz

- Ehamgasse (Simmering), 1900 benannt nach dem Juristen Michael Eham (1544–1610), Reichshofrat (1593–1607), Rektor der Universität Wien (1586 und 1592).[13] Er war von 1598 bis 1608 Besitzer der Grundherrschaft Simmering, die er von seinem Verwandten Michael Eyzing Freiherr von Schrattenthal übernommen hatte; siehe Eyzinggasse.
- Eisteichstraße (Simmering), 1904 benannt nach den Mauthnerschen Teichen in dieser Gegend, die einst zur winterlichen Gewinnung von Eis verwendet wurden. Mitte bis Ende des 19. Jahrhunderts wurden diese Teiche nach und nach zugeschüttet.
- Emmy-Schörg-Weg (Simmering), 2024 benannt nach der Schauspielerin Emmy Schörg (1930–2020). Die gebürtige Wienerin und ausgebildete Operettensängerin war in ihrer Heimatstadt auf zahlreichen Theaterbühnen zu sehen. An der Tschauner-Bühne wurde sie in den 1950er-Jahren ein festes Ensemblemitglied und blieb über 50 Jahre lang dort aktiv.
- Enkplatz (Simmering), 1894 benannt nach dem Benediktinermönch und Schriftsteller Michael Leopold Enk von der Burg (1788–1843), Lehrer am Stiftsgymnasium Melk; als Literaturtheoretiker verfasste er ästhetisch-kritische Studien. Weiters schrieb er Dichtungen von pessimistischem Inhalt, die auf ein problematisches Seelenleben schließen lassen. Schließlich beging er 1843 Selbstmord. Der Platz hieß davor Marktplatz.
- Erdberger Lände (Simmering), 1952 benannt nach den Landestellen von Flößen und Schleppern am rechten Ufer des Donaukanals. Eine Lände ist ein einfacher Landeplatz an einem Gewässer, also die einfachste Form eines Binnenhafens. Das Ufer ist befestigt und das Fahrwasser entsprechend verbreitert. Anders als bei einem ausgebauten Hafen sind Hafenwasser und Wasserstraße jedoch durch keinerlei Bauwerke voneinander abgegrenzt. Der Weg hieß davor An der Donau, im Volksmund aber bereits seit mindestens 1890 Erdberger Lände; auf Stadtplänen 1912 und um 1936 beschränkt auf den Abschnitt Rotundenbrücke–Stadionbrücke, da stromabwärts  bereits dort die Simmeringer Lände bzw. Donaulände anschloss.
- Erdbergstraße (Simmering), benannt (Datum unbekannt) nach der ehemals selbstständigen Gemeinde Erdberg; sie wurde 1192 in einem Bericht über die Gefangennahme von Richard Löwenherz erstmals als Ertpurch erwähnt. Der Name, später auch als Erpurch, Erdburg beziehungsweise Erdberg genannt, stammt von einem befestigten Ringwall („Erdburg“), der wahrscheinlich im Frühmittelalter angelegt worden war. 1850 wurde Erdberg mit den Gemeinden Landstraße und Weißgerber zum 3. Wiener Gemeindebezirk zusammengefasst. Ein Teil der Straße hieß bis 1862 Erdberger Hauptstraße bzw. Antongasse, ein anderer Teil bis 1899 Mitterweg.
- Ernst-Heiss-Gasse (Kaiserebersdorf), 1996 benannt nach dem Architekten Ernst W. Heiss (1929–1991), Professor für Städtebau an der Akademie der bildenden Künste Wien (1969–1991); er arbeitete ab 1959 für die Wiener Stadtplanung. Die Planung der Donauinsel und der Neuen Donau wurde für ihn ein Schwerpunkt seiner Tätigkeit, die ihn zum „Vater der Donauinsel“ machten. Heiss war grundlegend an der Standortbestimmung der UNO-City beteiligt und er leistete Pionierarbeit bei der landschaftsgestalterischen Begleitplanung für hochrangige Straßenzüge sowie der städtebaulichen Grünplanung.[14] In Simmering war er an der Planung des Stadterweiterungsgebiets Leberberg beteiligt. Der Heisspark im 21. Bezirk ist ebenfalls nach ihm benannt.
- Etrichstraße (Kaiserebersdorf), benannt (Datum unbekannt) nach dem Flugzeugkonstrukteur Igo Etrich (1879–1967); er baute 1907 sein erstes Motorflugzeug. 1909 errichtete er am Flugfeld Wiener Neustadt zwei Fertigungshallen, in denen er die sehr erfolgreiche Etrich Taube baute. Sein Partner war dabei Franz Wels, sein Testpilot war Karl Illner (siehe die Franz-Wels-Gasse und die Illnerstraße im 22. Bezirk Donaustadt). Mehrere Rekordflüge mit der Etrich Taube wurden von einem Flugfeld auf der Simmeringer Haide durchgeführt; siehe auch Bleriotgasse. Eine Kommission der Stadt Graz hat 2018 die dortige Etrichgasse als historisch höchst bedenklich eingestuft.[15] Im Historikerbericht Straßennamen Wiens seit 1860 als „Politische Erinnerungsorte“ aus dem Jahr 2013 ist die Straße Gruppe C (demokratiepolitisch relevante biographische Lücken) zugeordnet.[8]
- Ewaldgasse (Simmering), 1971 benannt nach dem Religionsphilosophen Oskar Ewald (eigentlich Oskar Friedländer, 1881–1940), Privatdozent an der Universität Wien (1909–1928); er war eine der führenden Persönlichkeiten des religiösen Sozialismus. Der Bund der Religiösen Sozialisten verfocht die Übereinstimmung christlicher und sozialistischer Zielsetzungen und wollte die weltanschauliche Spaltung der Arbeiterbewegung überwinden. Die Bewegung wurde 1934 zerschlagen.[16]
- Exenbergerweg (Simmering), 2011 benannt nach Bibliothekar und Sachbuchautor Herbert Exenberger (1943–2009); er war von 1970 bis 2003 Bibliothekar des Dokumentationsarchivs des österreichischen Widerstandes (DÖW), wo er die Bibliothek zu einer umfassenden Fachbibliothek ausbaute. Daneben war er in der Volks- und Erwachsenenbildung tätig.
- Eyzinggasse (Simmering), 1894 benannt nach dem Diplomaten und Geschichtsschreiber Michael Eyzing Freiherr von Schrattenthal († 1598); er gab eine Vorform einer periodischen Zeitschrift, die so genannten Messrelationen, heraus. 1573 erwarb er die Grundherrschaft Simmering von Andreas von Dürrenbacher; siehe Dürrnbacherstraße. Nach seinem Tod 1598 übernahm sein Verwandter Michael Eham bis 1608 die Herrschaft; siehe Ehamgasse. Die Gasse hieß 1864–1872 Döblergasse und dann 1872–1894 Wintergasse.

## F

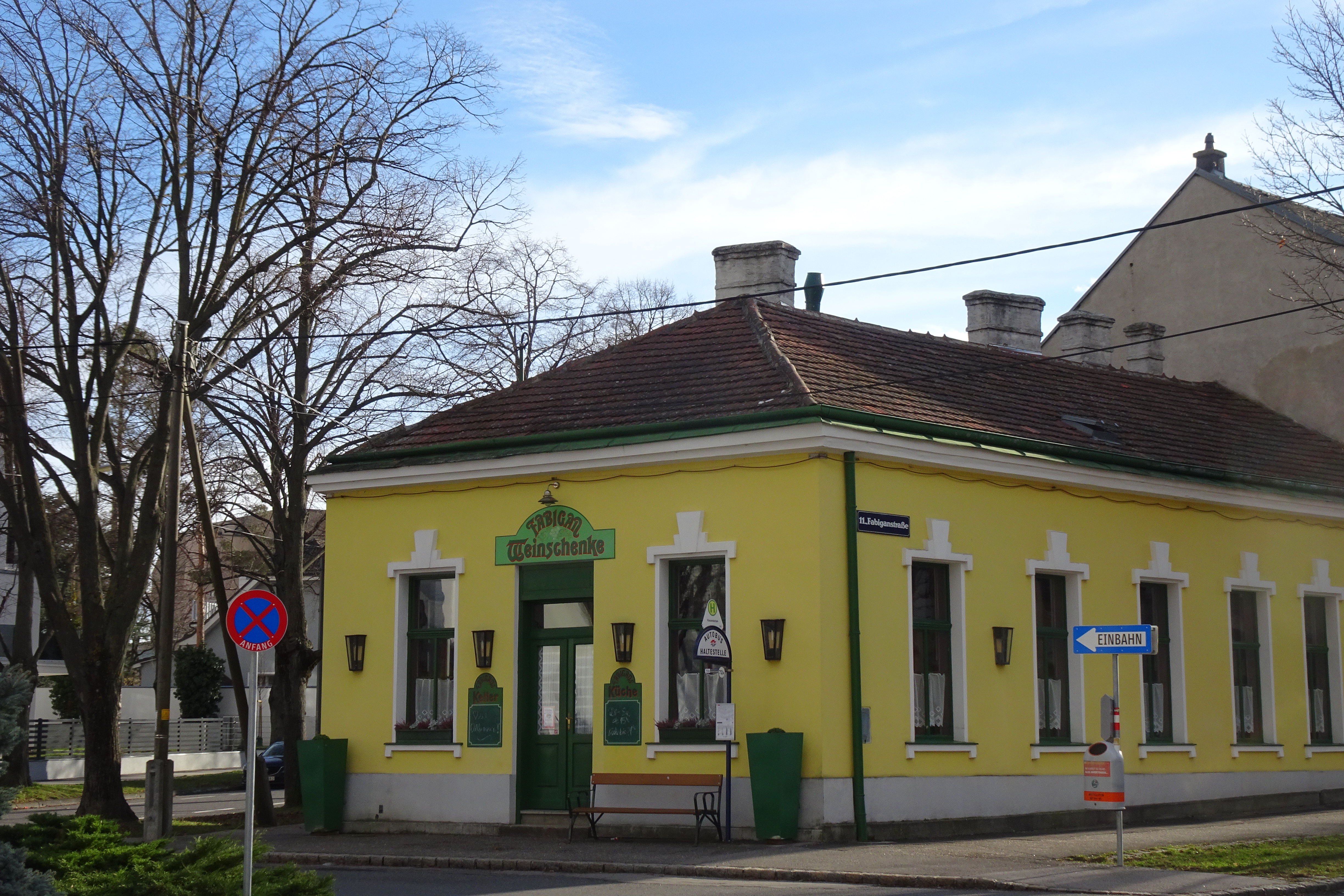
Das Weinhaus am Anfang der Fabiganstraße

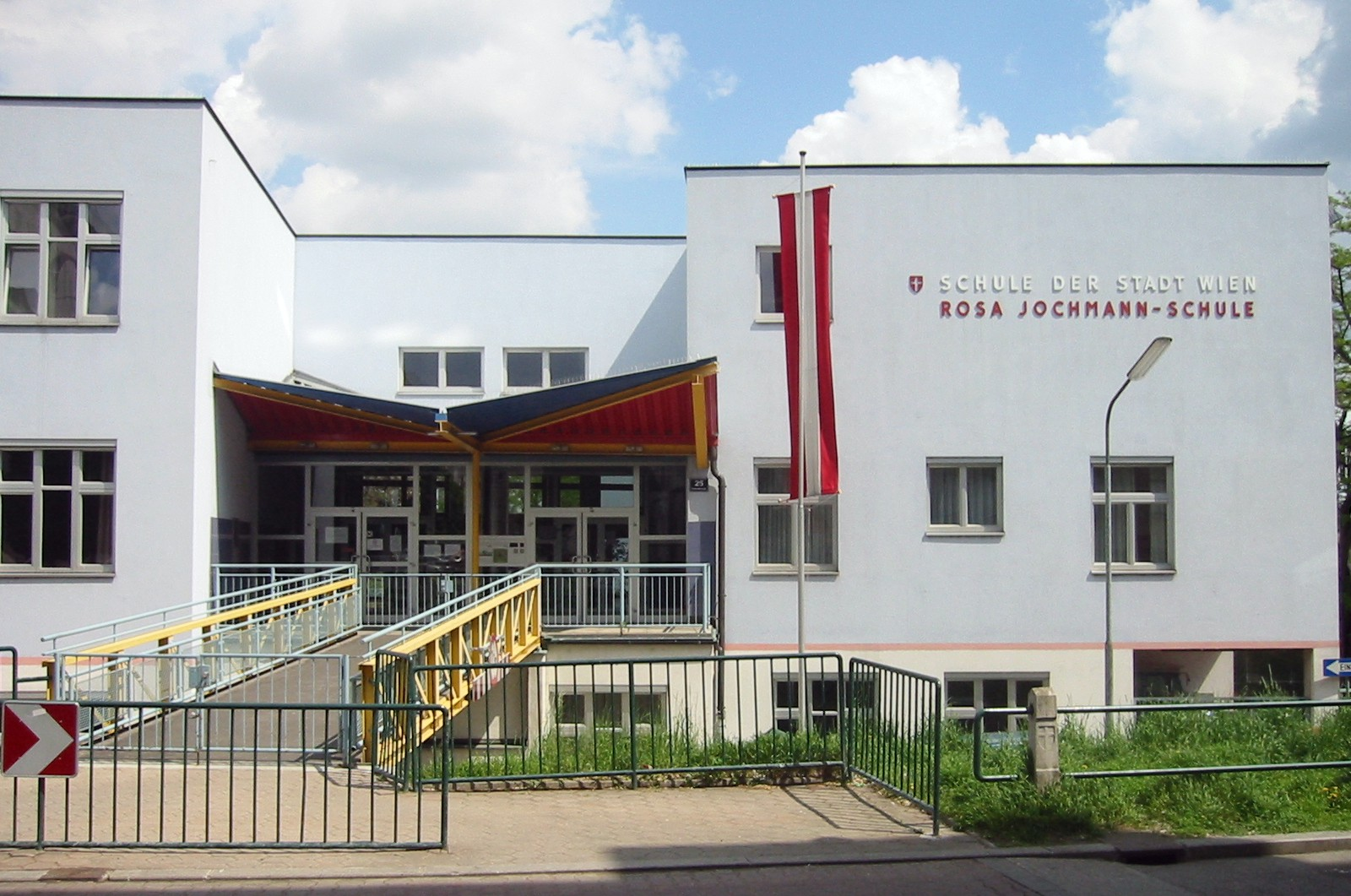
Rosa-Jochmann-Schule in der Fuchsröhrenstraße

- Fabianistraße (Albern), 1984 benannt nach dem Architekten Max Fabiani (1865–1962); als Schüler von Otto Wagner arbeitete er bei der Errichtung Station der Wiener Stadtbahn am Karlsplatz mit. Weiters baute er das Geschäftshaus Portois & Fix (1897–1900), das Artaria-Haus (1901–1902) und die Urania (1909–1910). Von 1898 bis 1912 war er außerordentlicher Professor für Kunstgeschichte an der TH Wien.
- Fabiganstraße (Simmering), 1904 in falscher Schreibweise benannt nach dem Lehrer Andreas Pfabigan (1805–1870); er war in Simmering zunächst als Lehrgehilfe und dann 1841–1870 als Lehrer tätig. 1910 wurde ein Antrag auf Korrektur der Benennung auf Pfabiganstraße aus Kostengründen abgelehnt.
- Fasanweg (Simmering, Kleingartenanlage „Gaswerk“), nicht amtlich benannt nach der Vogelart Fasan. Der Name kommt von althochdeutsch fasiān und wurde aus dem lateinischen phasianus entlehnt, was wiederum auf das griechische ornis Phāsianós („Vogel aus der Gegend des Flusses Phasis“) zurückgeht. Später wurde es durch die ans altfranzösische faisan angelehnte Form fasān ersetzt.
- Felsgasse (Simmering), 1894 benannt nach Maria Elisabeth Colonna Freiin von Fels (auch Felss, Föls und Völs, Lebensdaten unbekannt); sie war ab 1636 Besitzerin der Grundherrschaft Simmering, und schenkte diese 1677 dem Kloster zur Heiligen Agnes an der Himmelpfortgasse („Himmelpfortkloster“). Die Gasse hieß davor Roseggergasse.
- Fickeysstraße (Simmering), 1907 benannt nach dem Kaufmann Johann Fickeys (1849–1905), Wiener Gemeinderat (1895–1905).
- Finkenweg (Simmering, Kleingartenanlage „Simmeringer Haide“), nicht amtlich benannt nach der Vogelart der Finken, eine artenreiche Familie aus der Ordnung der Sperlingsvögel (Passeriformes).
- Flammweg (Kaiserebersdorf), benannt (Datum unbekannt, nach 1964) nach dem Physiker Ludwig Flamm (1885–1964), Professor für theoretische Physik an der Technischen Hochschule (1922–1956), Rektor (1950–1951). Seine Beiträge zur Theoretischen Physik waren vielfältig. Er gilt hier als Erstbeschreiber (1916) theoretischer Lösungen von Gleichungen, die zu Tunnels im Raum-Zeit-Kontinuum, zu so genannten Wurmlöchern führen, die er ein Jahr nach Aufstellung der Einsteinschen Allgemeinen Relativitätstheorie formulierte.
- Fliederweg (Simmering, Kleingartenanlage „Simmeringer Haide“), nicht amtlich benannt nach der Pflanzengattung Flieder aus der Familie der Ölbaumgewächse (Oleaceae); sie umfasst etwa 20 bis 25 Arten. Die Benennung bezieht sich wohl auf den Gemeinen Flieder, der häufig als Zierstrauch gepflanzt wird.
- Florian-Hedorfer-Straße (Simmering, Kaiserebersdorf), 1969 benannt nach dem Beamten Florian Hedorfer (1865–1948), Gemeinderat in Simmering (1912–1932) als erster Sozialdemokrat, Fürsorgevorstand. Der Florian-Hedorfer-Hof in Simmering ist ebenfalls nach ihm benannt. Die Straße war vorher ein Teil der Weißenböckstraße.
- Franz-Eder-Weg (Simmering), 2012 benannt nach dem Mechaniker Franz Eder (1899–1980), Funktionär im Kleingartenverein „Simmeringer Haide“, in dessen Anlage der Weg verläuft.
- Franz-Prinke-Gasse (Simmering), 2006 benannt nach dem Beamten Franz Prinke (1898–1969), Leiter der Arbeitsämter Wiens, Wiener Gemeinderat (1927), Bezirksparteiobmann der Christlichsozialen Partei Simmering (1927–1934), Abgeordneter zum Nationalrat (1945–1969, ÖVP).[17] Er engagierte sich für den sozialen Wohnbau, insbesondere in Simmering.
- Franz-Haas-Platz (Simmering), 2011 benannt nach dem Schneidermeister und Bezirkspolitiker Franz Haas (1937–2008), SPÖ-Bezirkssekretär in Simmering, Mitglied des Wiener Gemeinderats (1981–1989), Bezirksvorsteher von Simmering (1989–2001). Er bewirkte u. a. die Neugestaltung der Simmeringer Hauptstraße und des Simmeringer Platzes.[18] Sein Vorgänger als Bezirksvorsteher war Otto Mraz; siehe Otto-Mraz-Weg, sein Nachfolger war Otmar Brix; siehe Otmar-Brix-Gasse.
- Franz-Peska-Gasse (Kaiserebersdorf), 2012 benannt nach dem Gärtner und Lokalpolitiker Franz Peska (1920–2010); er war Funktionär und Vorstandsmitglied der SPÖ Simmering. Von 1964 bis 1985 war er Mitglied des Wiener Gemeinderats und engagierte sich u. a. für allgemeine Verwaltung, Umwelt und öffentliche Einrichtungen.[19]
- Franz-Zahalka-Weg (Kaiserebersdorf), 1991 benannt nach dem Gewerkschafter und Gärtner Franz Zahalka (1897–1989), Betriebsratsobmann der städtischen E-Werke (1934–1937) bzw. aller städtischen Betriebe (1937–1938), Bezirksrat in Simmering (1946–1969, ÖVP), Bezirksvorsteher-Stellvertreter (1950–1969). Er erwarb sich nach dem Krieg Verdienste um den Wiederaufbau der Simmeringer Gartenbaubetriebe sowie um die Versorgung der Märkte und Spitäler mit Frischgemüse. Weiters war er an der Gründung des Bezirksmuseums Simmering beteiligt.
- Friedjunggasse (Simmering, Wohnhausanlage „Hasenleiten“), 1956 benannt nach dem Kinderarzt Josef Karl Friedjung (1871–1946), Mitglied der Geschäftsleitung des Ersten öffentlichen Kinder-Kranken-Instituts (1911–1914 und 1919–1926), Vorsitzender der Gesundheitskommission im Wiener Arbeiterrat (ab 1918), Dozent an der Universität Wien (1922–1934), Wiener Gemeinderat (1924–1934, SPÖ). Der Schwerpunkt von Friedjungs Arbeit war der Versuch, die neu gewonnenen Erkenntnisse der Psychoanalyse in der Kinderheilkunde nutzbringend anzuwenden.
- Fuchsbodengasse (Kaiserebersdorf), 1894 benannt nach einem historischen Flurnamen. Die Gasse hieß davor Fuchsboden.
- Fuchsröhrenstraße (Simmering), 1904 benannt nach einem historischen Flurnamen. Die Straße hieß 1872–1883 Fuchsröhren und 1884–1904 Fuchsröhrengasse. Ein Teil der Gasse hieß bis 1894 Weyringergasse.
- Fuhrygasse (Simmering), 1958 benannt nach dem Glasermeister Hans Fuhry (1879–1948), Inhaber der Glaserei Hans Fuhry, Bezirksvorsteher von Simmering (1934–1938) als Nachfolger von Eduard Pantucek; siehe Pantucekgasse. In seine Amtszeit fielen der Abbruch der Holzbaracken in der Siedlung „Hasenleiten“ und der Bau gemauerter Häuser. Weiters war er Obmann des katholischen Männervereins. Im Historikerbericht Straßennamen Wiens seit 1860 als „Politische Erinnerungsorte“ aus dem Jahr 2013 ist die Straße Gruppe C (demokratiepolitisch relevante biographische Lücken) zugeordnet.[8]

## G

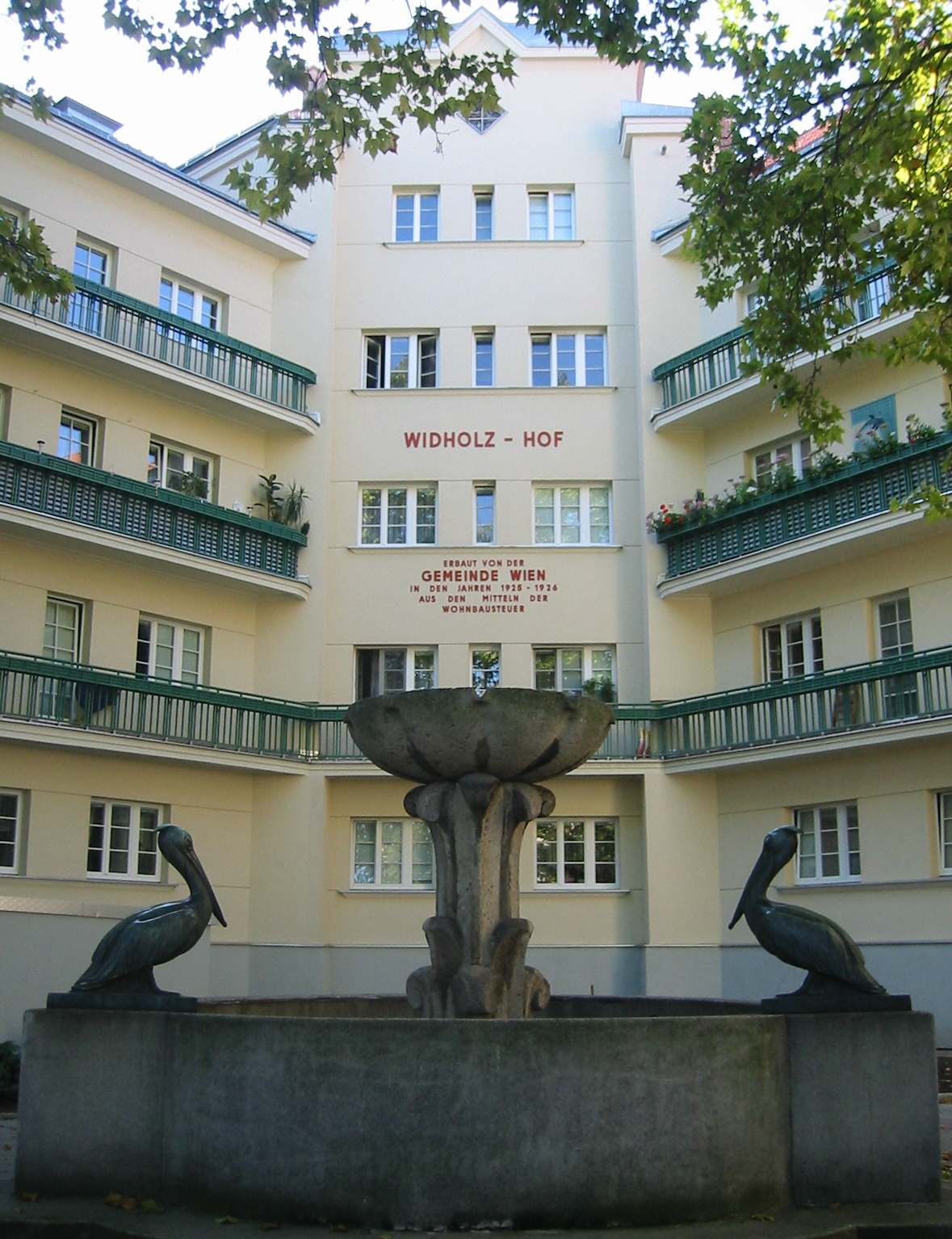
Widholzhof in der Geiselbergstraße

- Gadnergasse (Simmering), 1912 benannt nach Josef Gardner (1828–1894), Hausbesitzer und Wohltäter in Simmering.
- Ganghofergasse (Kaiserebersdorf), 1932 benannt nach dem deutschen Schriftsteller Ludwig Ganghofer (1855–1920); bekannt wurde er vor allem durch seine Heimatromane, in denen das Leben einfacher, tüchtiger, ehrlicher Leute in Oberbayern beschrieben wird, und die von Kritikern nicht selten als Kitsch bezeichnet wurden. Ganghofer lebte einige Jahre in Wien und war 1886–1891 Feuilletonredakteur des Neuen Wiener Tagblatts; 1881 arbeitete er als Dramaturg am Ringtheater.
- Gänsbachergasse (Simmering), 1894 benannt nach dem Komponisten, Dirigenten und Kapellmeister Johann Baptist Gänsbacher (1778–1844), Domkapellmeister am Stephansdom (1823–1844). Sein kompositorisches Schaffen umfasst Messen, Requiems, Vespern, Litaneien und Kammermusik sowie Lieder, Vokal- und Instrumentalwerke. Ein Teil der Gasse hieß davor Herbstgasse.
- Gattergasse (Simmering), 1966 benannt nach dem Lehrer Ernest Carl Gatter (1846–1928); Unterlehrer (ab 1865) und Oberlehrer (ab 1874) an der Schule am Enkplatz. Daneben betätigte er sich als Botaniker, Imker und Heimatforscher und verfasste 1883 das erste Simmeringer Heimatbuch Denkwürdigkeiten der Gemeinde Simering in Nieder-Oesterreich (sic!).
- Geiereckstraße (Simmering), 1894 benannt nach der alten Riede Geiereck, die bereits 1673 urkundlich erwähnt wurde und im ehemaligen Weinbaugebiet am Geiselberg lag. Die Straße hieß davor Hasnerstraße (im 16. Bezirk existiert seit 1883 eine Hasnerstraße).
- Geiselbergstraße (Simmering), 1875 benannt nach dem historischen Flurnamen Geiselberg. Geisel könnte eine alte Schreibweise für den weiblichen Vornamen Gisela sein. Eine direkt an der Straße liegende S-Bahn-Station der Aspangbahn ist nach ihr benannt. Der Straßenzug setzt sich westwärts in der Gudrunstraße fort. Siehe auch Kretaviertel.
- Geringergasse (Simmering, Kleingartenanlage „Simmeringer Haide“), 1896 benannt nach dem Gastwirt Johann Geringer (1824–1898), Gemeinderat in Kaiserebersdorf.
- Geystraße (Simmering), 1894 benannt nach dem Landwirt Lorenz Gey (1820–1884), Bürgermeister von Simmering (1862–1884). Während seiner Amtszeit vollzog sich die Entwicklung Simmerings vom Bauerndorf zum Industriestandort. Die Straße hieß davor bis 1871 Große Kanalgasse und dann 1871–1894 Kanalgasse, beides nach der Nähe zum Wiener Neustädter Kanal.
- Glockenweg (Simmering, Kleingartenanlage „Simmeringer Haide“), nicht amtliche Bezeichnung.
- Gottfried-Schenker-Straße (Albern), nicht amtlich benannt nach dem Unternehmer Gottfried Schenker (1842–1901); der gebürtige Schweizer kam 1867 nach Wien und gründete 1872 die Spedition Schenker & Co. Mit dieser Firma richtete er erstmals Sammelgutverkehre in verschiedene Städte innerhalb und außerhalb Österreich-Ungarns ein und gründete Niederlassungen in vielen Städten wie Budapest, Prag, Belgrad und Istanbul. Heute gehört das Unternehmen der Deutschen Bahn. Weg in der Industrieanlage am Alberner Hafen.
- Gottschalkgasse (Simmering), 1894 benannt nach Gottschalk (vollständiger Name und Lebensdaten unbekannt), der um 1028 in einer Urkunde unter dem Namen Der Edle Gottschalk als Besitzer der Grundherrschaft Simanningen (Simmering) erwähnt wird. Die Gasse hieß zuvor Mautnergasse.
- Gräßlplatz (Simmering), 1897 benannt nach dem Fleischhauer Andreas Gräßl (1830–1896); er schenkte der Gemeinde Simmering den Grund zur Anlage dieses Platzes, an dem Arsenalstraße, Schlechtastraße, Geiselbergstraße und Gudrunstraße zusammentreffen.
- Gratian-Marx-Straße (Simmering), 1905 benannt nach dem Piaristenpriester und Pädagogen Gratian Franz Marx (1721–1810), Pfarrer der Piaristenkirche in der Josefstadt, Präfekt des dortigen Gymnasiums. Er reorganisierte nach Aufhebung des Jesuitenordens die Wiener Gymnasien grundlegend und schuf 1775 den Schultyp des Realgymnasiums, einer Höheren Schule ohne Griechisch-Unterricht.[20][21] 1786 wurde er Dompropst in Leoben.[22]
- Greifgasse (Simmering), 1894 benannt nach der Familie Greif (13. und 14. Jh.), einem alten Wiener Edelbürgergeschlecht, das zahlreiche Lehen besaß und mehrmals das Stadtrichteramt innehatte. Die Familie hatte ab 1302 das Patronat über die Kirche Maria am Gestade inne; Jans I. Greif und sein Sohn Jans II. Greif veranlassten den Neubau des Chors (1330–1355). Die Gasse hieß ursprünglich Plenergasse (siehe 18. Bezirk).
- Grillgasse (Simmering), 1894 benannt nach dem Kaufmann Gregor Grill (1834–1894), Bürgermeister von Simmering (1886–1889) und Bezirksvorsteher (1891–1893). Die Gasse hieß davor Feldgasse.
- Gröretgasse (Kaiserebersdorf), 1894 benannt nach dem historischen Flurnamen Gröret (auch Röhricht und Geröhret). Die Gasse hieß davor Gröret ohne „-gasse“.
- Gudrunstraße (Simmering), 1900 benannt nach der Sagengestalt Gudrun (auch Kudrun) aus dem gleichnamigen mittelalterlichen Heldenepos. Das im bayrisch-österreichischen Raum um 1230/1240 entstandene Werk beruht zum Teil auf älteren Quellen aus dem Sagenkreis der Nordsee. Die Straße verlängert die Geiselbergstraße westwärts und verläuft größtenteils im 10. Bezirk; die einzelnen Teilstücke hießen davor Geißelberger Weg, Simmeringer Straße, Berthagasse und Croatengasse.
- Guglgasse (Simmering), 1959 benannt nach der altansässigen Familie Gugl, die in dieser Gasse eine Gärtnerei betrieb. Im Volksmund war der Name schon seit 1895 in Verwendung. An der Gasse befinden sich zum Wohnen und Einkaufen umgebaute Gasometer und der Sitz der Bundesanstalt Statistik Österreich.

## H

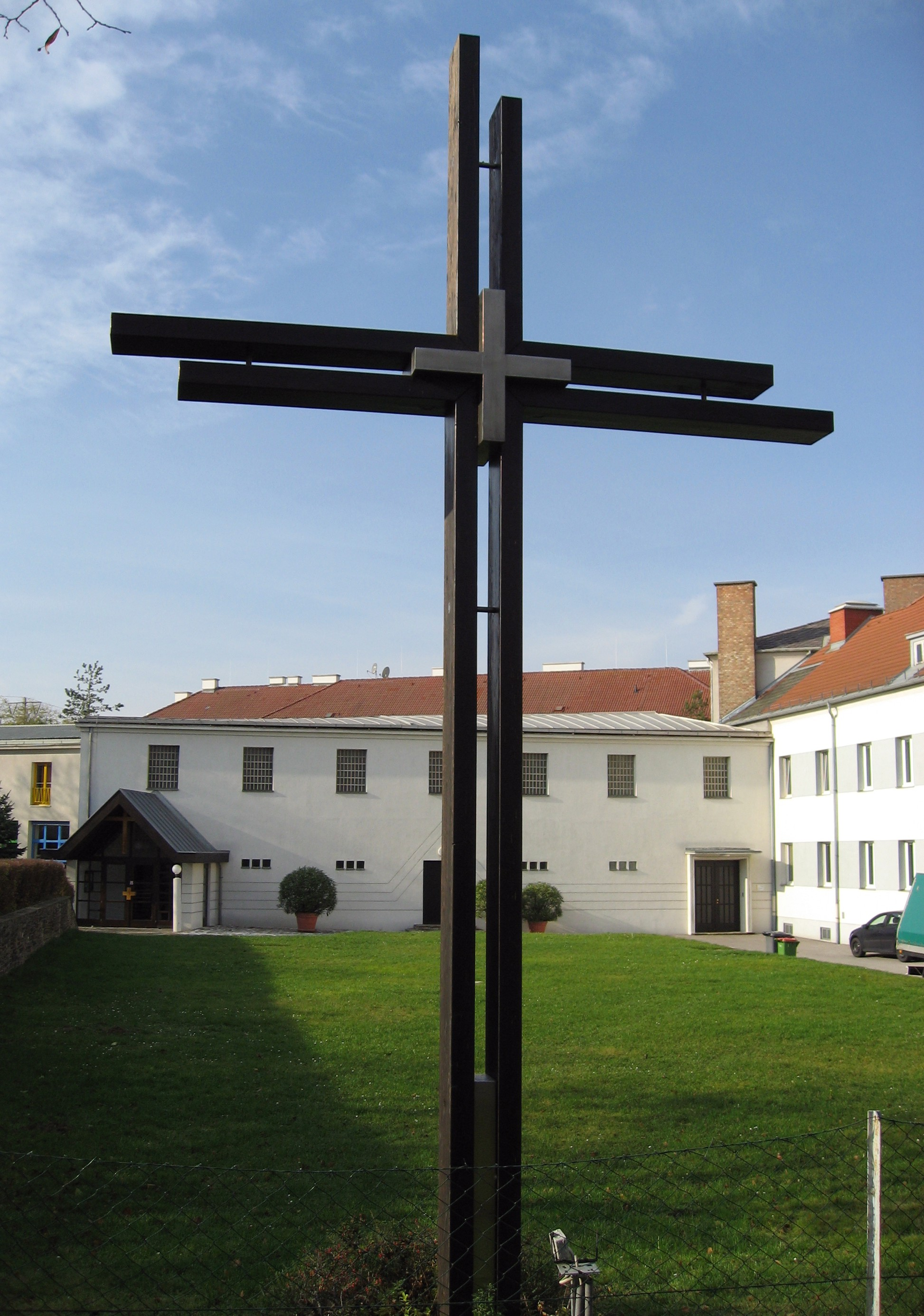
Pfarrkirche Hasenleiten, von der Hasenleitengasse aus gesehen

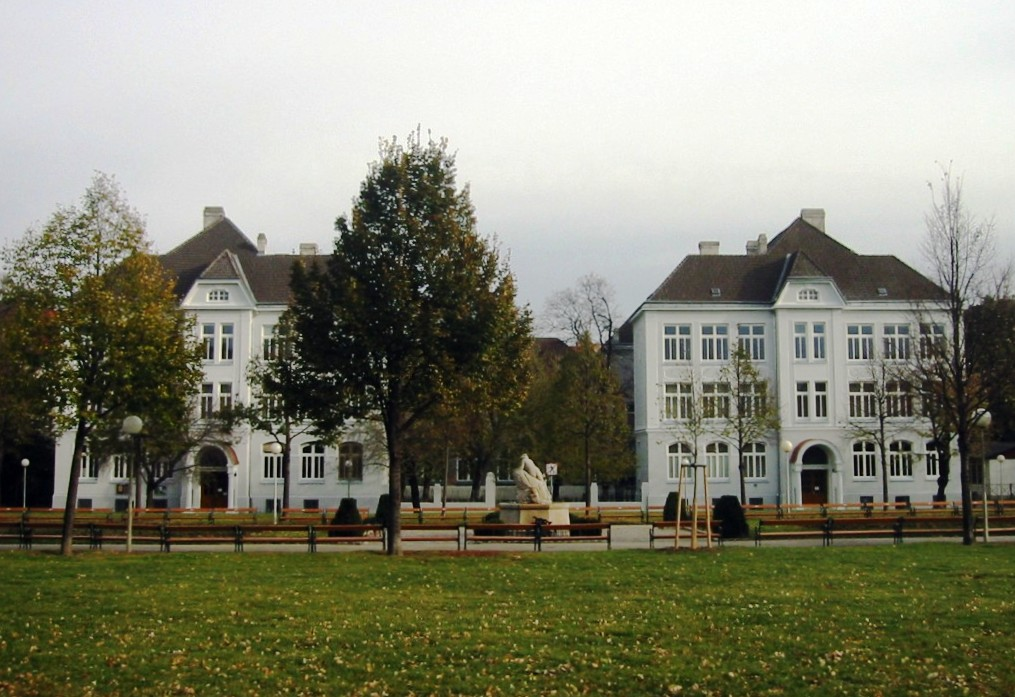
Volksschule Herderplatz, vom Herderpark aus gesehen

- Hadatschgasse (Simmering), 1894 benannt nach dem Beamten und Schriftsteller Franz Josef Hadatsch (1798–1849), Accessist bei der Niederösterreichischen Landesregierung.[23] In seiner Freizeit schrieb er Romane und Gedichte sowie eine Biografie des Schauspielers Anton Hasenhut; siehe die Hasenhutgasse im 12. Bezirk Meidling. Die Gasse hieß davor 2. Landengasse.
- Haidestraße (Simmering), 1884 benannt nach der Simmeringer Haide, die sie durchquert. Die Simmeringer Haide ist mit der Seehöhe 155 m eines der tiefstgelegenen Areale Wiens (nur die Untere Lobau liegt mit 151 m noch tiefer) und erstreckt sich zwischen dem Donaukanal und der unteren Schwechat. 1909 wurde auf der Simmeringer Haide der erste Wiener Flugplatz eröffnet, auf dem der französische Pilot Louis Blériot vor Tausenden Zuschauern seine Flugkünste zeigte; siehe Bleriotgasse.
- Haindlgasse (Kaiserebersdorf), 1904 benannt nach dem Landwirt Johann Haindl (1834–1896), dem letzten Bürgermeister von Kaiserebersdorf (1873–1891).
- Hakelgasse (Simmering), 1901 benannt nach dem Großfuhrwerksbesitzer Jakob Hakel (auch Hackel, 1772–1832); er war von 1816 bis 1832 Besitzer der Grundherrschaft Simmering.
- Hallergasse (Simmering), 1894 benannt nach dem Schweizer Mediziner, Botaniker und Schriftsteller Albrecht von Haller (1708–1777); er publizierte rund 50.000 Seiten vorwiegend wissenschaftlicher Texte von hoher Qualität und gilt als Universalgelehrter. Seine Leistungen auf anatomischem und bibliographischem Gebiet waren für die Medizin von nachhaltiger Bedeutung. Daneben trat Haller als Dichter und Literaturkritiker der Aufklärungsepoche hervor. Die Pflanzengattung Halleria und der Asteroid (1308) Halleria tragen seinen Namen, ebenso 21 Fachbegriffe der Anatomie. Die Gasse hieß zuvor Gärtnergasse.
- Halterlacken (Kaiserebersdorf), 1894 benannt nach einem historischen Flurnamen. Die Halterlacken waren vor der Donauregulierung kleine Teiche („Lacken“), bei denen die Viehhirten („Halter“) ihr Vieh zur Tränke führten. Die Gasse hieß davor Haltergasse.
- Hamerlingweg (Simmering, Kleingartenanlage „Gaswerk“), nicht amtlich benannt nach dem Gymnasiallehrer, Dichter und Schriftsteller Robert Hamerling (eigentlich Rupert Johann Hammerling, 1830–1889); er zählte zu seiner Zeit zu den meistgelesenen deutschsprachigen Autoren. Zu seinen Hauptwerken zählt das Epos Ahasverus in Rom (1865), das ihn einem breiten Leserpublikum bekannt machte, und Der König von Sion (1869). Die Hamerlinggasse im 14. Bezirk Penzing ist auch nach ihm benannt, ebenso der Hamerlingplatz im 8. Bezirk Josefstadt, die Robert-Hamerling-Gasse im 15. Bezirk Rudolfsheim-Fünfhaus und der Hamerling-Hof und der Hamerlingpark in der Josefstadt. Die Schenkendorfgasse im 21. Bezirk Floridsdorf hieß 1900–1909 Hamerlinggasse und die Kloepferstraße im 22. Bezirk Donaustadt hieß 1901–1955 Hamerlingstraße.
- Hans-Havelka-Weg (Simmering), 2008 benannt nach Hans Havelka (1915–2006); er betätigte sich als Heimatforscher in Simmering, verfasste zahlreiche Publikationen und leitete fast 50 Jahre lang das Bezirksmuseum Simmering.
- Hanselweg (Simmering, Kleingartenanlage „Simmeringer Haide“), nicht amtliche Bezeichnung.
- Haschgasse (Simmering), 1961 benannt nach dem Beamten Alexander Hasch (1778–1855), Oberstadtbaurat, Fachmann des Materialprüfwesens für Baustoffe.
- Hasenleitengasse (Simmering), 1894 benannt nach dem historischen Flurnamen Hasenleiten, nach dem auch der gleichnamige Simmeringer Ortsteil und Zählsprengel und die Pfarrkirche Hasenleiten ihre Namen haben. Die Gasse hieß vorher Laaer Weg.
- Hauffgasse (Simmering), 1894 benannt nach dem deutschen Schriftsteller Wilhelm Hauff (1802–1827), Hauptvertreter der Schwäbischen Dichterschule. In seiner kurzen Schaffensperiode (1825–1827) schrieb er Novellen im Stil der Romantik sowie Märchen und Sagen. Bekannt wurde er vor allem durch seine Geschichten vom Wirtshaus im Spessart. Die Gasse hieß davor Hirschengasse.
- Haugerstraße (Simmering), 1940 benannt nach dem Soldaten und Beamten Georg Hauger (1792–1859); er kämpfte 1809 als Freischärler im Tiroler Volksaufstand und danach als regulärer Soldat in Bayern und Tirol. 1823 überführte er die Gebeine Andreas Hofers von Mantua nach Innsbruck. In seinen letzten Jahren lebte er in Wien als Strafhausverwalter in der Leopoldstadt. Siehe auch die Andreas-Hofer-Straße und den Haspingerplatz im 21. Bezirk Floridsdorf, die Ennemosergasse im 22. Bezirk Donaustadt, die Speckbachergasse im 16. Bezirk Ottakring und die Sandwirtgasse im 6. Bezirk Mariahilf.
- Heidelgasse (Kaiserebersdorf), 1964 benannt nach dem alten Flurnamen Das Heidel.
- Hellaweg (Simmering, Kleingartenanlage „Simmeringer Haide“), nicht amtliche Bezeichnung.
- Herbert-Böhm-Gasse (Simmering), 2006 benannt nach Herbert Böhm (1927–2000), Funktionär des ÖAAB, Bezirksrat in Simmering (ab 1960, ÖVP), Fürsorgerat (bis 1970), Bezirksvorsteher-Stellvertreter (1969–1978), Interessensvertreter der Gärtner und Landwirte in Simmering. Die Wohnhausanlage Herbert-Böhm-Hof in Simmering ist ebenfalls nach ihm benannt.[24]
- Herbortgasse (Simmering), 1900 in falscher Schreibweise benannt nach Herword von Simoning (Lebensdaten unbekannt); er war im 12. Jahrhundert Besitzer der Herrschaft Simmering.
- Herbstweg (Simmering, Kleingartenanlage „Simmeringer Haide“), nicht amtliche Bezeichnung.
- Herderplatz (Simmering), 1911 benannt nach dem deutschen Dichter, Übersetzer, Theologen, Geschichtsphilosophen und Kulturphilosophen Johann Gottfried Herder (1744–1803); als Vertreter der Weimarer Klassik war er einer der einflussreichsten Schriftsteller und Denker Deutschlands im Zeitalter der Aufklärung und zählt mit Christoph Martin Wieland, Johann Wolfgang Goethe und Friedrich Schiller zum klassischen „Viergestirn“ von Weimar. Als sein Hauptwerk gelten die Ideen zur Philosophie der Geschichte der Menschheit (vier Teile, 1784–1791). Der angrenzende Herderpark ist ebenfalls nach ihm benannt.
- Herretweg (Kaiserebersdorf), 1971 benannt nach dem Landwirt Johann Herret (1886–1951); er gründete 1908 einen landwirtschaftlichen Betrieb, dessen Hauptprodukte Feldgemüse waren und der heute noch unter dem Namen Herret Tomaten besteht. Herret belieferte unter anderem das damalige Krankenhaus Lainz mit Frischgemüse.[25] 1933–1938 war er Bürgermeister von Albern.
- Hintperggasse (Kaiserebersdorf), 1972 benannt nach Konrad von Hintperg († um 1270); der Name Hintperg ist eine frühe Schreibweise der Ortschaft Himberg bei Wien. Im Jahr 1243 erwarb Konrad die Herrschaft Ebersdorf von Herzog Friedrich II. im Tausch gegen seinen Anteil an der Herrschaft Himberg.[26] Mit ihm begann die 200 Jahre währende Geschichte der Herren von Ebersdorf. Sie waren ein einflussreiches Rittergeschlecht, das unter Babenbergern und Habsburgern wichtige Ämter bekleidete.[27] Aus Ebersdorf entwickelte sich später Kaiserebersdorf. Ab 1243 war Konrad auch Besitzer der Herrschaft Kagran,[28] um 1250 erwarb er ein Lehen in Wulzendorf.[29]
- Hoefftgasse (Kaiserebersdorf), 1971 benannt nach dem Chemiker Franz Hoefft (1882–1954), Heizungsingenieur, Prüfer am österreichischen Patentamt. Er interessierte sich für Raumfahrt und gründete 1926 die erste raumfahrtbezogene Gesellschaft in Westeuropa, die Wissenschaftliche Gesellschaft für Höhenforschung in Wien. 1927 war er Gründungsmitglied des Vereins für Raumschiffahrt. Hoefft war ein Spezialist für Raketentreibstoffe und konstruierte Flüssigtreibstoff-Raketen, die jedoch nie gebaut wurden.[30] Im Historikerbericht Straßennamen Wiens seit 1860 als „Politische Erinnerungsorte“ aus dem Jahr 2013 ist die Straße Gruppe B (Diskussionsbedarf) zugeordnet.[8]
- Hollerweg (Simmering, Kleingartenanlage „Simmeringer Haide“), nicht amtliche Bezeichnung. Holler bezieht sich vermutlich auf die umgangssprachliche Bezeichnung des Schwarzen Holunders.
- Holzergasse (Simmering), 1996 benannt nach dem Bankkaufmann Johann Holzer (1907–1976), Angestellter und zuletzt Generaldirektor-Stellvertreter der CA-BV, Bezirksrat in Simmering (1948–1967), stellvertretender Bezirksobmann der SPÖ Simmering (1952–1972). Ab 1945 beteiligte sich Holzer am Aufbau des ÖGB und insbesondere an der gewerkschaftlichen Organisation der österreichischen Bankbeamten. Die Wohnhausanlage Johann-Holzer-Hof in Simmering ist ebenfalls nach ihm benannt.[31]
- Hopfnerweg (Kaiserebersdorf), 1971 benannt nach dem Geophysiker, Geodäten und Planetenforscher Friedrich Hopfner (1881–1949); er wurde 1921 Chefastronom im Wiener Bundesamt für Eich- und Vermessungswesen. 1936–1942 und 1945–1949 war er Professor an der Technischen Hochschule Wien, wo er 1948 / 1949 auch das Amt des Rektors innehatte. Hopfner leistete u. a. Pionierarbeit für die drahtlose Bestimmung astronomischer Längen in Österreich (erste Nutzung von Zeitsignalen), sowie bei der Durchführung ausgedehnter moderner Schweremessungen.
- Hörtengasse (Kaiserebersdorf), 1894 benannt nach dem historischen Flurnamen Hörten, der sinngemäß „harter Boden“ bedeutet. Die Gasse hieß davor Hörten ohne „-gasse“.
- Hugogasse (Simmering), 1875 benannt nach dem Ingenieur Hugo Zipperling († 1907), Direktor der Maschinen- und Waggonbau-Fabriks-Aktiengesellschaft in Simmering, vormals H.D.Schmid , in der er eine Betriebsfeuerwehr gründete. Er war Mitglied der „Österreichischen Gesellschaft für Gesundheitspflege“[32] und reformierte gemeinsam mit dem Mediziner Jaromír Mundy das Wiener Sanitätswesen, wobei er vor allem neue Ausrüstungen für die Sanitätszüge entwickelte; siehe auch die Mundygasse im 10. Bezirk Favoriten.
- Hutterergasse (Simmering), 1994 benannt nach der Bezeichnung Hüter bzw. Hutterer für den Beruf des Hutmachers. Einst befand sich an dieser Stelle ein Feldweg mit dem volkstümlichen Namen Huaterergassel, der in der Nähe eines Hutmachers in die Simmeringer Hauptstraße mündete.

## I
- Ignaz-Weigl-Gasse (Simmering), 1912 benannt nach dem Gastwirt Ignaz Weigl (1849–1911), Bezirksrat und Bezirksvorsteher-Stellvertreter in Simmering (1902–1911).

## J
- Jedletzbergerstraße (Simmering, Kaiserebersdorf), 1994 benannt nach dem Gärtner Josef Jedletzberger (1927–1993), Vizepräsident (1964–1966) und Präsident (1966–1993) der Wiener Landwirtschaftskammer, Wiener Gemeinderat (1964–1987, ÖVP).
- Johann-Hatzl-Platz (Kaiserebersdorf), 2013 benannt nach dem Politiker Johann Hatzl (1942–2011); der gelernte Schlosser wechselte schon jung in die Politik. Er war 1969–1973 Bezirksrat in Simmering, 1975–2007 Bezirksparteivorsitzender der SPÖ Simmering, 1976–1979 Abgeordneter zum Nationalrat, 1979–1983 Stadtrat für Wohnen und Stadterneuerung, 1983–1991 Stadtrat für Verkehr und Energie, 1991–1994 Stadtrat für Bürgerdienst, Inneres und Personal und 2001–2008 Erster Präsident des Wiener Landtags. Die Verkehrsfläche ist der Vorplatz des 2. Tores am Zentralfriedhof.
- Johann-Petrak-Gasse (Simmering, Kaiserebersdorf), 2006 benannt nach Johann Petrak (1905–1991); er begründete die Pfadfinderbewegung in Simmering. Die 2009 gegründete Pfadfindergilde Johann Petrak ist nach ihm benannt.
- Josef-Haas-Gasse (Kaiserebersdorf), 1996 benannt nach dem Lokalpolitiker Josef Haas (1893–1975), Bezirksrat (1950–1964, SPÖ) und Bezirksvorsteher (1952–1964) von Simmering. In seine Amtszeit fallen die Beseitigung der letzten Kriegsschäden, der Ausbau der Versorgungs- und Entsorgungseinrichtungen im Bezirk sowie die Schaffung der Grundlagen für die großen Wohnbauten auf der Simmeringer Haide und in Kaiserebersdorf.[33] Die Wohnhausanlage Josef-Haas-Hof in Simmering ist ebenfalls nach ihm benannt. Sein Vorgänger als Bezirksvorsteher war Max Wopenka; siehe Wopenkastraße, sein Nachfolger war Wilhelm Weber; siehe Wilhelm-Weber-Weg.

## K

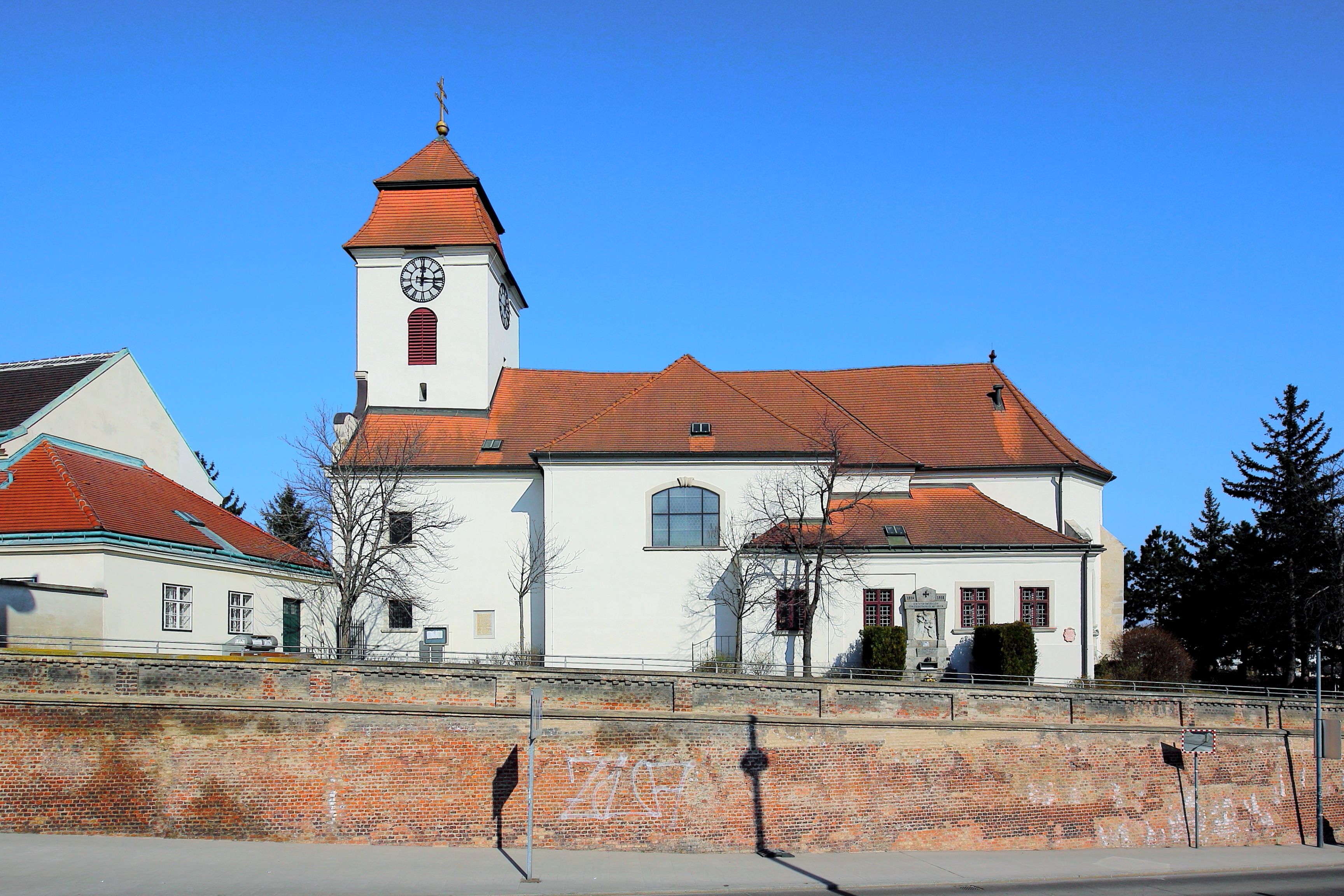
Pfarrkirche Altsimmering in der Kobelgasse

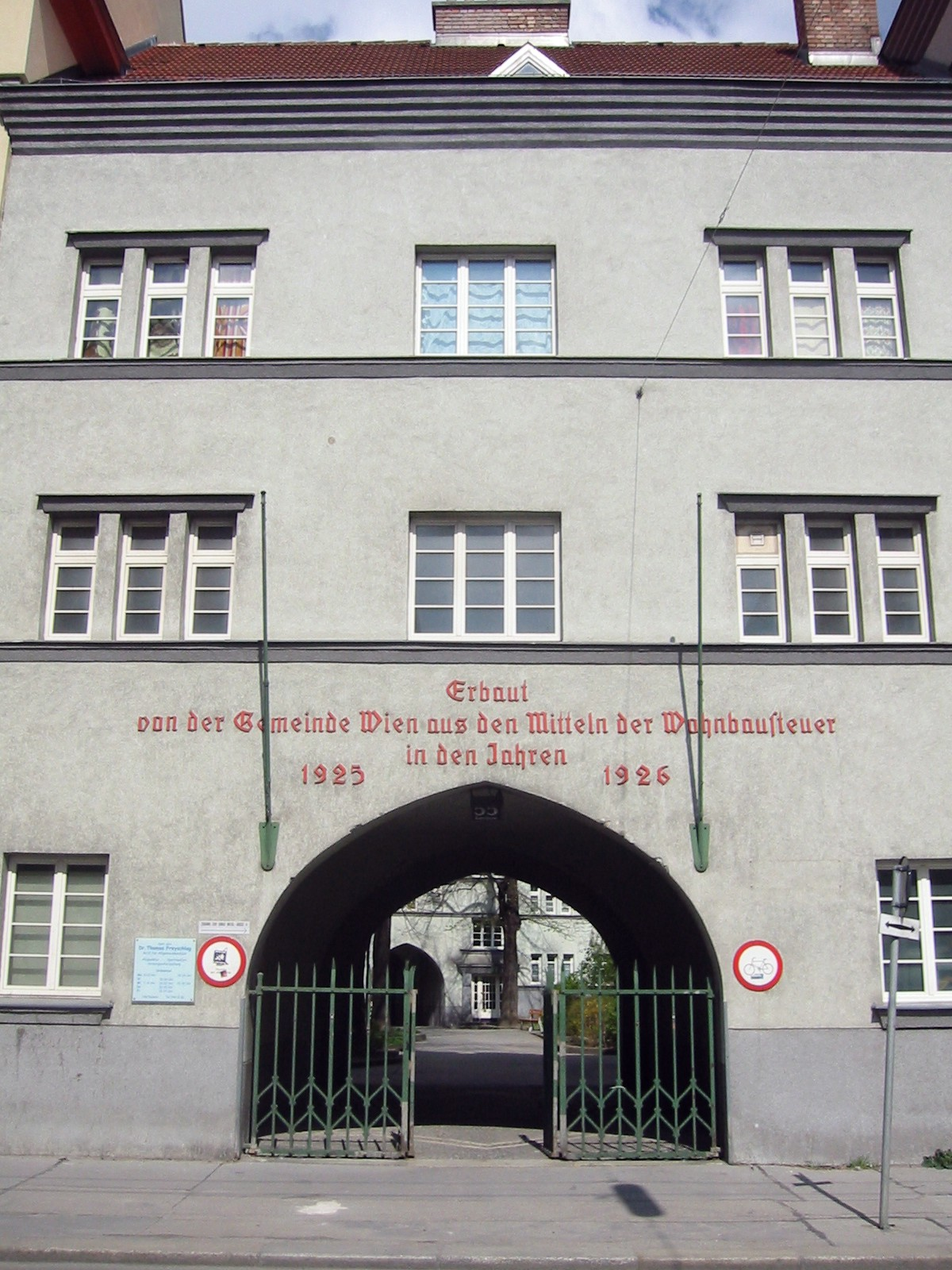
Anton-Schrammel-Hof in der Kopalgasse

- Kaiser-Ebersdorfer Straße (Simmering, Kaiserebersdorf), 1894 benannt nach der ehemals selbstständigen Gemeinde Kaiserebersdorf, die als Ebersdorf 1108 erstmals urkundlich erwähnt wurde. 1499 kam der römisch-deutsche König und spätere Kaiser Maximilian I. in den Besitz der Burg Ebersdorf, was zur Umbenennung in Kaiserebersdorf führte. 1892 wurde der Ort nach Wien eingemeindet. Die Straße hieß davor Ebersdorfer Hauptstraße.
- Kaniakgasse (Simmering), benannt (Datum unbekannt) nach dem Drucker und Arbeiterdichter Karl Kaniak (1872–1931), Drucker in der Oesterreichischen Nationalbank. Er war neben seinem Beruf in der Arbeiter-Bildungsbewegung und als Schriftsteller tätig. Seine Gedichte und Skizzen, vor allem aus dem Simmeringer Proletarierleben, veröffentlichte er vorwiegend in der Arbeiter-Zeitung, im sozialistischen Frauenblatt Die Unzufriedene und in Gewerkschaftszeitungen.[34] Die Gasse hieß vorher 5. Landengasse.
- Kanzelgarten (Kaiserebersdorf), benannt (Datum unbekannt) nach einem historischen Flurnamen.
- Kapleigasse (Kaiserebersdorf), 1895 benannt nach dem historischen Flur- und Wiesennamen Kapleiwiese.
- Karl-Drescher-Gasse (Kaiserebersdorf), 1938 benannt nach dem Kapellmeister und Komponisten Carl Wilhelm Drescher (1850–1925); er war ab 1856 Primgeiger in der Kapelle von Philipp Fahrbach d. J., danach bei den Brüdern Johann und Eduard Strauß (1835–1916) und Johann Schrammel. Mit seiner 1874 gegründeten eigenen Kapelle wurde er rasch bekannt und wurde bald als „König der Wiener Salonkapellen“ bezeichnet. Als Komponist schrieb er Walzer, Polkas und Wienerlieder.
- Karl-Gunsam-Gasse (Simmering), 1987 benannt nach dem Maler Karl Gunsam (1900–1972); er studierte an der Akademie der bildenden Künste und an der Pariser Akademie Vitty. Ab 1932 war er Mitglied des Wiener Hagenbundes und 1956–1965 Assistent an der Meisterschule für Malerei bei Josef Dobrowsky; siehe die Dobrowskygasse im 23. Bezirk Liesing. Gunsam war auch als Fußballspieler in Simmering erfolgreich und prominent.[35][36]
- Katzlergasse (Simmering), 1956 benannt nach dem Maler und Grafiker Vinzenz Katzler (1823–1882); er fertigte Porträts und Illustrationen, unter anderem für die satirischen Zeitschriften Figaro und Kikeriki. Besonders bekannt ist er für Holzschnitte und Lithografien, etwa zeithistorische Darstellungen und Motive aus dem Wiener Volksleben.
- Kimmerlgasse (Kaiserebersdorf), 1894 nach Matthias Kimmerl (1818–1883), Wirtschaftsbesitzer, letzter Ortsrichter von Kaiserebersdorf. Die Gasse hieß vorher Feldgasse.
- Klaraweg (Simmering, Kleingartenanlage „Simmeringer Haide“), nicht amtliche Bezeichnung.
- Klebindergasse (Kaiserebersdorf), 1895 benannt nach dem Geistlichen Josef Klebinder (1796–1879), Hilfspriester in der Pfarrkirche Altsimmering (1823–1856) und Pfarrer in Kaiserebersdorf (1856–1865). Die Gasse hieß davor Haidgasse; 1999 wurde der Klebinderweg in die Gasse einbezogen.
- Klederinger Straße (Kaiserebersdorf), 1956 benannt nach dem niederösterreichischen Ort Kledering, der seit 1954 zur Stadt Schwechat gehört. Kledering, ursprünglich Gletaren genannt, war 1476 im Besitz des Christian von Rappach, der 1485 auch mit der Herrschaft Simmering belehnt wurde; siehe Rappachgasse.[37] Die Straße hieß davor Hauptstraße.
- Kleeweg (Simmering, Kleingartenanlage „Simmeringer Haide“), nicht amtliche Bezeichnung, vermutlich nach der Pflanzengattung Klee.
- Kobelgasse (Simmering), 1894 benannt nach dem Geistlichen Johann Kobel (Lebensdaten unbekannt), Pfarrer der Pfarrkirche Altsimmering (1557–1588), die zuvor von Josef Klebinder betreut worden war; siehe Klebindergasse. Die Gasse hieß zuvor Kirchengasse.
- Kobenzlweg (Simmering, Kleingartenanlage „Simmeringer Haide“), nicht amtliche Bezeichnung.
- Koblicekgasse (Simmering), 1969 benannt nach dem Arbeiter Otto Koblicek (1909–1945), Mitarbeiter im Gaswerk Simmering. Unmittelbar vor der Befreiung Wiens durch die Rote Armee versuchte er am 5. April 1945, eine Einheit der SS an der Zerstörung des Gaswerks zu hindern. Als Folge wurde er von den SS-Männern ermordet.[38]
- Kohlweg (Simmering, Kleingartenanlage „Simmeringer Haide“), nicht amtliche Bezeichnung.
- Kölgengasse (Simmering), 1954 benannt nach dem Schriftsteller Ferdinand Kölgen (1824–1911); er schrieb volkstümliche Erzählungen, Romane und Gedichte sowie zwei Lustspiele. Von 1853 bis 1860 war er Mitarbeiter der Zeitschrift Fortschritt.[39] 1911 starb er verarmt und erblindet in Simmering. Die Gasse hieß vorher 4. Landengasse.
- Konopagasse (Simmering), 1956 benannt nach dem Maler Rudolf Konopa (1864–1936), Mitglied des Künstlerhauses und Gründungsmitglied des Hagenbundes. Er schuf Porträts, Genrebilder, Landschaften und Stillleben in einem an den Impressionismus angelehnten Stil. Ab 1915 war er als Kriegsmaler in Russland und Italien tätig; das Heeresgeschichtliche Museum besitzt rund 50 dieser Bilder.[40]
- Konrad-Thurnher-Gasse (Simmering), 1956 benannt nach dem Geistlichen Konrad Thurnher (1885–1951); er war von 1934 bis 1951 Pfarrer der Notkirche Hasenleiten. Die Kirche gehörte zum während des Ersten Weltkriegs 1915 errichteten provisorischen Barackenspital; sie war im Stil russischer Dorfkirchen aus Holz gebaut und die Spende einer polnischen Firma. Unter Thurnher wurde Hasenleiten 1944 zur selbstständigen Pfarre.
- Kopalgasse (Simmering), 1894 benannt nach dem Offizier Karl von Kopal (1788–1848); er begann seine Karriere als Soldat in der Schlacht bei Austerlitz (1805), kämpfte als Kapitänleutnant in der Völkerschlacht bei Leipzig (1813) und wurde in der Folge bis zum Oberst befördert. Im Italienischen Krieg erzielte er Erfolge bei Santa Lucia (1848) und bei der Einnahme von Vicenza, wo er jedoch tödlich verwundet wurde. Die Gasse hieß vorher Theresiengasse.
- Kosteleckyweg (Kaiserebersdorf), 2001 benannt nach dem Politiker Josef Kostelecky (1914–1997), Angestellter der Wiener Verkehrsbetriebe (ab 1945), Betriebsratsobmann im Betriebsbahnhof Simmering (ab 1950), Bezirksrat in Simmering (1952–1954), Abgeordneter zum Wiener Landtag und Gemeinderat (1964–1967), Abgeordneter zum Nationalrat (1967–1976, SPÖ).
- Krausegasse (Simmering), 1894 benannt nach Friedrich Wilhelm Krause (1767–1827); er gründete die erste evangelische Schule Wiens. Die Gasse hieß zuvor Felbergasse.
- Krautgasse (Kaiserebersdorf), 1895 benannt nach dem historischen Flurnamen An den Krautgärten.
- Kremenetzkygasse (Simmering), 1956 benannt nach dem Elektroingenieur und Industriellen Johann Kremenezky (auch Kremenetzky, 1848–1934); er errichtete 1880 in Wien gemeinsam mit Béla Egger die Erste österreichische Fabrik für elektrische Beleuchtung und Kraftübertragung B. Egger & Co zur Herstellung von Glühlampen und Dynamomaschinen. Diese Fabrik war damals die größte ihrer Art in Europa; sie gehört heute zu Tungsram.
- Krötzlergasse (Simmering), 1895 benannt nach der alteingesessenen Simmeringer Gärtnerfamilie Krötzler.
- Kühgasse (Kaiserebersdorf), 1894 benannt nach einem Weg, auf dem einst Kühe auf die Weide und zur Halterlacke getrieben wurden; siehe auch Halterlacken. Die Gasse hieß davor Kühgassel.
- Kujanikgasse (Simmering), 1875 benannt nach Johann Kujanik (Lebensdaten unbekannt); er erbaute um 1870 die ersten Häuser in dieser Gasse. Weiters zahlte er 60 Gulden in die Gemeindekasse, damit man die neu entstandene Gasse nach ihm benannte.
- Kunitschgasse (Simmering), 1940 benannt nach dem Pädagogen und Schriftsteller Michael von Kunitsch (1765–1835), Oberlehrer an der Kreismusterschule in Bruck an der Mur (ab 1790), Leiter der k.k. Musternormalschule in Graz (ab 1797). Kunitsch schrieb mehrere Lehrbücher und Lesebücher für Schüler sowie literarische Werke und Biografien; u. a. verfasste er das Werk Biographien merkwürdiger Männer der österreichischen Monarchie (6 Bände, 1805–1812).[41]

## L

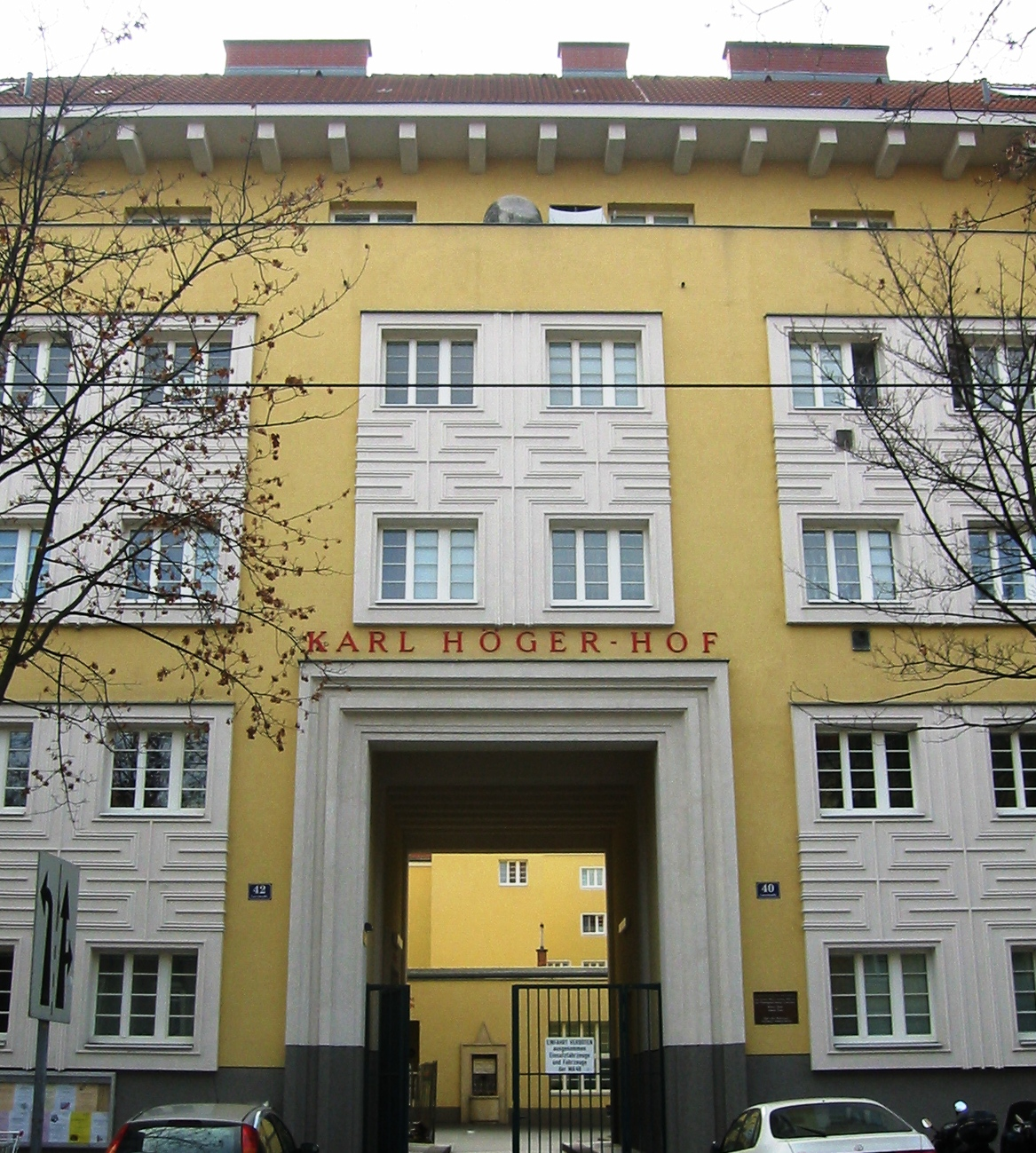
Gemeindebau Karl-Höger-Hof in der Lorystraße

- Landwehrstraße (Kaiserebersdorf), 1957 benannt der einstigen Landwehr-Artilleriekaserne in Kaiserebersdorf. Die 1915 fertiggestellte Kaserne der k.k. Landwehr war der letzte große Kasernenbau während der Monarchie in Wien. Nach dem Ersten Weltkrieg wurde das Gebäude vom Bundesheer als Kaserne und Depot benutzt. Als weitere Nutzer folgten die deutsche Wehrmacht und die Rote Armee. 1955 wurde die Kaserne aufgegeben. Siehe auch Artillerieplatz. Die Straße hieß vorher 2. Landwehrstraße. Ursprünglich gab es in dieser Gegend fünf Landwehrstraßen, die nummeriert waren; sie wurden aber 1957 umbenannt bzw. aufgelassen. Die 1. Landwehrstraße wurde in die Margetinstraße einbezogen, die 2. in Landwehrstraße umbenannt, die 3. aufgelassen, die 4. in Zinnergasse umbenannt und die 5. in Artillerieplatz.
- Lannerweg (Simmering, Kleingartenanlage „Simmeringer Haide“), nicht amtliche Bezeichnung, möglicherweise nach dem Komponisten Joseph Lanner.
- Lautenschlägergasse (Simmering), 1954 benannt nach der Opernsängerin Antonie Schläger (eigentlich Antonie Lautenschläger, 1859–1910); sie war von 1883 bis 1896 Mitglied der Hofoper und sang dort in zahlreichen Hauptrollen; ihr Schwerpunkt lag auf Werken Meyerbeers, Giuseppe Verdis und Richard Wagners. Insgesamt wirkte sie in rund 40 Opern mit. Sie engagierte sich für die Armen und Bedürftigen von Simmering. Die Schlägergasse im 13. Bezirk Hietzing ist ebenfalls nach ihr benannt. Die Gasse hieß zuvor 1. Landengasse.
- Leberstraße (Simmering), 1907 benannt nach dem alten Flurnamen Leber. Als „Leber“ bzw. „Leberberg“ wurde einst ein künstlich aufgeschütteter Erdhügel bezeichnet, der als Begräbnisstätte oder als Grenzmarkierung diente. Die Straße hieß davor 1872–1907 Über dem Kanal.
- Leberweg (Kaiserebersdorf), 1995 benannt nach seinem Verlauf zum 175 m hohen Hügel Leberberg. Der Weg hieß davor im Volksmund ebenso.
- Leopold-Abelles-Gasse (Simmering), 1989 benannt nach dem Arzt Leopold Abelles (1870–1942), Betriebsarzt in der Eisenbahnhauptwerkstätte Simmering (ab 1901), Bezirksrat in Simmering (SPÖ), Vorsitzender des Simmeringer Ortsschulrates. Er starb 1942 nach einem Verhör durch die Gestapo unter ungeklärten Umständen.[42][43]
- Lesergasse (Simmering), 1972 benannt nach dem Politiker Ludwig Leser (1890–1946), er engagierte sich für den Anschluss des Burgenlands an Österreich. Nachdem dieser 1921 erfolgt war, arbeitete er in der Landesverwaltungsstelle des Burgenlandes, war 1922–1934 Landeshauptmann-Stellvertreter und 1945–1946 Landeshauptmann (SPÖ). Zu einem Termin zwischen 2010 und 2016 bespielte der Künstler Dominik Nostitz die Gasse ihren Namen umdeutend literarisch.[44] Im Historikerbericht Straßennamen Wiens seit 1860 als „Politische Erinnerungsorte“ aus dem Jahr 2013 ist die Straße Gruppe B (Diskussionsbedarf) zugeordnet.[8]
- Lichnowskygasse (Kaiserebersdorf), 1971 benannt nach Karl Alois Fürst Lichnowsky (1761–1814), Kammerherr am Wiener Hof. Der wohlhabende Musikliebhaber war mit Mozart befreundet und borgte ihm 1.435 Gulden, die er aber nie zurückbekam. Später wurde er zu einem Freund und Gönner von Ludwig van Beethoven. Er zahlte dem Komponisten von 1800 bis 1806 ein jährliches Gehalt von 600 Gulden und schenkte ihm Musikinstrumente. Beethoven wohnte 1793–1795 in Lichnowskys Haus und widmete ihm mehrere Kompositionen, unter anderem die Pathétique und die 2. Sinfonie.[45]
- Lilienweg (Simmering, Kleingartenanlage „Simmeringer Haide“), nicht amtliche Bezeichnung nach der Pflanzengattung der Lilien. Das Wort „Lilie“ entstammt ursprünglich möglicherweise einer Sprache der westlichen Mittelmeerländer, sowohl in hamitischen Sprachen (ilili) wie auch im Baskischen (lili) finden sich verwandte Begriffe für „Blume“. Über das altgriechische λείϱιον (lēīrion) und das lateinische lilium wurde der Begriff in zur heutigen Bezeichnung.
- Lindenbauergasse (Simmering), 1954 benannt nach Andreas Lindenbauer (Lebensdaten unbekannt); er besaß 1834–1845 das Kasino in Simmering, ein beliebtes Ausflugsziel im biedermeierlichen Wien. Die Gasse hieß zuvor 6. Landengasse.
- Linzerweg (Simmering, Kleingartenanlage „Simmeringer Haide“), nicht amtliche Bezeichnung nach der oberösterreichischen Landeshauptstadt Linz.
- Litfaßstraße (Simmering), 1983 benannt nach dem deutschen Druckereibesitzer und Verleger Ernst Litfaß (1816–1874); der erfolgreiche Unternehmer wurde vor allem durch die von ihm erfundenen runden Anschlagssäulen bekannt, die ihm zu Ehren Litfaßsäulen genannt werden; die ersten wurden 1855 in Berlin aufgestellt. Auch in Wien wurden Litfaßsäulen aufgestellt mit der Besonderheit, das manche über eine Tür verfügen und als Ausstieg aus der Kanalisation bzw. dem eingewölbten Wienfluss dienen. Die Straßenbenennung erfolgte in Zusammenhang damit, dass das ehemals stadteigene Plakatierungsunternehmen Gewista (einst: Gemeinde Wien – Städtische Ankündigungen) in dieser Straße seinen Geschäftssitz errichtete.
- Lorenz-Reiter-Straße (Simmering), 1904 benannt nach Lorenz Reiter (Lebensdaten unbekannt); er war im 18. Jahrhundert Ortsrichter von Simmering (erwähnt 1729–1733, 1741–1744, 1746–1750 und 1754–1758).
- Lorystraße (Simmering), 1889 benannt nach dem Arzt Karl Lory (1794–1867); er engagierte sich für die Armen Simmerings und behandelte sie kostenlos. Ein Teil die Straße hieß vorher Kanalgasse nach ihrer Nähe zum Wiener Neustädter Kanal.
- Luise-Montag-Gasse (Simmering), 1940 benannt nach der Volkssängerin Luise Montag (eigentlich Aloisia Pintzker, verheiratet Aloisia Plechacek, 1849–1929); sie trat in allen großen Volkssängerlokalen Wiens auf, hatte eine Stimme von ungewöhnlich großem Tonumfang und galt als Meisterin im Jodeln und im Koloraturgesang. Den Höhepunkt ihrer Karriere bildete 1883–1888 ihre Partnerschaft mit Edmund Guschelbauer;[46] siehe die Guschelbauergasse im 21. Bezirk Floridsdorf. Der angrenzende Luise-Montag-Park ist ebenfalls nach ihr benannt.
- Luzegasse (Kaiserebersdorf), 1974 benannt nach dem Sänger und Chorleiter Karl Luze (1864–1949), Sänger in der Hofkapelle und am k.k. Hof-Operntheater (ab 1882), Chordirigent der Hofoper (ab 1898), Hofburgkapellmeister (1903–1918), Chormeister des Wiener Männergesang-Vereins (ab 1913).[47]

## M

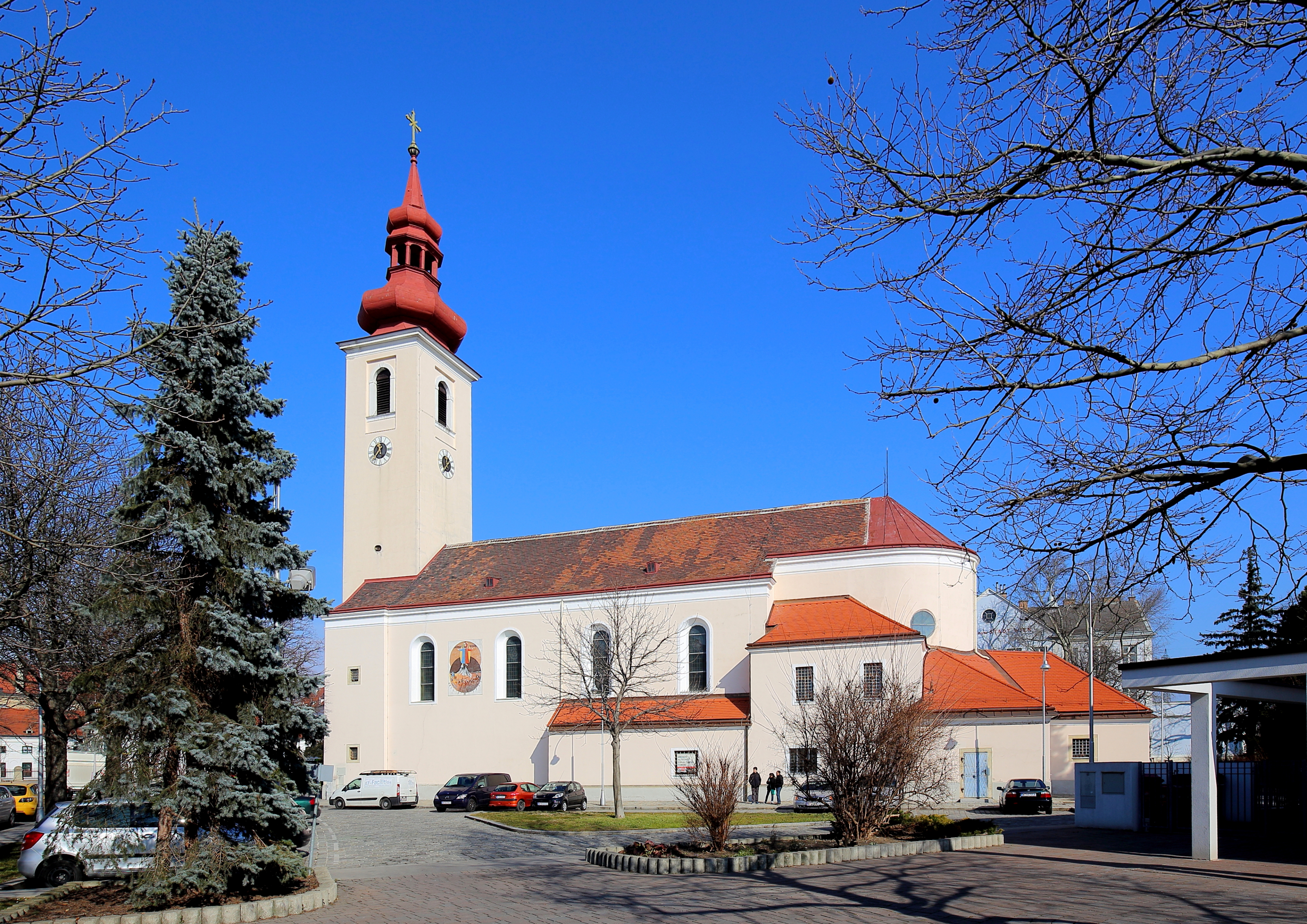
Kaiserebersdorfer Kirche am Münnichplatz

- Mailergasse (Kaiserebersdorf), 1894 benannt nach dem Müllermeister Johann Mailer (1708–1786); er stiftete ein Armenhaus in Kaiserebersdorf (Kaiserebersdorfer Straße 319, 1960 abgetragen). Er selbst besaß das Haus Kaiserebersdorfer Straße 290. Die Gasse hieß davor Bräuhausgasse.
- Mannswörther Straße (Albern), 1958 benannt nach ihrem Verlauf in Richtung zur niederösterreichischen Ortschaft Mannswörth, die 1058 erstmals als Mandeswerde urkundlich erwähnt wurde und seit 1954 zur Stadtgemeinde Schwechat gehört. „Wörth“ (auch „Werth“ und „Werder“) ist eine alte Bezeichnung für Insel, gelegentlich auch für zwischen Flüssen und stehenden Gewässern gelegenes Land. „Mandeswerde“ bezeichnet eine Insel, die einer Person namens Mand gehört.
- Margetinstraße (Kaiserebersdorf), 1957 benannt nach dem historischen Flurnamen Margetin, der auf eine Randlage hinweist. Ein Marginal (lat. margo, marginis = „Rand“) ist etwas am Rande bzw. auf der Grenze Liegendes. Die Straße hieß davor 1. Landwehrstraße.
- Mautner-Markhof-Gasse (Simmering), 1967 benannt nach der Unternehmerfamilie Mautner Markhof. Gegründet wurde das Unternehmen von Ignaz Mautner (1801–1889), der 1840 die Brauerei St. Marx pachtete und 1857 kaufte. 1843 stellte er erstmals untergäriges Bier her und lagerte es mit Hilfe neuer Kühlvorrichtungen. Seine Söhne Karl Ferdinand Mautner Markhof (1834–1896) und Georg Heinrich Mautner Markhof (1840–1904) vergrößerten das Unternehmen; die Brauerei wurde die drittgrößte in Europa. Unter Viktor Mautner Markhof (1865–1919), dem Sohn Karl Ferdinands, wurde die Brauerei mit jener von Anton Dreher zu den Vereinigten Brauereien Schwechat, St. Marx, Simmering AG fusioniert (heute Brauerei Schwechat; siehe auch Dreherstraße und Meichlstraße). 1913 wurde die Produktion auch auf andere Lebensmittel, wie Senf und Essig erweitert. Die bekanntesten Mitglieder der Familie im 20. Jahrhundert waren Manfred Mautner Markhof sen. (1903–1981), Manfred Mautner Markhof jun. (1927–2008) und Georg Mautner Markhof (1926–2008). Im Jahr 2008 mussten Teile des Unternehmens Konkurs anmelden. Die Gasse hieß zuvor Dorfgasse.
- Mazellegasse (Kaiserebersdorf), 1975 benannt nach dem Geophysiker Eduard Mazelle (1862–1925), Mitarbeiter (1883–1900), Leiter (1900–1903) bzw. Direktor (1903–1918) des Astronomisch-meteorologischen Observatoriums Triest, danach Mitarbeiter am Hydrographischen Zentralbüro in Wien (1918–1920). Er baute das Observatorium Triest aus, errichtete eine Erdbebenstation und publizierte zahlreiche wissenschaftliche Arbeiten.[48] Die Gasse hieß zuvor 1930–1975 Auer-Welsbach-Gasse.
- Medwedweg (Simmering) 2009 benannt nach dem Schlosser Georg Medwed (1874–1956); er war 1918–1934 Bezirksrat in Simmering und 1924 Sekretär der SPÖ. Nach dem Februar 1934 wurde er im Anhaltelager Wöllersdorf interniert.[49]
- Meichlstraße (Simmering), 1872 benannt nach dem Braumeister Theodor Meichl (1820–1869), der diese Straße einst auf eigene Kosten herrichten ließ. Sein Vater Georg Meichl hatte 1822 das Simmeringer Brauhaus erworben und war dort der Lehrmeister von Anton Dreher; siehe Dreherstraße. Theodor Meichl erbte 1834 das Brauhaus und erhöhte durch Modernisierungen den Ausstoß. Neben der Brauerei wurde auch eine Hefe-Reinzuchtanstalt betrieben. 1913 wurde das Unternehmen zu den Vereinigten Brauereien Schwechat, St. Marx, Simmering AG fusioniert (heute Brauerei Schwechat; siehe auch Mautner-Markhof-Gasse).[50] Die Straße hieß vorher Donaustraße.
- Meidlgasse (Kaiserebersdorf), 1971 benannt nach dem Drucker, Gewerkschafter und Dichter Theodor Meidl (1891–1969), Buchdrucker in der Druck- und Verlagsanstalt Vorwärts (ab 1919), zuletzt deren technischer Direktor. Er war in mehreren Funktionen in der Gewerkschaft tätig und war Obmann des traditionsreichen Chores der Buchdrucker Freie Typographia und Bundesvorsitzender des Arbeitersängerbundes. Weiters schrieb er Gedichte und wurde als „Simmeringer Arbeiterdichter“ bekannt.[51]
- Miltnerweg (Kaiserebersdorf), 1971 benannt nach dem Klassischen Archäologen und Althistoriker Franz Miltner (1901–1959); er leitete die Ausgrabungen in Carnuntum (1926–1931) und Alt-Smyrna (1935–1936). Ab 1939 war er Professor und Dekan am Institut für Alte Geschichte der Universität Innsbruck. Seine Nähe zum Nationalsozialismus führte nach dem Ende des Zweiten Weltkriegs zum Verlust seiner Professur. Er übernahm 1950 die Grabungsleitung in Aguntum und leitete 1954–1959 die Ausgrabungen in Ephesos.
- Mittelweg (Simmering, Kleingartenanlage „Gaswerk“), nicht amtliche Bezeichnung.
- Mitterfeldgasse (Simmering), 1940 benannt nach dem historischen Flurnamen Mitterfeld.
- Mitterweg (Simmering), 1884 benannt nach seinem Verlauf mitten durch die Simmeringer Haide; siehe auch 1. Haidequerstraße und Haidestraße.
- Modecenterstraße (Simmering), 1979 benannt nach dem Textilzentrum Modecenter (MGC), das in zahlreichen Geschäften Waren für Großhändler und Wiederverkäufer anbietet. Die Anlage wurde 1977–1978 auf dem Gelände des ehemaligen Auslandsschlachthofes (Kontumazanlage) errichtet, der zuvor Teil des Veranstaltungsortes „Arena“ war. Der im 11. Bezirk liegende Teil der Straße gehörte vorher, obwohl von dieser durch ein Gleis getrennt, zur heutigen Molitorgasse.
- Molitorgasse (Simmering), 1894 benannt nach dem Geistlichen Johann Konrad Molitor (1626–1708), Pfarrer von Simmering (1683–1708); er setzte 1691–1693 den Vorläuferbau der heutigen Pfarrkirche Altsimmering wieder instand, nachdem die Kirche bei der Zweiten Türkenbelagerung 1683 stark beschädigt worden war.[52] Die Gasse hieß davor Blumengasse. Der Gassenteil beim ehemaligen Auslandsschlachthof wurde 1979 in die Modecenterstraße einbezogen.
- Moosweg (Simmering, Kleingartenanlage „Simmeringer Haide“), nicht amtliche Bezeichnung nach der Pflanzen-Gruppe der Moose. Das Wort ist im althochdeutschen wie im mittelhochdeutschen in der Form mos belegt.
- Mostweg (Simmering, Kleingartenanlage „Simmeringer Haide“), nicht amtliche Bezeichnung nach dem Getränk Most, unter dem in Wien der süße, unvergorene Traubensaft verstanden wird.
- Mozartweg (Simmering, Kleingartenanlage „Simmeringer Haide“), nicht amtliche Bezeichnung, wohl nach dem Komponisten Wolfgang Amadeus Mozart (1756–1791).
- Müchgasse (Simmering), 1895 benannt nach Peter Müch (1707–1754), Ortsrichter von Simmering (1750–1754).
- Mühlsangergasse (Kaiserebersdorf), 1894 benannt nach dem Wirtschaftsbesitzer Martin Mühlsanger (1776–1858), langjähriger Ortsrichter von Kaiserebersdorf. Die Gasse hieß vorher Fischergasse bzw. Gemeindegasse.
- Muhrhoferweg (Kaiserebersdorf), 1971 benannt nach dem Angestellten Rudolf Muhrhofer (1885–1959), Lagerleiter in der Genossenschaft Konsum, Bezirksrat in Simmering (1919–1934, SDAP).
- Münnichplatz (Kaiserebersdorf), 1894 benannt nach dem Priester Philipp Jakob Münnich (1785–1856). Nachdem Hofkaplan Vinzenz Eduard Milde die Gefängnisseelsorge eingeführt hatte, wurde Münnich unter dessen Anleitung der erste Anstaltsgeistliche in Österreich (ab 1815, Niederösterreichisches Provinzialstrafhaus);[53] siehe auch den Mildeplatz im 16. Bezirk Ottakring. Von 1830 bis 1856 war Münnich Pfarrer von Kaiserebersdorf; er schützte im Zug der Revolution von 1848 die Bevölkerung vor Plünderungen und Gewalttätigkeiten. Der Platz hieß zuvor Kirchenplatz.
- Mylius-Bluntschli-Straße (Kaiserebersdorf), 1996 benannt nach dem deutschen Architekten Karl Jonas Mylius (1839–1883) und dem Schweizer Architekten Alfred Friedrich Bluntschli (1842–1930); nach ihren Plänen wurde 1871–1874 der Wiener Zentralfriedhof errichtet. 1876 erbauten Bluntschli und Mylius in Frankfurt das Hotel Frankfurter Hof. Bluntschli war von 1881 bis 1914 als Nachfolger Gottfried Sempers Professor am Polytechnikum Zürich. Die Straße bildet die südwestliche Begrenzung des Zentralfriedhofs.

## N

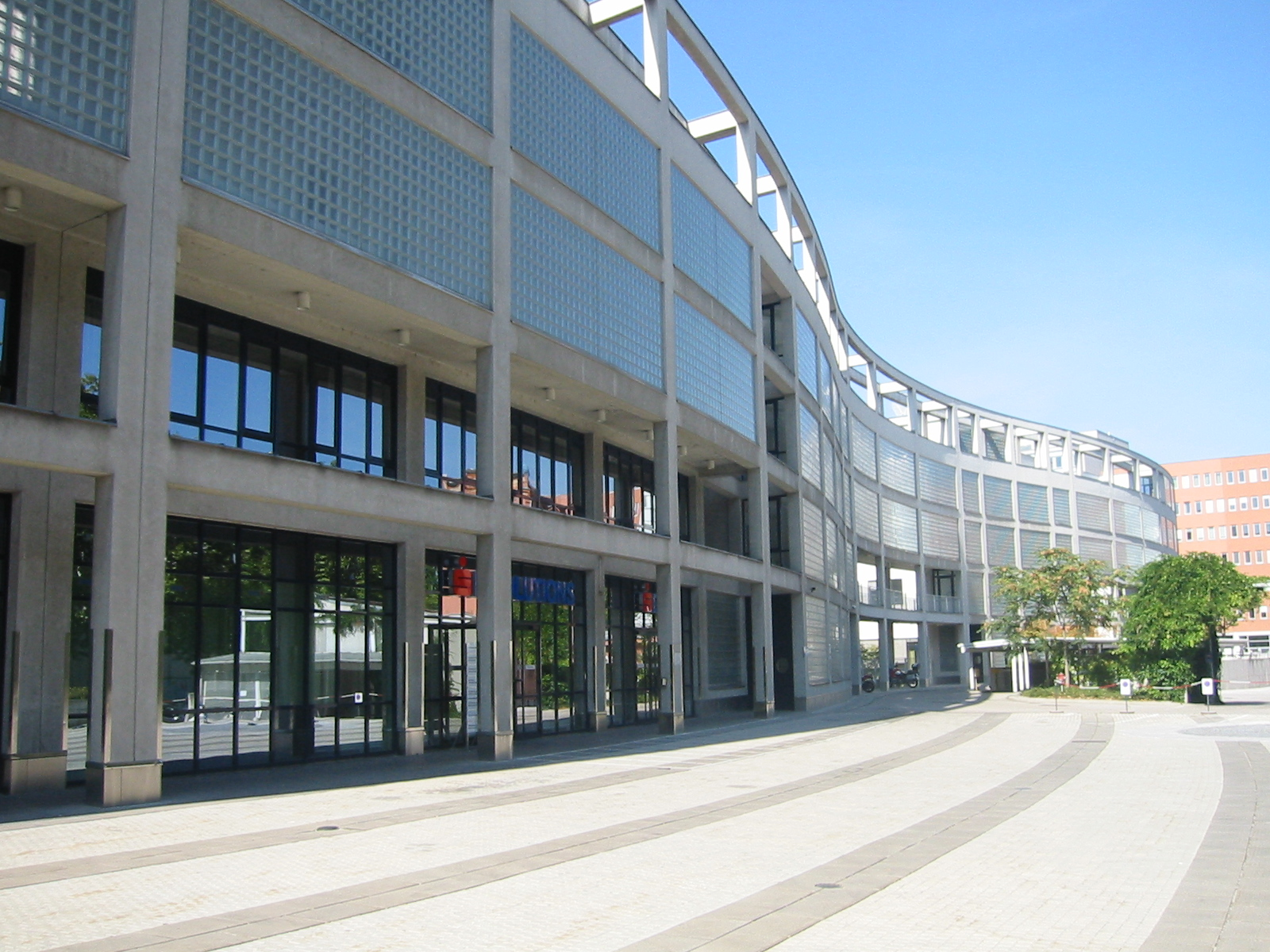
Fassade des Firmensitzes der s IT Solutions in der Nemelkagasse

- Narzissenweg (Simmering, Kleingartenanlage „Simmeringer Haide“), nicht amtlich benannt nach der Pflanzengattung Narzissen in der Unterfamilie der Amaryllidoideae innerhalb der Familie der Amaryllisgewächse (Amaryllidaceae). Die Bezeichnung Narzisse leitet sich von dem griechischen Wort νάρκειν (narkein) ab, welches „betäuben“ bedeutet (vgl. Narkose). Die Dichternarzisse, die auch in Griechenland wächst, strömt tatsächlich einen sehr intensiven und betäubenden Geruch aus. Die Römer übernahmen den griechischen Pflanzennamen als narcissus.
- Nelkenweg (Simmering, Kleingartenanlage „Simmeringer Haide“), nicht amtlich benannt nach der Pflanzengattung Nelken (Dianthus). Die Blütenpracht der Nelken hat Carl von Linné im botanischen Namen Dianthus, d. h. Zeus-Blume (altgriechisch Διὸς Dios, deutsch ‚Gott‘ und ἄνθος ánthos, deutsch ‚Blüte‘) festgehalten und bezieht sich auf die Schönheit und den Duft.
- Nemelkagasse (Simmering), 1898 benannt nach dem Unternehmer Lorenz Nemelka (1819–1897), Besitzer einer Maschinenbau- und Mühlenbaufabrik, Gemeinderat in Simmering (1867–1876).
- Nemethgasse (Kaiserebersdorf), 1974 benannt nach der Opernsängerin Mária Németh (1897–1967); die gebürtige Ungarin sang in den 1920er bis 1940er Jahren an der Wiener Staatsoper und war in der Zwischenkriegszeit eine der führenden Sopranistinnen. Mit ihrer bemerkenswerten Stimme und Gesangstechnik brillierte sie vor allem in Mozart-Opern, feierte aber auch Erfolge in Opern von Richard Wagner.
- Neu Albern (Albern), 1999 nach dem seit jeher so genannten Ortsteil benannte Siedlungsstraße am nördlichen Rand der ehemals selbstständigen Gemeinde Albern. Der Ort wurde 1162 erstmals urkundlich als Albrah erwähnt. Der Name leitet sich von der auch Albe-Pappel genannten Silber-Pappel ab, die in dieser Gegend wuchs. Neu-Albern wurde der neueste, nach 1900 entstandene Ortsteil nahe dem Donaukanal und der Donauländebahn genannt, der vom Zentrum Alberns durch die Bahnstrecke zum Alberner Hafen und durch den zwischen 1976 und 1983 von den Stadtplänen verschwundenen Neubach, bis dahin die Mündung der Schwechat in die Donau, getrennt war. Albern wurde 1938 in den damaligen 23. Bezirk Schwechat eingemeindet und kam 1956 zu Simmering; siehe auch Alberner Straße.
- Neugebäudestraße (Kaiserebersdorf), 1930 benannt nach Schloss Neugebäude, das ab 1569 unter Kaiser Maximilian II. erbaut wurde. Das Schloss und seine Gärten wurden als Gesamtkunstwerk konzipiert. Maximilian II. fügte auch die erste Menagerie Europas hinzu. Dieser Tiergarten, sowie viele Steinarbeiten des Schlosses, wurden später von Kaiserin Maria Theresia nach Schloss Schönbrunn verlegt, das Schloss und die Gärten verkamen. Trotz des desolaten Zustandes zählt es als eines der größten und bedeutendsten Residenzen des Manierismus nördlich der Alpen.
- Neurissenweg (Simmering), 1884 benannt nach dem alten Flurnamen Neurisse; dieser bezieht sich auf einen „neu gerissenen“ (gepflügten) Ackerboden bei der Umwandlung von Weideland oder Weingärten zu Ackerland. Der Weg hieß vorher 1875–1881 Neurissengasse und 1881–1884 Neuriss.
- Niernbergergasse (Simmering), 1898 benannt nach dem Lehrer Adam Niernberger (1759–1842); er unterrichtete fünf Jahrzehnte lang an der ehemaligen Simmeringer Dorfschule in der Kobelgasse 24. Dort vermerkt eine Gedenktafel: „In diesem Hause unterrichtete Lehrer Adam Niernberger u. Pfarrer Ignaz Bugl die Simmeringer Jugend. Sie zeichneten sich durch heldenhafte Heimatliebe in den Freiheitskämpfen 1809 aus.“[54] Niernberger war auch als Mesner, als Gemeindeschreiber und als Komponist von Kirchenmusik tätig.
- Nowalskigasse (Kaiserebersdorf), 1959 benannt nach dem Archäologen Josef Hilarius Nowalski de Lilia (1857–1928); er führte ab 1895 in Wien unzählige archäologische Untersuchungen zur römischen Vergangenheit durch und war an der Gründung, des Museums Vindobonense maßgeblich beteiligt. 1901 wurde er Inspektor der städtischen Ausgrabungen. Da Nowalski als gebürtiger Litauer nur gebrochen Deutsch sprach, wurden seine wissenschaftlichen Arbeiten von seinem Mitarbeiter Friedrich von Kenner verfasst; siehe die Kennergasse im 10. Bezirk Favoriten.
- Nussbaumallee (Simmering), 2013 benannt nach dem ehemals hohen Bestand an Nussbäumen in dieser Gegend.
- Nussweg (Simmering; Kleingartenanlage „Simmeringer Haide“), nicht amtliche Bezeichnung, vermutlich nach dem Schalenobst Nuss bzw. dem Laubbaum Walnuss.

## O
- Oberleitengasse (Simmering), 1894 benannt nach dem historischen Flurnamen Oberleite. Leite bezeichnet einen recht steilen Berghang, der früher als Weide für Schafe oder Ziegen genutzt wurde und seit längerer Zeit brach liegt. Die Gasse hieß davor Kleine Theresiengasse.
- Obstweg (Simmering, Kleingartenanlage „Simmeringer Haide“), nicht amtliche Bezeichnung, wohl nach dem Nahrungsmittel Obst. Das Wort stammt vom althochdeutsch obaz = Zukost, Beilage.
- Oerleygasse (Simmering), 1940 benannt nach dem Techniker Leopold Oerley (1878–1936); er arbeitete ab 1904 bei den k.k. österreichischen Staatsbahnen, wo er Bahnstrecken, Brücken und Tunnels projektierte. Von 1918 bis 1936 war er Professor für Straßen- Eisenbahn- und Tunnelbau an der Technischen Hochschule, 1924–1926 Dekan, 1927–1928 Rektor. Bereits 1907 hatte er ein U-Bahn-Projekt für Wien ausgearbeitet, das aber nicht realisiert wurde.[55]
- Ohligsgasse (Simmering), 1912 benannt nach dem Unternehmer Bernhard Wilhelm Ohligs (1810–1868), Inhaber der Waffenfabrik Ohligs-Haußmann, in die er eingeheiratet hatte. Als Mitglied (und zeitweise Vorsitzender) der Handels- und Gewerbekammer setzte er sich ab 1855 für die Schaffung des Schultyps Handelsakademie ein, die dann 1858 erfolgte. Die Handelsakademie leitete eine Entwicklung ein, die über die k.k. Exportakademie (1898) und die Hochschule für Welthandel (1919) zur Wirtschaftsuniversität (1975) führte.[56]
- Oriongasse (Simmering), 1953 benannt nach dem Sternbild Orion. Benannt ist dieses nach dem Jäger Orion der griechischen Mythologie. Er wird in Horaz’ Oden, Homers Odyssee und Ilias sowie in Vergils Aeneis erwähnt.
- Otmar-Brix-Gasse (Kaiserebersdorf), 2004 benannt nach dem Radiomechaniker und Politiker Otmar Brix, Sektionsvorsitzender der SPÖ Simmering (1973–2003), Bezirksrat in Simmering (1978–1985), Mitglied des Wiener Gemeinderats (1985–1994), Abgeordneter zum Nationalrat (1994–2001), Vorstandsmitglied des Österreichischen Olympischen Comités (1994–2003), Bezirksvorsteher von Simmering (2001–2003). Die Straße befindet sich in der Nähe des Schlosses Neugebäude, für dessen Revitalisierung sich Brix eingesetzt hatte; siehe auch Neugebäudestraße. Das Wohnprojekt Otmar-Brix-Anlage ist ebenfalls nach ihm benannt.
- Otto-Herschmann-Gasse (Simmering), 2001 benannt nach dem Schwimmer, Fechter und Sportfunktionär Otto Herschmann (1877–1942); er gewann bei den Olympischen Spielen 1896 die Silbermedaille im Schwimmen über 100 m Freistil. Bei den Olympischen Sommerspielen 1912 holte er mit der österreichischen Mannschaft die Silbermedaille im Säbelfechten. Bei seiner Teilnahme an den Olympischen Spielen 1912 in Stockholm war er gleichzeitig Präsident des Österreichischen Olympischen Comités (ÖOC).
- Otto-Mraz-Weg (Simmering), 2000 benannt nach dem Gewerkschafter und Politiker Otto Mraz (1925–1999), Funktionär der Metallarbeitergewerkschaft, Bezirkssekretär der SPÖ Simmering (1977–1980), Bezirksrat (ab 1973), Bezirksvorsteher (1980–1989), Obmann des Simmeringer Pensionistenverbandes (1989–1999).[57] Sein Vorgänger als Bezirksvorsteher war Johann Paulas; siehe Paulasgasse, sein Nachfolger war Franz Haas; siehe Franz-Haas-Platz.

## P
- Pachmayergasse (Simmering), 1895 benannt nach Georg Pachmayer (Lebensdaten unbekannt); er erwarb sich Verdienste um die Aufrechterhaltung der Ordnung im Pestjahr 1713 und war 1721–1727 Ortsrichter von Simmering. Die Gasse hieß davor Martschützgasse.
- Palmenweg (Simmering, Kleingartenanlage „Simmeringer Haide“), nicht amtlich benannt nach der Pflanzenfamilie Palme. Die Palme ist in Österreich nicht heimisch, kommt aber im Begriff Palmsonntag vor, sowie in der Redewendung „jemanden auf die Palme bringen“.
- Pantucekgasse (Kaiserebersdorf), 1970 benannt nach dem Buchdrucker und Politiker Eduard Pantucek (1887–1961), Bezirksvorsteher von Simmering (1921–1934 und 1945, SPÖ). In Pantuceks erste Amtszeit fallen der Aufbau grundlegender Sozialeinrichtungen und der Beginn der regen Wohnbautätigkeit im Bezirk. Sein Vorgänger bis 1921 war Franz Zehetbauer; siehe Zehetbauergasse, sein Nachfolger ab 1934 war Hans Fuhry; siehe Fuhrygasse. Im April 1945 wurde Pantucek ein zweites Mal zum Bezirksvorsteher berufen, doch übergab er sein Amt schon im August desselben Jahres an den weit jüngeren Max Wopenka; siehe Wopenkastraße.[58] Die Wohnhausanlage Eduard-Pantucek-Hof ist ebenfalls nach ihm benannt.
- Paragonstraße (Simmering), 1979 benannt nach der Druckerei Paragon; sie wurde 1910 gegründet und stellte u. a. die ersten österreichischen Kassenblocks her, weshalb der Name „Paragon“ auch bald zu einem Synonym für den Kassenblock wurde. Die Druckerei firmiert mittlerweile nach Fusionen unter dem Namen DPI Gruppe.[59]
- Paulasgasse (Kaiserebersdorf), 1996 benannt nach dem Politiker und Gastwirt Johann Paulas (1913–1988), Bezirksrat in Simmering (1950–1968 und 1973–1980, SPÖ), Mitglied des Wiener Gemeinderats (1968–1973), Bezirksvorsteher von Simmering (1973–1980). Der Hans-Paulas-Park ist ebenfalls nach ihm benannt. Sein Vorgänger als Bezirksvorsteher war Wilhelm Weber; siehe Wilhelm-Weber-Weg, sein Nachfolger war Otto Mraz; siehe Otto-Mraz-Weg.
- Paul-Heyse-Gasse (Kaiserebersdorf), 1932 benannt nach dem deutschen Schriftsteller Paul Heyse (1830–1914); er gilt als der letzte wirkliche „Dichterfürst“ der deutschen Literatur. Heyse schuf neben zahllosen Gedichten rund 180 Novellen, acht Romane und 68 Dramen. 1910 wurde er als erster deutscher Autor belletristischer Werke mit dem Nobelpreis für Literatur ausgezeichnet. Die Gasse hieß 1938–1947 Fontanegasse.
- Paul-Wagner-Gasse (Kaiserebersdorf), 2013 benannt nach dem Schmied Paul Wagner (Lebensdaten unbekannt, 1587 urkundlich erwähnt); er war der Dorfschmied von Kaiserebersdorf. Sein Handwerkerhaus in der Kaiserebersdorfer Straße 314 besteht noch heute. Im Rahmen restauratorischer Untersuchungen wurden in der Stube umfangreiche Rankenmalereien aus dem Ende des 16. Jahrhunderts freigelegt.[60]
- Pensionsgasse (Simmering), 1875 benannt nach den sechs an dieser Stelle vom Pensionsfonds der Staatsbahnbeamten errichteten Wohnhäusern. Die Anlage wurde während des Zweiten Weltkriegs stark beschädigt und nach 1945 restauriert.
- Petzoldgasse (Simmering), 1924 benannt nach dem Schriftsteller Alfons Petzold (1882–1923); sein erfolgreichstes Buch, eine stilisierte Schilderung seiner schweren Kindheit und Jugend, erschien 1920 unter dem Titel „Das rauhe Leben“. Petzold galt mit seinem Werk, in dem er auf eigenwillige Art soziale Thematik und religiöse Sichtweisen bis hin zu Mystik und Pantheismus verband, zu Lebzeiten als bedeutender Arbeiterdichter. Die Alfons-Petzold-Gasse im 23. Bezirk Liesing ist ebenfalls nach ihm benannt.
- Pfaffenaugasse (Kaiserebersdorf), 1895 benannt nach dem historischen Flurnamen Pfaffenau; die Au war einst im Besitz der Kirche („Pfaffen“).
- Piangasse (Simmering), 1956 benannt nach dem Maler, Bühnenbildner und Kupferstecher Antonio de Pian (1784–1851); er kam von Venedig nach Wien und wurde hier 1816 Bühnenbildner an der Obersthoftheaterdirektion. 1821 avancierte er zum Bühnenmaler und behielt diese Stellung bis an sein Lebensende. In seinen Tafelbildern und grafischen Arbeiten beschäftigte er sich vor allem mit Architekturmotiven.[61]
- Pleischlgasse (Simmering), 1949 benannt nach dem Chemiker und Mediziner Adolf Martin Pleischl (1787–1867), Professor für Chemie an der Universität Prag (1821–1838) und an der Universität Wien (1838–1848). Seine Analysen der Thermalquellen der westböhmischen Kurorte trugen entscheidend zum Aufschwung des tschechischen Kurwesens bei. Einen bedeutenden Beitrag leistete er durch die Erfindung von gesundheitlich unschädlichem, bleifreiem Email, mit dem seither Metallgeschirr zum Korrosionsschutz ausgekleidet wird. Pleischl war der Schwiegervater des berühmten Arztes Johann von Oppolzer; siehe die Oppolzergasse im 1. Bezirk Innere Stadt. Die Gasse hieß vorher Julius-Eckel-Gasse.
- Polkorabplatz (Simmering), 2011 benannt nach der Lehrerin und Politikerin Rosemarie Polkorab (1947–2009), Musiklehrerin der Musiklehranstalten der Stadt Wien (ab 1972), Bezirksrätin in Simmering (1987–1994, SPÖ), Bezirks-Frauenvorsitzende (ab 1993), Mitglied des Wiener Gemeinderats (1994–2009). Sie war ab 1995 auch Mitglied des für Straßenbenennungen zuständigen Ausschusses für Kultur.
- Pretschgasse (Simmering), 1961 benannt nach dem Techniker Paul Pretsch (1808–1873), Angestellter der Staatsdruckerei (ab 1842). Er lebte 1854–1863 in London und erfand dort die Fotogalvanografie, ein frühes Verfahren zur Erzeugung von druckbaren Platten von Fotografien. Seine Photographic Art Treasures sind das früheste auf fotomechanischem Weg hergestellte illustrierte Druckwerk. Pretsch entwickelte weitere Drucktechniken und gehörte zu den großen Vorläufern der modernen Chemigrafie.[62] Die Gasse hieß zuvor Andreasgasse.

## R

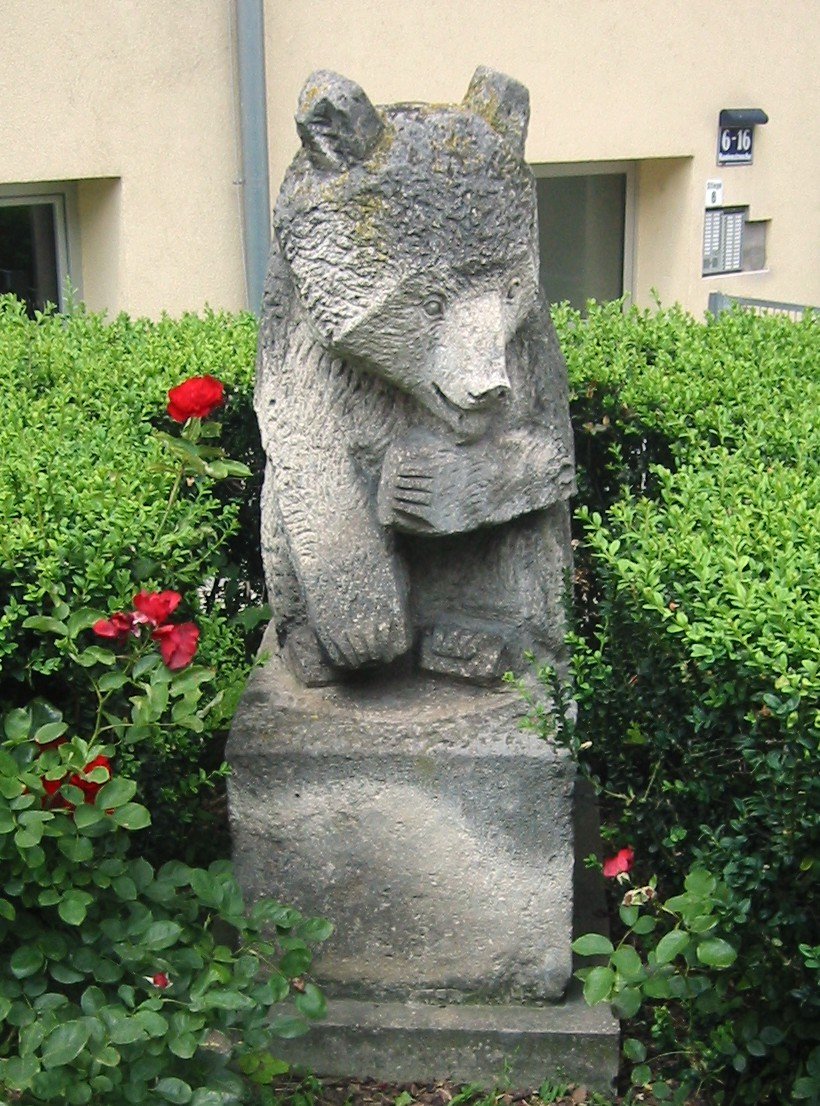
Rautenstrauchgasse, Bär-Skulptur von Franz Barwig d. J.

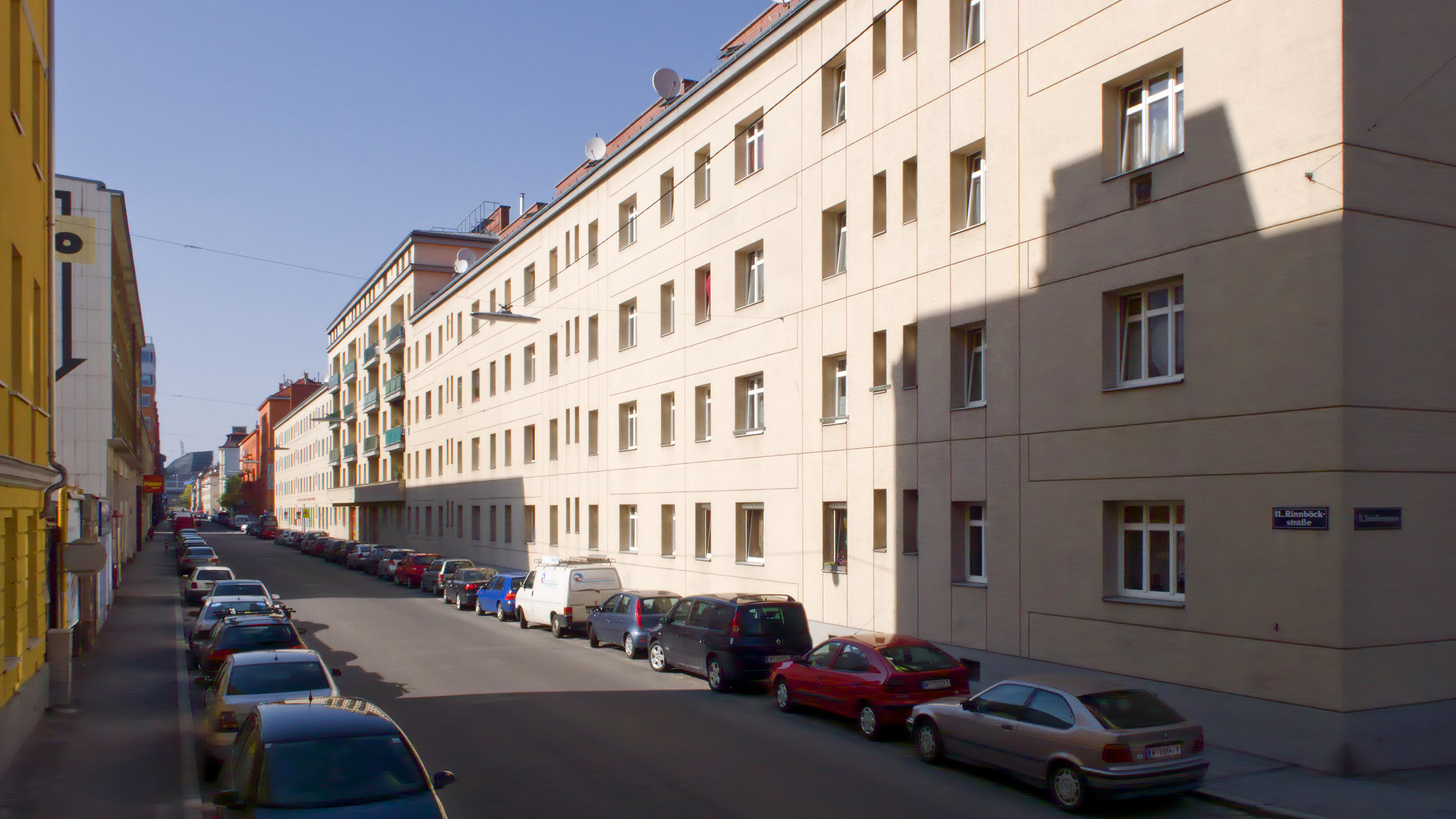
Rinnböckstraße und Strindberghof

- Rappachgasse (Simmering), 1894 benannt nach Christoph von Rappach († 1495); er war ab 1485 Besitzer der Grundherrschaft Simmering. Zuvor (1476) wird er auch als Besitzer der Herrschaft Kledering erwähnt; siehe Klederinger Straße. Die Gasse hieß davor Antonigasse.
- Rautenstrauchgasse (Simmering), 1894 benannt nach dem böhmischen Theologen Franz Stephan Rautenstrauch (1734–1785), Benediktiner, Professor für Philosophie und Kirchenrecht an der Universität Prag und der Universität Wien; er unterstützte die Reformen Kaiser Josefs II. Nach seinen Entwürfen kam es 1782 zu einer Neuordnung des Theologiestudiums, die bis 1857 in Geltung blieb.[63] Die Gasse hieß zuvor Weintraubengasse.
- Ravelinstraße (Simmering), 1884 benannt. Ein Ravelin ist ein eigenständiges Festungsbauwerk mit ungefähr dreieckigem Grundriss, das der Festungsmauer vorgelagert ist und sie vor Beschuss schützen soll. An dieser Stelle der Simmeringer Haide wurden Ravelins errichtet und dann mit Kanonen beschossen, um die Wirkung der eigenen Artilleriegeschoße zu erproben. Sie wurden 1880 wieder abgetragen.
- Reimmichlgasse (Kaiserebersdorf), 1972 benannt nach dem Priester und volkstümlichen Schriftsteller Sebastian Rieger (Pseudonym Reimmichl, 1867–1953), Kaplan in Heiligkreuz in Tirol (1914–1953). Bekannt wurde er vor allem als Volksdichter. Seine literarischen Produkte weisen sowohl Unterhaltungswert wie auch sittlich-religiösen Bildungswert auf und fördern die Identifikation mit einem Tiroler Heimatbewusstsein.
- Reischekgasse (Simmering), 1924 benannt nach dem Forschungsreisenden, Ethnographen und Ornithologen Andreas Reischek (1845–1902), Kustos am Oberösterreichischen Landesmuseum. Er bereiste von 1877 bis 1889 insgesamt acht Mal Neuseeland, erforschte das Māori-Königsland im Zentrum der Nordinsel, und brachte eine reichhaltige Vogelsammlung mit 16.000 Objekten und zwei mumifizierte Māori-Leichname nach Österreich. Reischek vervollständigte durch seine Forschungen die ethnologische Arbeit Ferdinand von Hochstetters; siehe die Hochstettergasse im 2. Bezirk Leopoldstadt.
- Rinnböckstraße (Simmering), ca. 1864 / 1869 benannt nach dem Gastwirt Josef Rinnböck (1816–1880), Deichgräbermeister, Hausbesitzer, Gemeinderat im Vorort Simmering (1864–1867 und 1870–1880). Aus den Ziegeln der abgetragenen Stadtmauer ließ er von 1861 bis 1865 am Beginn der Simmeringer Hauptstraße Wohnhäuser bauen, die dann nach ihm Rinnböckhäuser genannt wurden. 2021 wurde das letzte erhaltene Rinnböckhaus abgerissen. Die nach Josef Rinnböck benannte Straße verläuft als erste nordöstliche Parallelstraße zur Simmeringer Hauptstraße. Sie befindet sich zum allergrößten Teil im 11. Bezirk; nur ein sehr kurzer Abschnitt, auf dem die Straße die Bezirksgrenze bildet, gehört auf der nördlichen Straßenseite zum 3. Bezirk.
- Rohrhofergasse (Simmering), 1971 benannt nach dem Fuhrwerksunternehmer und Politiker Anton Rohrhofer (1882–1965), ab 1919 in verschiedenen Funktionen in der Christlichsozialen Partei und später in der ÖVP aktiv, Wiener Gemeinderat (1945–1949), Stadtrat (1945–1950).
- Römersthalgasse (Simmering), 1902 benannt nach Isabella Perpetua von Römersthal[64] (1614–1664), geb. Freiin Urs(ch)enbeck; sie war 1635 / 1636 Besitzerin der Grundherrschaft Simmering.
- Rosa-Fischer-Gasse (Simmering), 2003 benannt nach Rosa Fischer (1886–1944); die Benennung erfolgte stellvertretend für die 112 Menschen, die während des NS-Regimes Zwangsarbeit im damals östlich an die Gasse grenzenden städtischen Gaswerk Simmering leisten mussten und dabei ums Leben kamen. Am westlichen, unverbauten Rand der Gasse grenzt der 3. Bezirk an.
- Rosa-Jochmann-Ring (Kaiserebersdorf), 1995 benannt nach der Arbeiterin und Politikerin Rosa Jochmann, Mitglied des Bundesvorstandes der SDAP (1933–1934), Häftling im KZ Ravensbrück (1940–1945), Abgeordnete zum Nationalrat (1945–1967), Mitglied der Parteiexekutive der SPÖ (1956–1967), SPÖ-Frauenvorsitzende (ab 1959). Die Rosa-Jochmann-Schule und der Rosa-Jochmann-Hof in Simmering sowie der Rosa-Jochmann-Park in der Leopoldstadt sind ebenfalls nach ihr benannt.
- Roschégasse (Kaiserebersdorf), 1971 benannt nach dem Volksbildner und Schriftsteller Felix Rosché (1883–1966); er trug mit zahlreichen Büchern und Artikeln zum Naturgeschichtsunterricht in den Schulen bei.[65]
- Roseggerweg (Simmering, Kleingartenanlage „Gaswerk“), nicht amtlich benannt nach dem Schriftsteller Peter Rosegger (1843–1918).
- Rudolf-Simon-Gasse (Kaiserebersdorf), 1974 benannt nach dem Flugpionier Rudolf Simon (1878–1960); inspiriert von Blériots Flug auf der Simmeringer Haide (1809) konstruierte einen Doppeldecker-Aeroplan namens Simon I, mit dem er von 1910 bis 1914 Schauflüge auf dem Wiener Neustädter Flugplatz vollführte. Er ist der Inhaber des österreichischen Pilotenscheins Nr. 004.
- Rzehakgasse (Kaiserebersdorf), 1971 benannt nach dem Kupferschmied Franz Rzehak (1875–1956), Wiener Gemeinderat (1919–1934, SPÖ), Vorsitzender der Wohnungskommission für Simmering.

## S

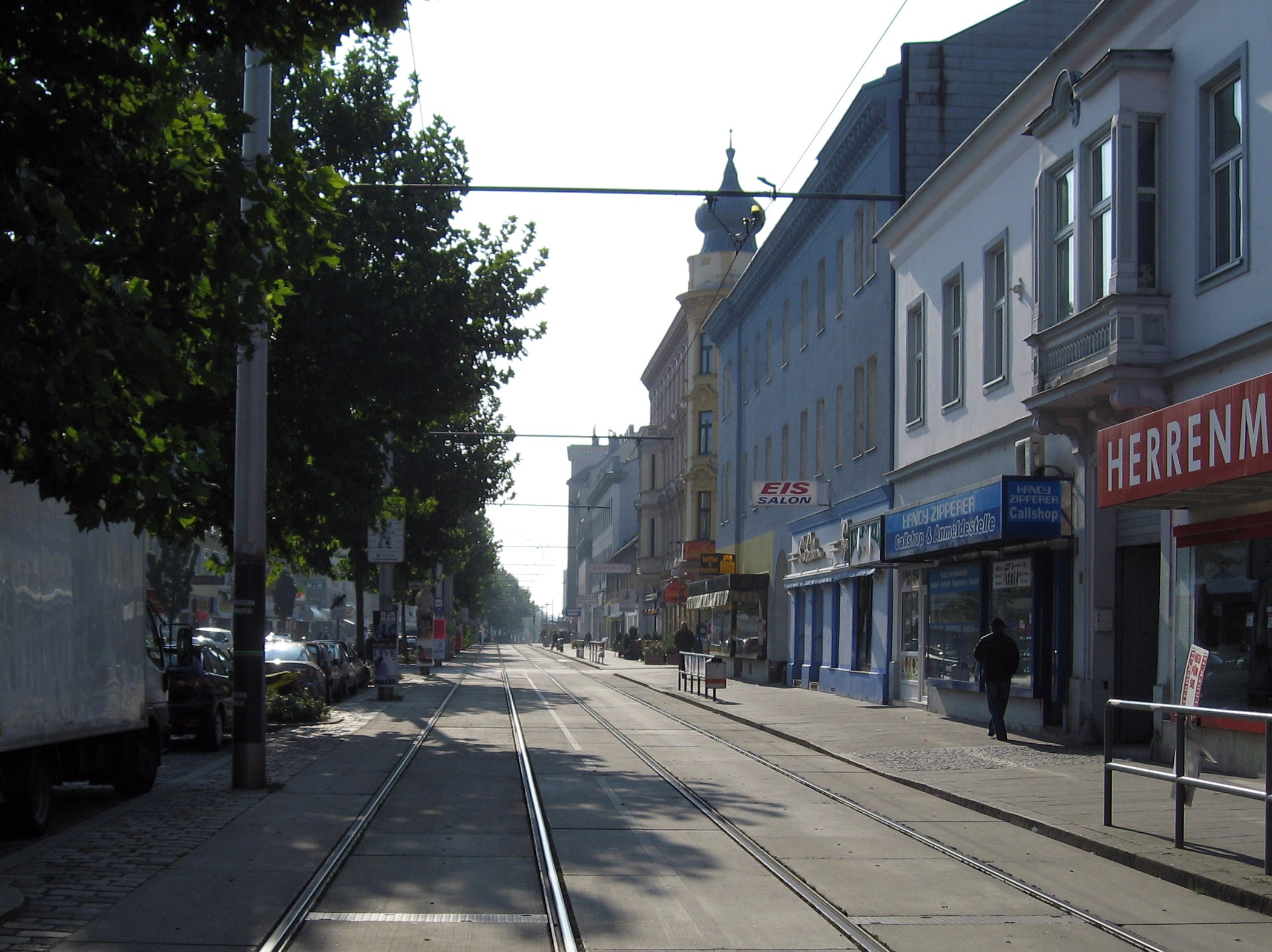
Simmeringer Hauptstraße mit Straßenbahngleisen in Seitenlage

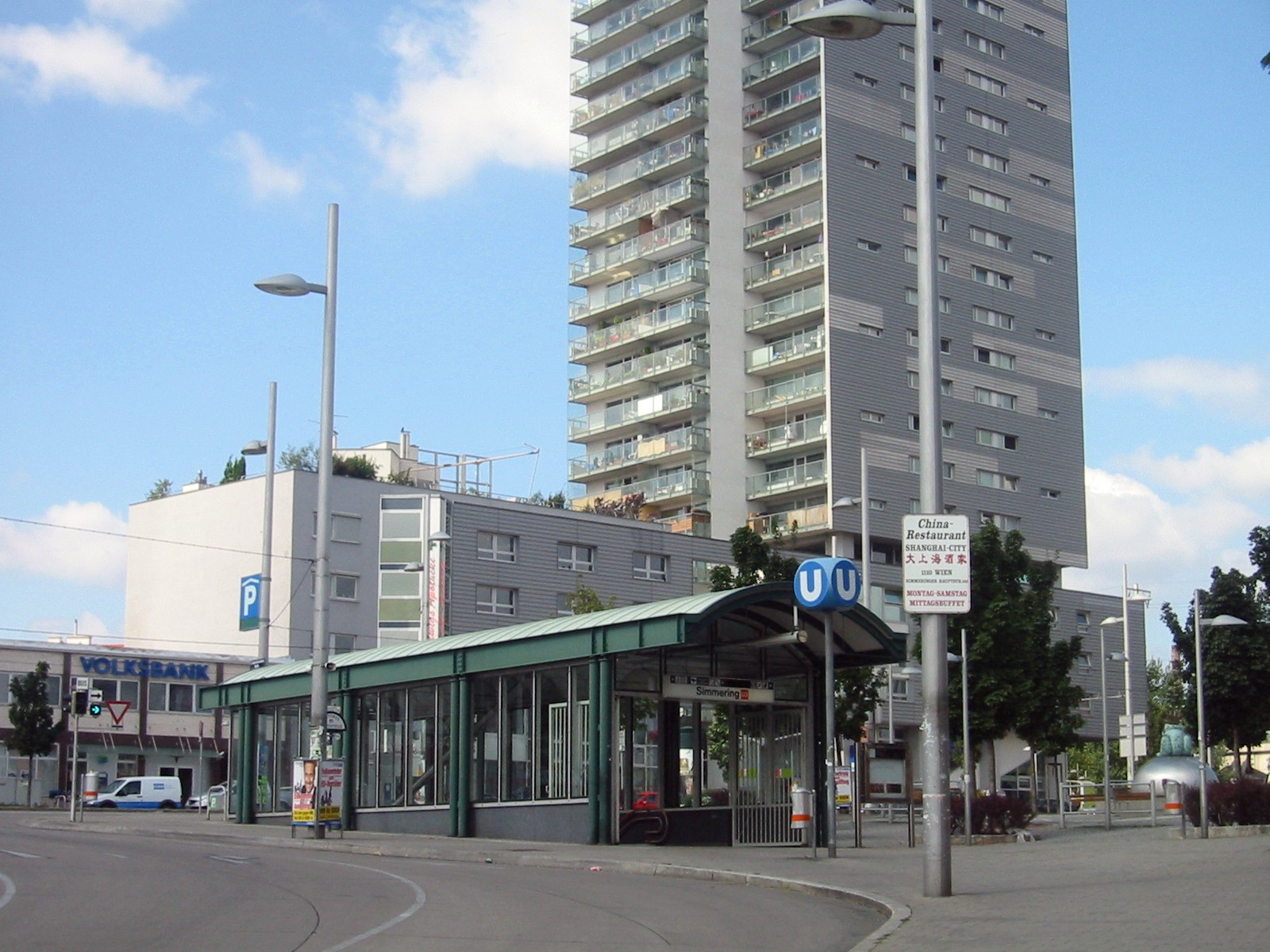
Am Simmeringer Platz befinden sich der Bahnhof Wien Simmering und das Hochhaus Simmering

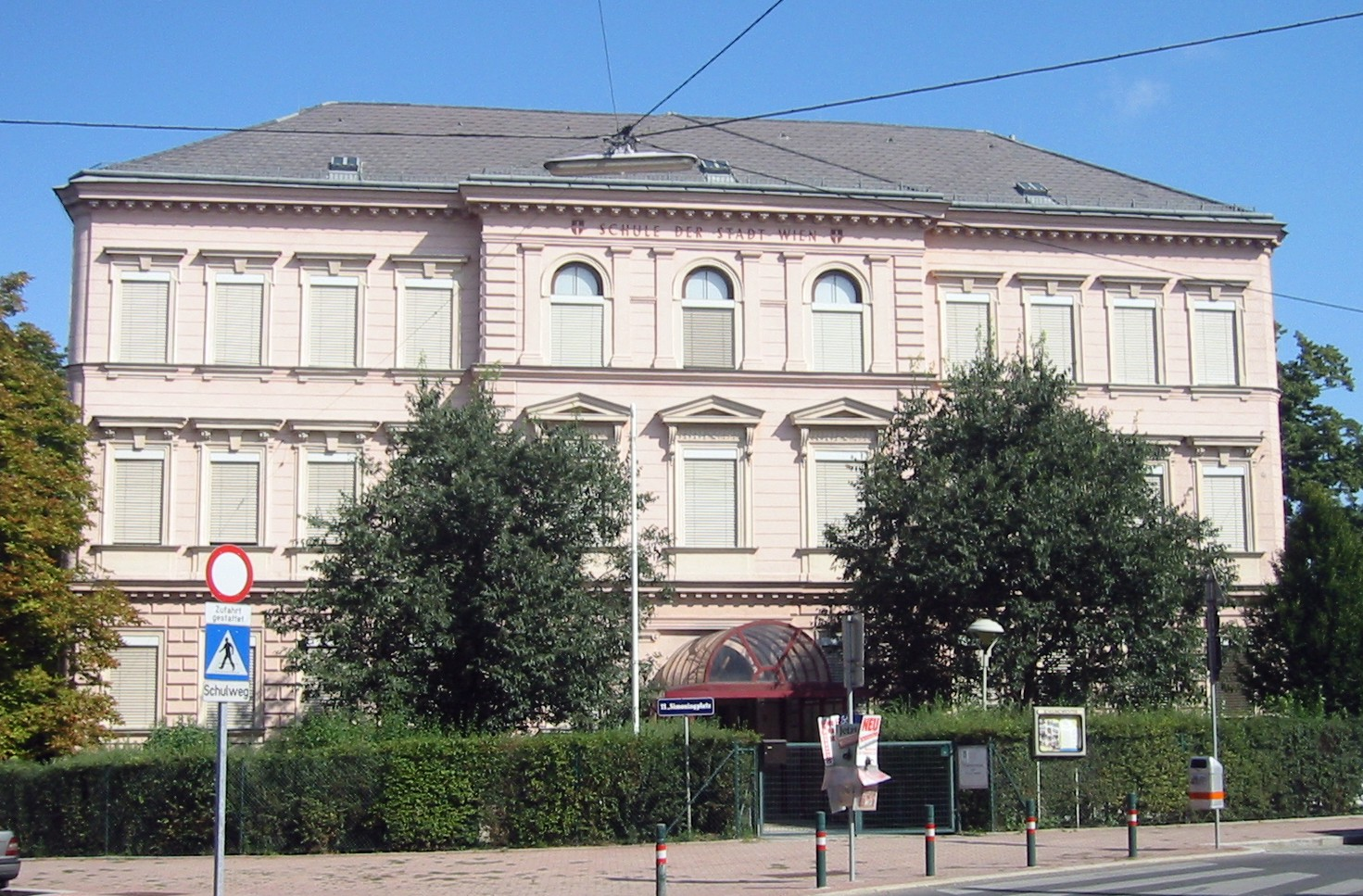
Volksschule am Simoningplatz

- Sängergasse (Kaiserebersdorf), 1971 benannt nach dem Ingenieur und Raumfahrtforscher Eugen Sänger (1905–1964); Professor für Physik und Strahlantriebe in Stuttgart (ab 1957), Gründer und Inhaber des Lehrstuhls für Raumfahrt an der Technischen Universität Berlin (ab 1963). Seine wichtigste Entwicklung, die bis heute in jedem Raketentriebwerk Verwendung findet, war die Kühlung von Raketentriebwerken durch den eigenen Treibstoff. Bedeutung hatte auch seine Konzeption des Photonen-Staustrahlantriebs, das interstellare Reisen ermöglichen könnte. Im Historikerbericht Straßennamen Wiens seit 1860 als „Politische Erinnerungsorte“ aus dem Jahr 2013 ist die Straße Gruppe B (Diskussionsbedarf) zugeordnet.[8]
- Schaludekgasse (Kaiserebersdorf), 1971 benannt nach Franz Schaludek (1878–1957), Pfarrer von Kaiserebersdorf (1935–1957); er engagierte sich nach dem Zweiten Weltkrieg für den Wiederaufbau der Pfarrkirche Kaiserebersdorf.
- Schemmerlstraße (Simmering), 1904 in falscher Schreibweise benannt nach dem Architekten und Wasserbautechniker Joseph Schemerl von Leythenbach (1754–1844), Straßenbaudirektor in Laibach (bis 1799). Von 1799 bis 1803 leitete er den Bau des Wiener Neustädter Kanals (1799–1803); siehe auch Am Kanal. (Statt des Kanals wurde um 1880 die Aspangbahn erbaut, deren Gleise hier auf der ehemaligen Kanaltrasse liegen.) 1804 wurde er Regierungsrat, 1809 Hofbauratsdirektor. 1810 erstellte Schemerl die ersten Pläne für eine Wiener Donauregulierung.[66] Die Regulierung wurde erst lange nach seinem Tod durchgeführt, aber im Bereich der Nussdorfer Wehr- und Schleusenanlage erinnert die Schemerlbrücke an ihn.
- Scherrgasse (Simmering), 1872 benannt nach Jakob Scherr (1778–1830), Hausbesitzer; er setzte sich Anfang des 19. Jahrhunderts als Wohltäter für die Gemeinde Simmering ein.
- Schildgasse (Kaiserebersdorf), 2007 benannt nach dem volkstümlichen Komponisten Theodor Franz Schild (1859–1929); im Hauptberuf Angestellter des Musikverlages Robitschek (1886–1926) versorgte er ab 1881 Volkssänger und Volksmusikanten mit Kompositionen. Insgesamt schrieb er mehr als 2.000 Lieder, Tanzweisen und Couplets. Dazu kamen noch Bühnenmusiken für mehrere Produktionen der Wiener Vorstadtbühnen.[67] Ab 1970 gab es in Kaiserebersdorf bereits eine Schildgasse, diese wurde jedoch 1992 auf Grund eines Bauvorhabens aufgelassen.
- Schillerweg (Simmering, Kleingartenanlage „Simmeringer Haide“), nicht amtliche Bezeichnung, wohl nach dem deutschen Dichter Friedrich Schiller.
- Schlechtastraße (Simmering), 1907 benannt nach dem Finanzbeamten und Dichter Franz Xaver Freiherr Schlechta von Wschehrd (auch Wssehrd, 1796–1875), Hofkonzipist (ab 1824), Hofsekretär (ab 1834), Hofrat (ab 1843), Sektionschef (ab 1856), Geheimer Rat (ab 1859). Daneben betätigte er sich als Dichter; die Themen seiner meist in Versen verfassten Stücke waren Edelmut, Treue zum Vaterland und Kindesliebe. Schlechta gehörte zum Kreis um Franz Schubert sowie zur Vereinigung Ludlamshöhle.[68] Die Straße wurde 2001 bis zum Kleingartenverein „Arsenal“ verlängert.
- Schmidgunstgasse (Kaiserebersdorf), 1894 benannt nach Georg Schmidgunst (1831–1886), Bürgermeister von Kaiserebersdorf (1861–1873). Die Gasse hieß davor Dorfgasse.
- Schneidergasse (Simmering), 1899 benannt nach dem Baumeister Johann Schneider (1835–1897), Gemeinderat im Simmering; in seinen Wirkungsbereich fiel unter anderem der Bau von drei Simmeringer Schulen.
- Schubertweg (Simmering, Kleingartenanlage „Gaswerk“), nicht amtlich benannt, wohl nach dem Komponisten Franz Schubert.
- Schubertweg (Simmering, Kleingartenanlage „Simmeringer Haide“), nicht amtlich benannt, wohl nach dem Komponisten Franz Schubert.
- Schusslinie (Simmering, bis 1999 amtlich Schußlinie), benannt nach der entlang dieses Weges verlaufenden Schussrichtung, als sich einst in diesem Bereich der Simmeringer Haide ein Artillerieschießplatz befand.
- Schütte-Lihotzky-Weg (Simmering), 2013 benannt nach der Architektin Margarete Schütte-Lihotzky (1897–2000); sie war die erste Frau, die in Österreich ein Architekturstudium abgeschlossen hat. Bekannt wurde sie vor allem 1926 durch das Konzept der Frankfurter Küche, bei der die Handlungsabläufe in der Küche rationalisiert und das Arbeiten vereinfacht wurde; dies wurde zum Urtyp der modernen Einbauküche. Für die Wiener Werkbundsiedlung entwarf sie 1930 zwei Reihenhäuser. Schütte-Lihotzky wurde 103 Jahre alt.
- Sedlitzkygasse (Simmering), 1894 benannt nach dem Apotheker Adalbert Sedlitzky (1812–1886); er eröffnete 1843 die erste Apotheke in Simmering („Zur Mariahilf“, Simmeringer Hauptstraße 73) und war 1850–1852 Bürgermeister von Simmering sowie 1861–1884 Wiener Gemeinderat. Die Gasse hieß zuvor Pfeifergasse.
- Seeschlachtweg (Simmering, Kaiserebersdorf), 1884 benannt nach dem alten Flurnamen Seeschlacht, der bis ins 15. Jahrhundert zurückverfolgt werden kann. Der Name bezieht sich auf einen Seitenbach der Schwechat, der bei starkem Regen oft aus den Ufern trat und einen See bildete, und der schließlich mit Hilfe von Holzpfählen „eingeschlachtet“ (= eingeschachtet, reguliert) wurde.
- Sellingergasse (Kaiserebersdorf), 1894 benannt nach Martin Sellinger (1812–1873), Gemeinderat in Kaiserebersdorf. Die Gasse hieß vorher Kreuzgasse und Obere Quergasse.
- Semperweg (Simmering, Kleingartenanlage „Gaswerk“), nicht amtliche Bezeichnung.
- Sendnergasse (Albern), 1959 benannt nach der altansässigen Familie Sendner, die 1788–1869 eine Mühle in Schwechat besaß („Sendnermühle“).
- Senngasse (Simmering), 1907 benannt nach dem Dichter Johann Chrysostomus Senn (1795–1857); er gehörte einer im Vormärz verbotenen Studentenverbindung an, und bildete zusammen mit Schubert, dem Dichter Johann Mayrhofer, dem Juristen Franz von Bruchmann, dem Maler Leopold Kupelwieser und dem Arzt Ernst von Feuchtersleben einen Kreis, der den in Österreich verbotenen Deutschen Idealismus propagierte und Kritik am Regime Metternichs artikulierte. Aufgrund seiner revolutionären Ideen wurde er 1820 verhaftet, für fast ein Jahr ins Gefängnis geworfen und schließlich nach Tirol abgeschoben.
- Siegerweg (Simmering, Kleingartenanlage „Simmeringer Haide“), nicht amtliche Bezeichnung, angeblich zur Erinnerung an die Siegermächte des Ersten Weltkriegs.
- Sillerweg (Simmering) nicht amtliche Bezeichnung nach Franz Siller (1893–1924), Präsident des „Zentralverbandes der Kleingärtner-, Siedler- und Kleintierzüchtervereine Österreichs“; er spielte eine führende Rolle bei der Organisation der Kleingartenbewegung im hungernden Wien nach 1918. Ebenfalls nach ihm benannt sind der Sillerweg im 2. Bezirk Leopoldstadt, der Franz-Siller-Weg im 12. Bezirk Meidling, die Sillergasse und der Sillerplatz im 13. Bezirk Hietzing, die Sillerstraße im 19. Bezirk Döbling und die Franz Sillergasse im 22. Bezirk Donaustadt. Weg in den Kleingartenanlagen „Gaswerk“ und „Simmeringer Haide“.
- Simmeringer Hauptstraße (Simmering, Kaiserebersdorf), 1894 benannt nach der ehemals selbstständigen Gemeinde Simmering. Die erste urkundliche Erwähnung (1028) lautete auf den Namen Symmanningen. Bei den „von Simmaningen“ dürfte es sich um ein in dieser Gegend ansässiges Landadelsgeschlecht gehandelt haben. In den darauf folgenden Jahrhunderten finden sich verschiedene Schreibweisen (Symanin, Symaningen, Simmanin, Simoning), bis sich schließlich spätestens Ende des 14. Jahrhunderts die heutige Schreibweise etabliert hat. 1892 wurde Simmering gemeinsam mit Kaiserebersdorf und Teilen von Kledering und Schwechat zum 11. Wiener Gemeindebezirk zusammengefasst. Die Simmeringer Hauptstraße durchquert den ganzen Bezirk von Nordwest nach Südost und verläuft entlang eines Teilstückes der einst von den Römern angelegten Limesstraße, die von Vindobona nach Carnuntum führte. Die Straße hieß früher in Simmering Hauptstraße bzw. Schwechater Hauptstraße und in Kaiserebersdorf Reichsstraße.
- Simmeringer Lände (Simmering, Kaiserebersdorf), 1894 benannt nach ihrer Lage entlang des Donaukanals. Eine Lände ist ein einfacher Landeplatz an einem Gewässer, also die einfachste Form eines Binnenhafens. Das Ufer ist befestigt und das Fahrwasser entsprechend verbreitert. Anders als bei einem ausgebauten Hafen sind Hafenwasser und Wasserstraße jedoch durch keinerlei Bauwerke voneinander abgegrenzt. Die Straße hieß zuvor Donaukanallände.
- Simmeringer Platz (Simmering), 2000 benannt nach der ehemals selbstständigen Gemeinde Simmering; siehe Simmeringer Hauptstraße. Die Benennung erfolgte anlässlich der Neugestaltung des Platzes im Zuge der Verlängerung der U-Bahn-Linie U3 bis zur Station Simmering.
- Simoningplatz (Simmering), 1914 benannt nach dem Ortsnamen Simoning, der im 13. Jahrhundert für das heutige Simmering in Verwendung war; siehe Simmeringer Hauptstraße und Herbortgasse.
- Sofie-Lazarsfeld-Straße (Kaiserebersdorf), 2011 benannt nach der Psychologin Sophie Lazarsfeld (1881–1976); die Schülerin des Individualpsychologen Alfred Adler arbeitete sie als Erziehungsberaterin und Eheberaterin und hielt Vorträge und Seminare. Sie führte auch eine private Praxis für Ehe-, Familien- und Sexualberatungen. In ihrem Salon trafen sich die führenden Intellektuellen der österreichischen Sozialdemokratie. Sophie Lazarsfeld ist die Mutter des Soziologen Paul Felix Lazarsfeld (siehe die Lazarsfeldgasse im 21. Bezirk Floridsdorf) und die Schwiegermutter der Sozialpsychologin Marie Jahoda (siehe die Marie-Jahoda-Gasse im 17. Bezirk Hernals).
- Speditionsstraße (Simmering), 1993 benannt nach den in der Nähe (meist in der Schemmerlstraße) ansässigen Speditionsunternehmen.
- Spinngasse (Simmering), 1875 benannt nach der Ersten österreichischen Jute-Spinnerei und Weberei, die 1869 vom Unternehmer Paul Pacher gegründet worden war und sich an dieser Stelle (am Geiselberg) befand. Mit weiteren Produktionsstätten in Floridsdorf (ab 1874) und Budapest (ab 1882) wurde das Unternehmen zur größten Jutefabrik Österreich-Ungarns; 1913 wurden 3.200 Arbeiter beschäftigt, davon knapp 2.000 in Wien. Das Simmeringer Werk wurde 1959 stillgelegt.[69]
- Spissakgasse (Simmering), 1954 benannt nach dem Simmeringer Arbeiterdichter Johann Spissak (1889–1942); der gelernte Gießereiarbeiter konnte krankheitsbedingt ab 1934 keinen Beruf mehr ausüben und schrieb in der Folge Erzählungen, Naturbeschreibungen und Gedichte, die u. a. in der Arbeiter-Zeitung erschienen.[70] Die Gasse hieß vorher 3. Landengasse.
- Steirerweg (Simmering, Kleingartenanlage „Simmeringer Haide“), nicht amtliche Bezeichnung.
- Strachegasse (Simmering), 1940 benannt nach dem Gas- und Feuerungstechniker Hugo Strache (1865–1927), Leiter der Versuchsanstalt für Brennstoffe, Feuerungsanlagen und Gasbeleuchtung an der Technischen Hochschule. 1905 errichtete er eine Wassergasanlage im Allgemeinen Krankenhaus und erfand das sogenannte „Doppelgas“, ein im Gasometer erzeugtes Gemisch aus Destillations- und Wassergas. 1907 erwarb er ein Patent für einen „Apparat zur kontinuierlichen Anzeige und Registrierung der Gasproduktion“.[71]
- Straußweg (Simmering, Kleingartenanlage „Gaswerk“), nicht amtlich benannt nach dem Komponisten Johann Strauß (1825–1899).
- Strindberggasse (Simmering), 1932 benannt nach dem schwedischen Schriftsteller August Strindberg (1849–1912); er gilt als einer der wichtigsten schwedischen Autoren, besonders seine Dramatik ist weltbekannt. Von den 70er Jahren des 19. Jahrhunderts bis zu seinem Tod dominierte er das literarische Schweden, war ständig umstritten und oft in persönliche Konflikte verwickelt. Zu seinem umfangreichen literarischen Werk gehören Romane, Novellen und Dramen, die zu den Klassikern schwedischer Literatur zählen. Der angrenzende Gemeindebau Strindberghof ist ebenfalls nach ihm benannt.
- Studenygasse (Simmering), 1885 benannt nach dem Gärtner Michael Studeny (1818–1857); er begann um 1841 in der Flur „Wiener Gärten“ zu bauen gilt damit als der erste Siedler in dieser Gegend.
- Svetelskystraße (Kaiserebersdorf), 1995 benannt nach dem kaufmännischen Angestellten Wilhelm Svetelsky (1905–1987), Obmann der Bezirksorganisation Simmering der SPÖ (1946–1965), Wiener Gemeinderat (1949–1964). Von 1954 bis 1966 war er darüber hinaus auch Vorsitzender der Gewerkschaft der Handels- und Transportarbeiter.[72] Der Gemeindebau Wilhelm Svetelsky-Hof wurde ebenfalls nach ihm benannt. 2024 wurde der Wilhelm-Svetelsky-Platz am östlichen Ende der Straße ebenfalls ihm gewidmet.
- Swatoschgasse (Simmering), 1967 benannt nach dem Kaufmann Leopold Swatosch (1890–1950); er betätigte sich als Heimatforscher in Simmering. Seine heimatkundliche Sammlung bildete 1934 den Grundstock für das Simmeringer Bezirksmuseum. Er gab viele lokalhistorische Veröffentlichungen heraus; zahlreiche Gedenktafeln in Simmering wurden auf seine Initiative hin angebracht.

## T

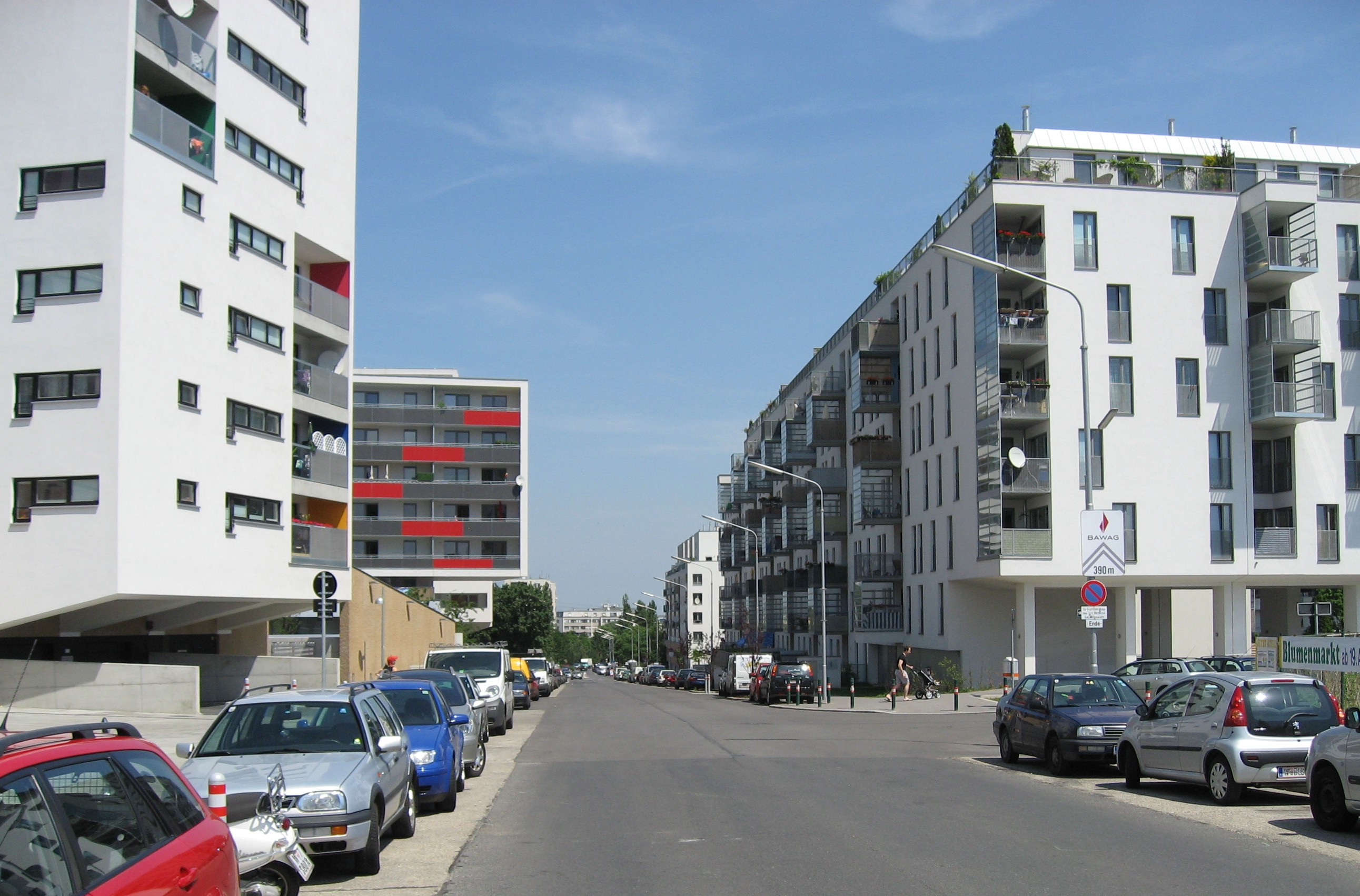
Thürnlhofstraße

- Taubenweg (Simmering, Kleingartenanlage „Simmeringer Haide“), nicht amtliche Bezeichnung, wohl nach der Vogelfamilie der Tauben.
- Thürnlhofstraße (Kaiserebersdorf), 1920 benannt nach dem Schloss Thürnlhof. Im Jahr 1562 schenkte Kaiser Ferdinand I. seinem Unterkoch Michael Pfeiffer zu dessen Haus in Ebersdorf „zwei öde Thürnln“ (Türme); daraus entstand der Name dieses am Münnichplatz gelegenen Herrenhauses, das heute noch besteht. Es diente zeitweise als Zuckerfabrik, später als Volksschule, und ist heute ein Restaurant.
- Tildeweg (Simmering), nicht amtliche Bezeichnung für einen Weg in den Kleingartenanlagen „Gaswerk“ und „Simmeringer Haide“.
- Tiroler Weg (Simmering, Kleingartenanlage „Simmeringer Haide“), nicht amtliche Bezeichnung, wohl nach dem Bundesland Tirol.
- Toskaweg (Simmering), 2011 benannt nach Toska Feuchtbaum (1935–um 1942); sie wurde als Kind in das Konzentrationslager Izbica deportiert und wurde in der Folge getötet.
- Traubenweg (Simmering, Kleingartenanlage „Simmeringer Haide“), nicht amtliche Bezeichnung, wahrscheinlich nach dem Blütenstandstyp Traube.
- Trepulkagasse (Kaiserebersdorf), 1971 benannt nach dem Lehrer Johann Trepulka (1872–1951), Oberlehrer an der Volksschule am Münnichplatz im Schloss Thürnlhof (1911–1927), Regens chori an der Pfarrkirche Neusimmering (1923–1945), Leiter des Simmeringer Fürsorgeamtes (1934–1938).
- Trinkhausstraße (Simmering), 1904 benannt nach dem Geistlichen Jakob Trinkhaus (1713–1767), Pfarrer von Simmering (1742–1767); in seine Amtszeit fiel der Um- bzw. Neubau der Pfarrkirche Altsimmering (1746–1747).

## U
- Udelweg (Kaiserebersdorf), 1938 benannt nach dem Musiker Karl Udel (1844–1927), Cellist, Professor am Wiener Konservatorium; er erlangte als Gesangshumorist lokale Bekanntheit.
- Unter der Kirche (Simmering), 1872 benannt nach der tiefen Lage des Straßenzuges entlang der Mauer des Simmeringer Friedhofs im Bereich der Pfarrkirche Altsimmering.
- Unterfeldgasse (Simmering), 1917 benannt nach dem historischen Flurnamen Unteres Feld.
- Urschenböckgasse (Simmering), 1904 benannt nach Georg Bernhard I. Freiherr von Urschenböck (1551–1622) und Georg Bernhard II. Freiherr von Urschenböck (1608–1671); die beiden Freiherren waren von 1608 bis 1635 Besitzer der Grundherrschaft Simmering (siehe auch Römersthalgasse).

## V
- Valiergasse (Kaiserebersdorf), 1971 benannt nach dem Astronomen und Raumfahrtforscher Max Valier (1895–1930); er beschäftigte sich hauptsächlich mit dem Verfassen wissenschaftlicher Bücher sowie von Science-Fiction-Literatur. Ab 1928 entwickelte er gemeinsam mit Fritz von Opel raketenbetriebene Fahrzeuge. Dabei kam er 1930 durch eine Explosion ums Leben; er gilt als erstes Todesopfer in der Geschichte der Raumfahrt.
- Veilchenweg (Simmering, Kleingartenanlage „Simmeringer Haide“), nicht amtliche Bezeichnung, wohl nach der Pflanzengattung Veilchen.

## W
- Wachthausgasse (Simmering), 1884 benannt nach einem ehemaligen Artillerie-Wachthaus auf der Simmeringer Haide, zu dem diese Gasse führte. Siehe auch Ravelinstraße und Schusslinie.
- Wallagasse (Kaiserebersdorf), 1996 benannt nach dem Gärtner Michael Walla (1892–1959), Präsident des Bundesverbandes der Gärtner Österreichs (1933–1938), Vizepräsident der Wiener Landwirtschaftskammer (1945), Obmann des Wiener Bauernbundes (1945), Abgeordneter zum Nationalrat (1945–1959, ÖVP).[73] Im Historikerbericht Straßennamen Wiens seit 1860 als „Politische Erinnerungsorte“ aus dem Jahr 2013 ist die Straße Gruppe C (demokratiepolitisch relevante biographische Lücken) zugeordnet.[8]
- Warneckestraße (Albern), 1982 benannt nach dem Industriellen Herbert Warnecke (1914–1979), Inhaber der Firmen für Verpackungsmaterial Tuwa-Plastik und Turboplast.[74]
- Weichseltalweg (Simmering), 1905 benannt nach dem historischen Flurnamen Weichseltal.
- Weinweg (Simmering, Kleingartenanlage „Simmeringer Haide“), nicht amtliche Bezeichnung, wohl nach der Pflanzenart Weinrebe.
- Weißenböckstraße (Simmering), 1884 benannt nach dem Gastwirt Johann Weißenböck (1812–1871); er engagierte sich wohltätig für die Gemeinde Simmering.
- Werkstättenweg (Simmering), 1884 benannt nach den seit 1873 hier befindlichen Werkstätten der k.k. österreichischen Staatsbahnen (heute ÖBB), neben denen dieser Weg verläuft.
- Widholzgasse (Kaiserebersdorf), 1971 benannt nach dem Politiker Laurenz Widholz (1861–1926), Abgeordneter zum Reichsrat (1907–1918, SDAP), Landeshauptmannstellvertreter in der Niederösterreichischen Landesregierung (1919–1920), Abgeordneter zum Nationalrat (1920–1926). Widholz war ab 1912 an der Errichtung von Wohnhäusern für Arbeiterfamilien in Simmering beteiligt und setzte sich für die Vereinheitlichung des Sozialversicherungswesens ein. Zudem engagierte er sich für den Lehrlingsschutz und die Jugendfürsorge. Der Widholzhof in Simmering ist ebenfalls nach ihm benannt.
- Wiedermanngasse (Kaiserebersdorf), 1895 benannt nach Johann Wiedermann (1837–1890), Grundbesitzer und Wirtschaftsbesitzer in Kaiserebersdorf.
- Wildpretstraße (Simmering), 1881 benannt nach dem alten Flurnamen Wildpretwiese, einst ein ergiebiges Jagdgebiet. Wildbret ist die Bezeichnung für Fleisch von frei lebenden Tieren, die dem Jagdrecht unterliegen, also dem Wild. Das Wort stammt von mittelhochdeutsch wildbræt („Fleisch vom Wild“).
- Wilhelm-Kreß-Platz (Simmering), 1924 benannt nach dem Flugpionier Wilhelm Kress (auch Kreß, 1836–1913); er experimentierte zunächst mit Flugmodellen und erfand um 1900 den Steuerknüppel zur Steuerung von Flugzeugen. Ab 1898 konstruierte er als erster Österreicher ein Motorflugzeug. Das Wasserflugzeug war jedoch wegen zu geringer Motorleistung flugunfähig und versank 1901 beim ersten Startversuch im Wienerwaldsee.
- Wilhelm-Kreß-Weg (Simmering), nicht amtlich benannt nach dem Flugpionier Wilhelm Kreß (1836–1913); siehe Wilhelm-Kreß-Platz.
- Wilhelm-Otto-Straße (Simmering), 1904 benannt nach Wilhelm Otto (1823–1892), kommerzieller Direktor der Simmeringer Waggonfabrik (1873–1876 und 1879–1881), Gemeinderat in Simmering. Die Simmeringer Waggonfabrik bestand ab 1852; hergestellt wurden zunächst Dezimal-Brückenwaagen, später auch Dampfmaschinen, Ausstattungen für Rübenzuckerfabriken und ab 1864 Waggons, die schon bald einen Produktionsschwerpunkt darstellten. 1899 wurde der vierzigtausendste Eisenbahnwaggon ausgeliefert.[75] Die Firma wurde Bestandteil der Simmering-Graz-Pauker AG und ist heute Teil der Siemens Mobility.
- Wilhelm-Svetelsky-Platz (Kaiserebersdorf), 2024 benannt. Siehe Svetelskystraße.
- Wilhelm-Trummer-Weg (Simmering), 2012 benannt nach dem Mechaniker Wilhelm Trummer (1920–1994), Funktionär im Kleingartenverein „Simmeringer Haide“, in dessen Anlage der Weg verläuft.
- Wilhelm-Weber-Weg (Simmering), 2011 benannt nach dem Elektromechaniker und Bezirkspolitiker Wilhelm Weber (1907–1981); er war 1964–1973 Bezirksvorsteher von Simmering (SPÖ). In seiner Amtszeit entstanden u. a. zahlreiche große Wohnbauten, die das Bild des Bezirks wesentlich veränderten.[76] Sein Vorgänger als Bezirksvorsteher war Josef Haas; siehe Josef-Haas-Gasse, sein Nachfolger war Johann Paulas; siehe Paulasgasse. Der Wilhelm-Weber-Hof in Simmering (Rinnböckstraße 35–43) ist ebenfalls nach ihm benannt.
- Wopenkastraße (Kaiserebersdorf), 1995 benannt nach dem Politiker Max Wopenka (1903–1952), Bezirksvorsteher von Simmering (1945–1952, SPÖ). Er bemühte sich um die Beseitigung der erheblichen Kriegsschäden, die rasche Versorgung der notleidenden Bevölkerung und um den umfassenden Wiederaufbau Simmerings. Der Max-Wopenka-Hof in Simmering ist ebenfalls nach ihm benannt.[77] Sein Vorgänger als Bezirksvorsteher war Eduard Pantucek; siehe Pantucekgasse, sein Nachfolger war Josef Haas; siehe Josef-Haas-Gasse.

## Z
- Zamenhofgasse (Simmering, Wohnhausanlage „Hasenleiten“), 1956 benannt nach dem polnischen Augenarzt Ludwik Lejzer Zamenhof (eigentlich Eliezer Levi Samenhof, 1859–1917); er sprach Russisch, Polnisch, Hebräisch, Jiddisch, Deutsch, Französisch, Englisch, Griechisch und Latein. Ab 1879 versuchte er, eine leicht erlernbare, neutrale Plansprache für die internationale Verständigung zu entwickeln, die jedoch andere Sprachen nicht ersetzen sollte. Diese Sprache veröffentlichte er 1887 als Esperanto.
- Zehetbauergasse (Simmering), 1925 benannt nach dem Pfeifenschneider Franz Zehetbauer (1870–1921), Funktionär der Angestelltengewerkschaft, erster sozialdemokratischer Bezirksvorsteher von Simmering (1919 bis 1920). Sein Nachfolger war Eduard Pantucek; siehe die Pantucekgasse.[78]
- Zehngrafweg (Kaiserebersdorf), 1971 benannt nach dem Komponisten Josef Zehngraf (1841–1927); im Hauptberuf Beamter betätigte er sich auch als Komponist, blieb aber weitgehend unbekannt.
- Ziehrerweg (Simmering, Kleingartenanlage „Gaswerk“), nicht amtliche Bezeichnung, wahrscheinlich nach dem Komponisten Carl Michael Ziehrer.
- Zinnergasse (Kaiserebersdorf), 1894 benannt nach Matthias Zinner († 1836), kaiserlicher Hofjäger in Kaiserebersdorf. Die Gasse hieß davor Fabriksgasse.
- Zippererstraße (Simmering), 1904 benannt nach Georg Zipperer (Lebensdaten unbekannt), er erwarb um 1850 Grund in dieser Gegend und erbaute ein Haus, wodurch dieser Straßenzug entstand.
- Zöllnerweg (Simmering, Kleingartenanlage „Simmeringer Haide“), 1956 benannt nach dem Charakterkomiker Philipp Zöllner (1785–1870); er spielte u. a. am Theater in der Josefstadt und am Leopoldstädter Theater, zeitweise war er auch Direktor des Ofner Theaters.[79] Der Weg hieß davor Biberweg.
- Zsigmondygasse (Simmering, Wohnhausanlage „Hasenleiten“), 1956 benannt nach dem Chemiker Richard Zsigmondy (1865–1929); er konstruierte ein Ultramikroskop und verbesserte es 1913 zum Immersions-Ultramikroskop, mit dem er Partikel mit der Größe von einem Millionstel Millimeter (Nanometer) sichtbar machen konnte. Seine Forschungstätigkeit war auch für die Biologie und Medizin von besonderer Bedeutung, da sich aus ihr ergab, dass Protoplasma alle Merkmale und Veränderungen von kolloiden Lösungen aufweist. Zsigmondy erhielt 1925 (verliehen 1926) den Nobelpreis für Chemie.
- Zumbuschgasse (Simmering), 1956 benannt nach dem deutschen Bildhauer Caspar von Zumbusch (1830–1915); er gilt als der wichtigste Monumentalplastiker der Gründerzeit in Österreich. In Wien schuf er u. a. das Beethoven-Denkmal auf dem Beethovenplatz (1880), die Kolossalstatue des Kaisers Franz Joseph auf der Feststiege der Universität Wien (1883), das Maria-Theresien-Denkmal auf dem Maria-Theresien-Platz (1888) und das Reiterstandbild für Feldmarschall Radetzky (1891), bis 1912 vor dem alten Kriegsministerium Am Hof, seither vor dem neuen k.u.k. Kriegsministerium auf dem Stubenring. Die Gasse hieß bis 1894 Feldgasse und dann 1894–1956 Ruthgasse.
- Zwicklgasse (Kaiserebersdorf), 1895 benannt nach dem Schmied Johann Zwickl (1756–1815), Ortsrichter von Simmering (1787–1812). Ein Teil der Gasse hieß bis 1907 Dirndlhofgasse.

## Historische Straßennamen
- 3. Haidequerstraße: aufgelassen
- 4. Haidequerstraße: aufgelassen
- 5. Haidequerstraße: aufgelassen
- 6. Haidequerstraße: aufgelassen
- 10. Haidequerstraße: aufgelassen
- 1. Landengasse: siehe Lautenschlägergasse
- 2. Landengasse: siehe Hadatschgasse
- 3. Landengasse: siehe Spissakgasse
- 4. Landengasse: siehe Kölgengasse
- 5. Landengasse: siehe Kaniakgasse
- 6. Landengasse: siehe Lindenbauergasse
- 1. Landwehrstraße: siehe Margetinstraße
- 2. Landwehrstraße: siehe Landwehrstraße
- 3. Landwehrstraße: aufgelassen
- 4. Landwehrstraße: siehe Zinnergasse
- 5. Landwehrstraße: siehe Artillerieplatz
- Am Wiener Neustädter Kanal: siehe Am Kanal
- An der Donau: siehe Erdberger Lände
- Andreasgasse: siehe Pretschgasse
- Antongasse: siehe Erdbergstraße
- Antonigasse: siehe Rappachgasse
- Auer-Welsbach-Gasse: siehe Mazellegasse
- Auf der Haide: siehe Döblerhofstraße
- Austraße: siehe Guglgasse
- Bachergasse: siehe Brambillagasse
- Berthagasse: siehe Gudrunstraße
- Biberweg: siehe Zöllnerweg
- Blumengasse: siehe Molitorgasse
- Bräuhausgasse: siehe Dittmanngasse bzw. Mailergasse
- Brühlwiese: siehe Brühlgasse
- Croatengasse: siehe Gudrunstraße
- Dirndlhofgasse: siehe Zwicklgasse
- Döblergasse: siehe Eyzinggasse
- Donaukanallände: siehe Simmeringer Lände
- Donaustraße: siehe Meichlstraße
- Dorfgasse: siehe Mautner-Markhof-Gasse bzw. Schmidgunstgasse
- Ebersdorfer Hauptstraße: siehe Kaiser-Ebersdorfer Straße
- Erdberger Hauptstraße: siehe Erdbergstraße
- Fabriksgasse: siehe Zinnergasse
- Felbergasse: siehe Krausegasse
- Feldgasse: siehe Zumbuschgasse, Grillgasse und Kimmerlgasse
- Fischergasse: siehe Csokorgasse bzw. Mühlsangergasse
- Friedplatz: siehe Albin-Hirsch-Platz
- Gärtnergasse: siehe Hallergasse
- Geißelberger Weg: siehe Gudrunstraße
- Gemeindegasse: siehe Csokorgasse bzw. Mühlsangergasse
- Große Kanalgasse: siehe Geystraße
- Haeckelplatz: aufgelassen, heute Ecke Rzehakgasse / Pantucekgasse
- Haidgasse: siehe Klebindergasse
- Haltergasse: siehe Halterlacken
- Hasnerstraße: siehe Geiereckstraße
- Hauptstraße: siehe Klederinger Straße bzw. Simmeringer Hauptstraße
- Herbstgasse: siehe Gänsbachergasse
- Hirschengasse: siehe Hauffgasse
- Hörten: siehe Hörtengasse
- Huaterergassel: siehe Hutterergasse
- Kanalgasse: siehe Geystraße bzw. Lorystraße
- Kirchengasse: siehe Kobelgasse
- Kirchenplatz: siehe Münnichplatz
- Klabundgasse: siehe Pleischlgasse
- Klebinderweg: siehe Klebindergasse
- Kleine Theresiengasse: siehe Oberleitengasse
- Kreuzgasse: siehe Sellingergasse
- Laaer Weg: siehe Hasenleitengasse
- Marktplatz: siehe Enkplatz
- Martschützgasse: siehe Pachmayergasse
- Mautnergasse: siehe Gottschalkgasse
- Mitterweg: siehe Erdbergstraße
- Mühlgasse: siehe Dampfmühlgasse bzw. Dommesgasse
- Mühlsangergasse: siehe Csokorgasse
- Neuriss: siehe Neurissenweg
- Neurissengasse: siehe Neurissenweg
- Obere Quergasse: siehe Sellingergasse
- Pfeifergasse: siehe Sedlitzkygasse
- Plenergasse: siehe Greifgasse
- Reichsstraße: siehe Simmeringer Hauptstraße
- Roseggergasse: siehe Felsgasse
- Ruthgasse: siehe Zumbuschgasse
- Schulgasse: siehe Drischützgasse
- Schwechater Hauptstraße: siehe Simmeringer Hauptstraße
- Schwechater Straße: siehe Dreherstraße
- Simmeringer Straße: siehe Gudrunstraße
- Theresiengasse: siehe Kopalgasse
- Über dem Kanal: siehe Leberstraße
- Untere Wintergasse: siehe Birkenstockgasse
- Weintraubengasse: siehe Rautenstrauchgasse
- Weißenböckstraße: siehe Florian-Hedorfer-Straße
- Weyringergasse: siehe Fuchsröhrenstraße
- Wintergasse: siehe Eyzinggasse

1938–1945
- Egerländerplatz: siehe Albin-Hirsch-Platz
- Fontanegasse: siehe Paul-Heyse-Gasse
- Julius-Eckel-Gasse: siehe Pleischlgasse